# حقبة الاستعمار في تاريخ الولايات المتحدة
تغطي حقبة الاستعمار في تاريخ الولايات المتحدة الاستعمار الأوروبي لأميركا خلال الفترة الممتدة بين بداية أوائل القرن السادس عشر، حتى دمج المستعمرات في الولايات المتحدة الأمريكية. في أواخر القرن السادس عشر، أطلقت إنجلترا وفرنسا وإسبانيا وهولندا برامج استعماريّة كُبرى في شرق أمريكا الشماليّة. فشلت بعض المحاولات الصغيرة المبكرة، مثل محاولة الإنجليزية لوست كلوني. كان معدل الوفيات مرتفعاً جداً بين الوافدين الأوائل، ولكن، ومع ذلك، انتعشت بعض المستعمرات الصغيرة في غضون عقود قليلة.
انحدر المُستوطنون الأوروبيّون من مجموعات اجتماعيّة ودينيّة متنوعة، منها المُغامرون والمزارعون والخدم المُتعاقدون والتجّار وقلّة من الطبقة الارستقراطيّة. كان المُستوطنون الذين يسافرون إلى القارة الجديدة هم الهولنديون من نيو نذرلاند والسويديون والفنلنديون من السويد الجديدة، والكيكرون الإنجليز في مقاطعة بنسلفانيا، والمُتطرفون الإنجليز في نيو إنغلاند، والمستوطنون الإنجليز في جيمستاون، وفرجينيا، والكاثوليك الإنجليز، وغير المُلتزمين من البروتستانت. أصبحت جميع هذه المجموعات جزءاً من الولايات المُتحدة بعد أن نالت استقلالها في عام 1776م. ثُمّ دمجت أمريكا الروسية وأجزاء من فرنسا الجديدة وإسبانيا الجديدة أيضا في الولايات المتحدة على مراحل مُختلفة. قامت المجموعات المُتنوعة من هذه المناطق المُختلفة ببناء مستعمرات ذات نمط اجتماعي وديني وسياسي واقتصادي متميّز.
ومع مرور الوقت، جرى الاستيلاء على المُستعمرات غير البريطانيّة شرق نهر المسيسيبي، وجرى استيعاب مُعظم السكّان. في نوفا سكوتيا، طردَ البريطانيون الأكاديين الفرنسيين، وانتقل العديد منهم إلى لويزيانا. لم تحدث حروب أهلية كبرى في المستعمرات الثلاثة عشر. كانت الثورتان المسلحتان الرئيسيتان إخفاقين قصيرين في ولاية فرجينيا في عام 1676م وفي نيويورك في الفترة بين عامي 1689-1691م. طوّرت بعض المُستعمرات أنظمة قانونيّة للعبوديّة تركزت بشكل كبير حول تجارة الرقيق في الأطلسي. كانت الحروب مُتكررة بين الفرنسيين والبريطانيين أثناء الحروب الفرنسية والهندية. بحلول عام 1760، هُزمت فرنسا واستولت بريطانيا على مُستعمراتها.
على الساحل الشرقي، كانت المناطق الإنجليزية الأربعة المُتميّزة هي نيو إنغلاند والمستعمرات الوسطى ومستعمرات خليج تشيسابيك (الجنوب الأعلى) والمستعمرات الجنوبية (الجنوب الأدنى) . يُضيف بعض المؤرخين منطقة خامسة من الحدود التي لم تكن مُنظّمة بشكلٍ مُنفصل. بحلول الوقت الذي وصل فيه المستوطنون الأوروبيون في الفترة ما بين عامي 1600 و1650م، كانت الأمراض التي جلبها المستكشفون والبحارة معهم قبل عقود قد فتكت بنسبة كبيرة من القبائل الأصليّة التي كانت تعيش في المنطقة الشرقية، ولكن ليس هناك دليل قاطع على ذلك.

## أهداف الاستعمار

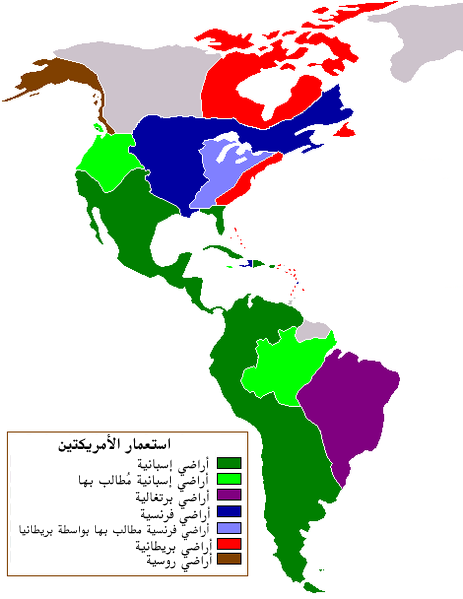
الاستعمار الأوروبي للأمريكتين

جاء المستعمرون من ممالك أوروبية تمتلك قدرات عسكرية، وبحرية، وحكومية، ومؤسساتية عالية التطور. إن التجربة الأسبانية والبرتغالية التي امتدت لقرون من الغزو والاستعمار خلال فترة استرداد الأندلس، مقترنة بمهارات الملاحة الجديدة للسفن في المحيطات، وفرت الأدوات والقدرات والرغبة في استعمار العالم الجديد. وقد أُديرت هذه الجهود على التوالي من قبل بيت المقاولات وبيت الهند.
كما بدأت إنجلترا وفرنسا وهولندا مستعمرات في جزر الهند الغربية وأمريكا الشمالية. كان لديهم القدرة على بناء السفن الجديرة بالإبحار في المحيطات ولكن لم يكن لديهم تاريخ قوي من الاستعمار في الأراضي الأجنبية كما فعلت البرتغال وإسبانيا. ومع ذلك، أعطى رواد الأعمال الإنجليز مستعمراتهم أساسًا للاستثمار القائم على التاجر الذي بدا أنه بحاجة إلى دعم حكومي أقل بكثير.
في البداية، جرَى التعامل مع الأمور المتعلقة بالمستعمرات في المقام الأول من قبل مجلس الملكة الخاص في إنجلترا ولجانها. تأسست لجنة التجارة في عام 1625 كأول هيئة خاصة عقدت لتقديم المشورة بشأن الأسئلة الاستعمارية (المستعمرات). من عام 1696 وحتى نهاية الثورة الأمريكية، كانت الشؤون الاستعمارية مسؤولة عن مجلس التجارة بالشراكة مع وزراء الخارجية المعنيين، والتي تغيرت من وزير الدولة للإدارة الجنوبية إلى وزير الدولة للمستعمرات في عام 1768.

### النزعة التجارية
كانت المذهب التجاري هي السياسة الأساسية التي فرضتها بريطانيا على مستعمراتها من الستينات من القرن السادس عشر، مما يعني أن الحكومة أصبحت شريكة للتجار المقيمين في إنجلترا من أجل زيادة السلطة السياسية والثروة الخاصة. وكان ذلك بهدف استبعاد الإمبراطوريات الأخرى وحتى التجار الآخرين في مستعمراتها الخاصة. وقامت الحكومة بحماية تجارها الذين يتخذون من لندن مقرا لهم، وحجبت آخرين عن طريق الحواجز التجارية، واللوائح، والإعانات للصناعات المحلية من أجل تعظيم الصادرات من السوق وتقليل الواردات.
كما حاربت الحكومة التهريب، وأصبح هذا مصدرًا مباشرًا للجدل مع التجار الأمريكيين عندما أعيد تصنيف أنشطتهم التجارية العادية على أنها «تهريب» بواسطة قوانين الملاحة. وقد شمل هذا الأنشطة التي كانت معاملات تجارية عادية في السابق، مثل التجارة المباشرة مع الفرنسيين والإسبان والهولنديين والبرتغاليين. كان الهدف من المذهب التجاري هو تشغيل الفوائض التجارية بحيث يصب الذهب والفضة في لندن. أخذت الحكومة نصيبها من الرسوم والضرائب، والباقي يذهب للتجار في بريطانيا. أنفقت الحكومة الكثير من عائداتها على البحرية الملكية التي كانت تحمي المستعمرات البريطانية، كما هددت مستعمرات الإمبراطوريات الأخرى، بل واستولت عليها في بعض الأحيان. وهكذا استولت البحرية البريطانية على نيو امستردام (نيويورك) عام 1664. كانت المستعمرات أسواقا قابضة للصناعة البريطانية، وكان الهدف هو إثراء البلد الأم.

### التحرر من الاضطهاد الديني
دفعت احتمالات الاضطهاد الديني من قبل سلطات التاج وكنيسة إنجلترا إلى عدد كبير من جهود الاستعمار. كان الحجاج من البيوريتانيين الانفصاليين الذين فروا من الاضطهاد في إنجلترا، أولاً إلى هولندا وفي النهاية إلى بليموث بلانتيشن في عام 1620. على مدى العشرين سنة التالية، قام أشخاص فروا من الاضطهاد من الملك تشارلز الأول باستيطان معظم نيوإنجلاند. وبالمثل، تأسست مقاطعة ماريلاند جزئيا لتكون ملاذا للكاثوليك الرومان.

## الفشل الاستعماري المبكر

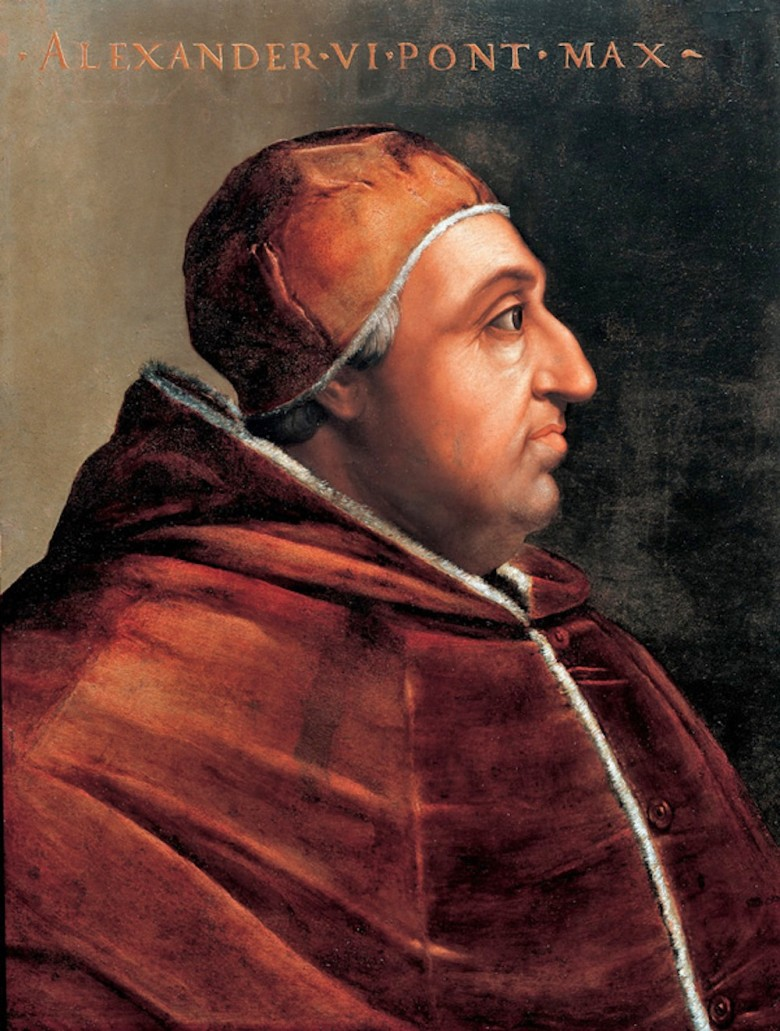
البابا ألكسندر السادس

كان المستكشفون البرتغاليون المجهولون أول أوروبيين يرسمون خرائط الساحل الشرقي لأمريكا من نيويورك إلى فلوريدا، كما هو موثق في الكورنيش في كانتينو من 1502. ومع ذلك، فقد أبقوا على اكتشافاتهم سرا ولم يحاولوا الاستقرار في أمريكا الشمالية، حيث أن الإنتر بينية التي أصدرها البابا ألكسندر السادس منحت هذه الأراضي إلى إسبانيا في عام 1493. حاولت دول أخرى تأسيس مستعمرات في أمريكا خلال القرن التالي، لكن معظم تلك المحاولات انتهت بالفشل. لقد واجه المستعمرون أنفسهم معدلات عالية من الموت بسبب المرض والجوع وإعادة الإمداد غير الكفء والصراع مع الهنود الأمريكيين والهجمات من قبل القوى الأوروبية المتنافسة وغيرها من الأسباب.
واجهت إسبانيا العديد من المحاولات الفاشلة، بما في ذلك سان ميغيل دي جوالديب في جورجيا (1526)، وبعثة بانفيلو إلى ساحل خليج فلوريدا (1528–36)، وبنساكولا في غرب فلوريدا (1559-1661)، وفورت سان جوان في نورث كارولينا (1567-68)، وبعثة آجاكان في ولاية فرجينيا (1570-1571). فشل الفرنسيون في جزيرة بارس، كارولينا الجنوبية (1562-63)، فورت كارولين على ساحل فلوريدا الأطلسي (1564-1665)، جزيرة سانت كروا، مين (1604-05)، وفورت سانت لويس، تكساس (1685 89). أبرز إخفاقات الإنجليز كانت مستعمرة روانوك، والمعروفة أيضاً باسم «المستعمرة المفقودة» (1587-90) في كارولينا الشمالية و«مستعمرة بوبهام» في ولاية مين (1607–087). و«مستعمرة روانوك» والتي ولدت فيها فيرجينيا دير وهي أول طفل إنجليزي يولد في مستعمرة إنجليزية في العالم الجديد، وعلى اسمها سميت فيرجينيا ولكن مصيرها غير معروف.

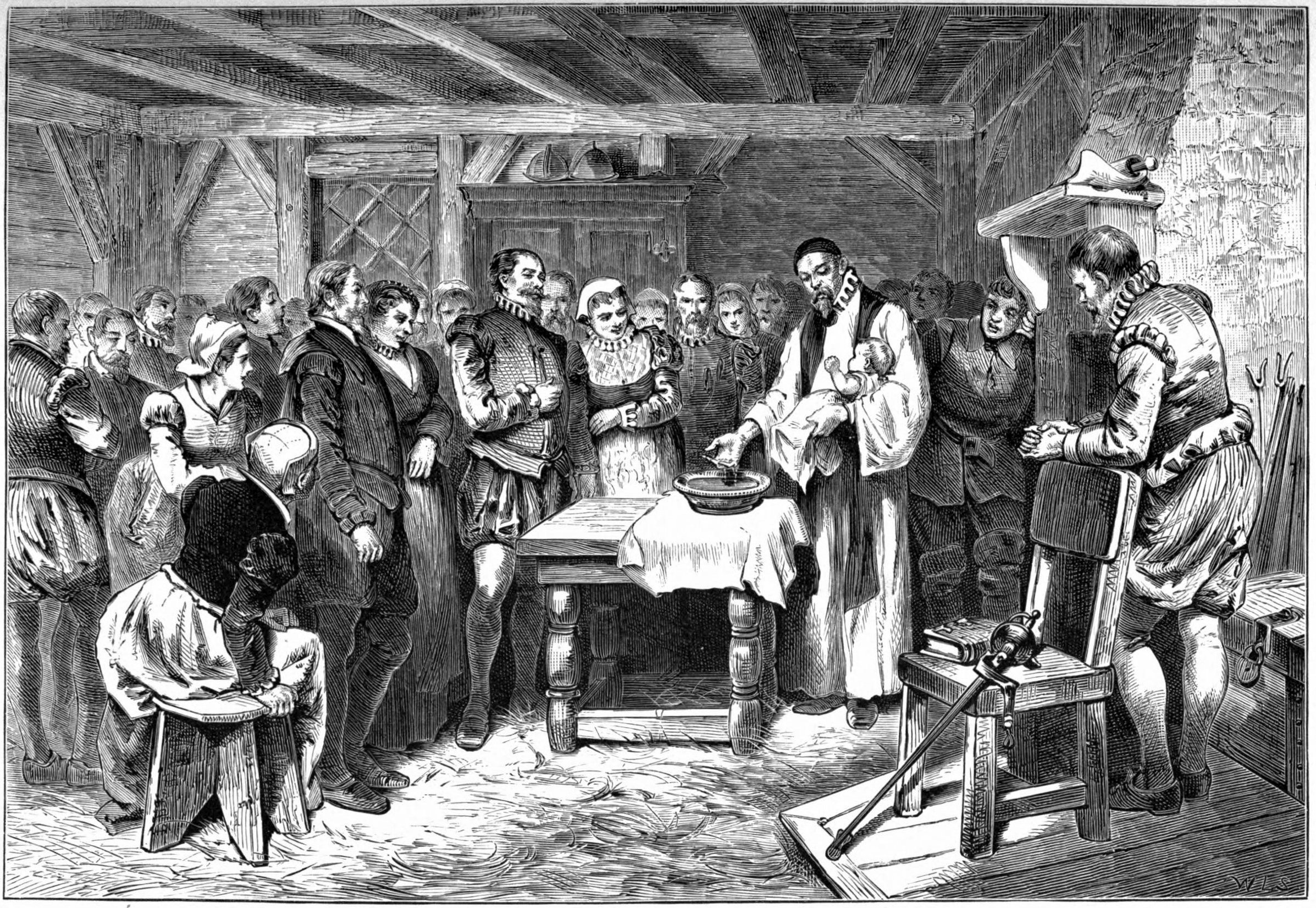
تعميد فيرجينيا دير، 1880

## إسبانيا الجديدة

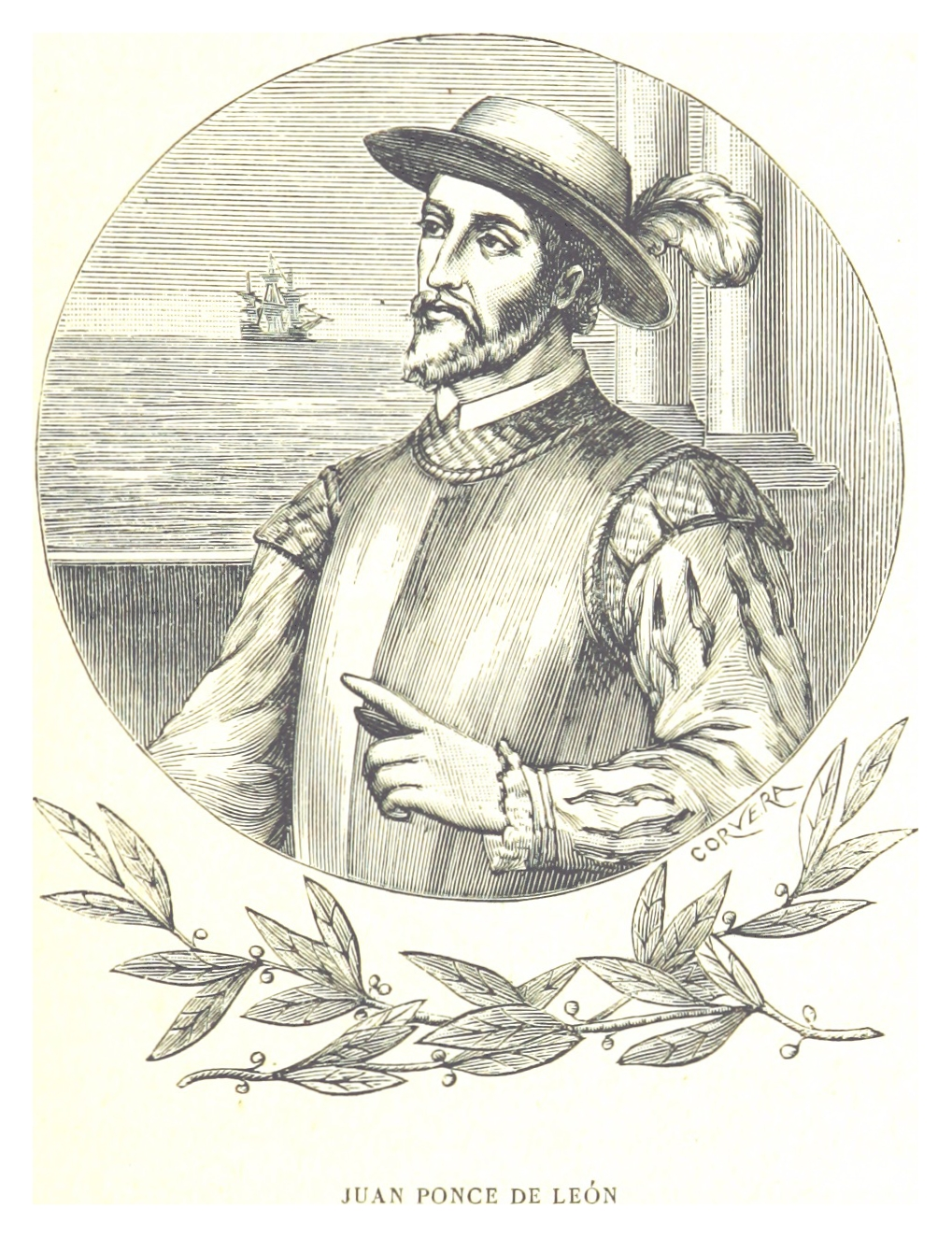
يعود الفضل للمستكشف للإسباني خوان بونثي دي ليون في استكشاف فلوريدا وتسميتها حيث تعني «أرض الأزهار» باللغة الإسبانية.

وابتداءً من القرن الخامس عشر، بنت إسبانيا إمبراطورية استعمارية في الأمريكتين تألَّفت من إسبانيا الجديدة ونقابات أخرى. تضم إسبانيا الجديدة أراضٍ في فلوريدا وألاباما وميسيسيبي ومعظم الولايات المتحدة الواقعة غرب نهر المسيسيبي وأجزاء من أمريكا اللاتينية (بما في ذلك جزيرة بورتوريكو) وجزر الهند الشرقية الإسبانية (بما في ذلك غوام وجزر ماريانا الشمالية). شملت إسبانيا الجديدة إقليم لويزيانا بعد معاهدة فونتينوبلو (1762) التي تنازلت فيه فرنسا عن المقاطعة لإسبانيا، وهذا على الرغم من أن لويزيانا عادت في نهاية المطاف إلى فرنسا بموجب بنود معاهدة سان إلديفونسو الثالثة 1800.

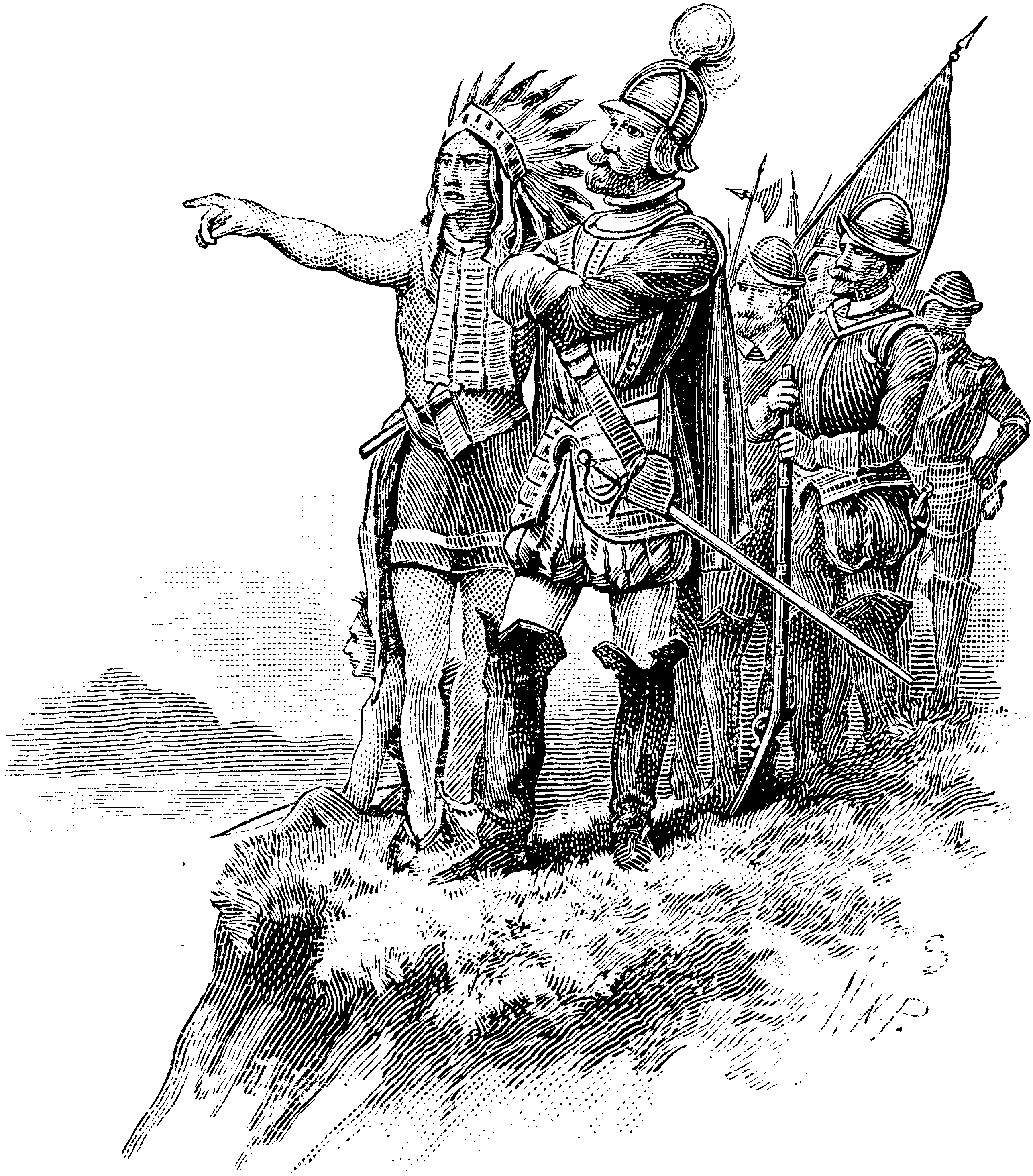
عرض دي سوتو الأول لميسيسيبي.

أصبحت العديد من الأراضي التي كانت جزءًا من إسبانيا الجديدة جزءًا من الولايات المتحدة بعد 1776 من خلال حروب ومعاهدات مختلفة، بما في ذلك شراء لويزيانا (1803)، ومعاهدة آدامز - أون (1819)، والحرب المكسيكية الأمريكية (1846-1848)، والحرب الإسبانية الأمريكية (1898). كانت هناك أيضًا العديد من الحملات الإسبانية إلى شمال غرب المحيط الهادئ، لكن إسبانيا منحت الولايات المتحدة جميع المطالبات إلى شمال غرب المحيط الهادئ في معاهدة آدامز-أونيس. كانت هناك عدة آلاف من العائلات في نيو مكسيكو وكاليفورنيا التي أصبحت مواطنين أمريكيين في عام 1848، بالإضافة إلى أعداد صغيرة في المستعمرات الأخرى.

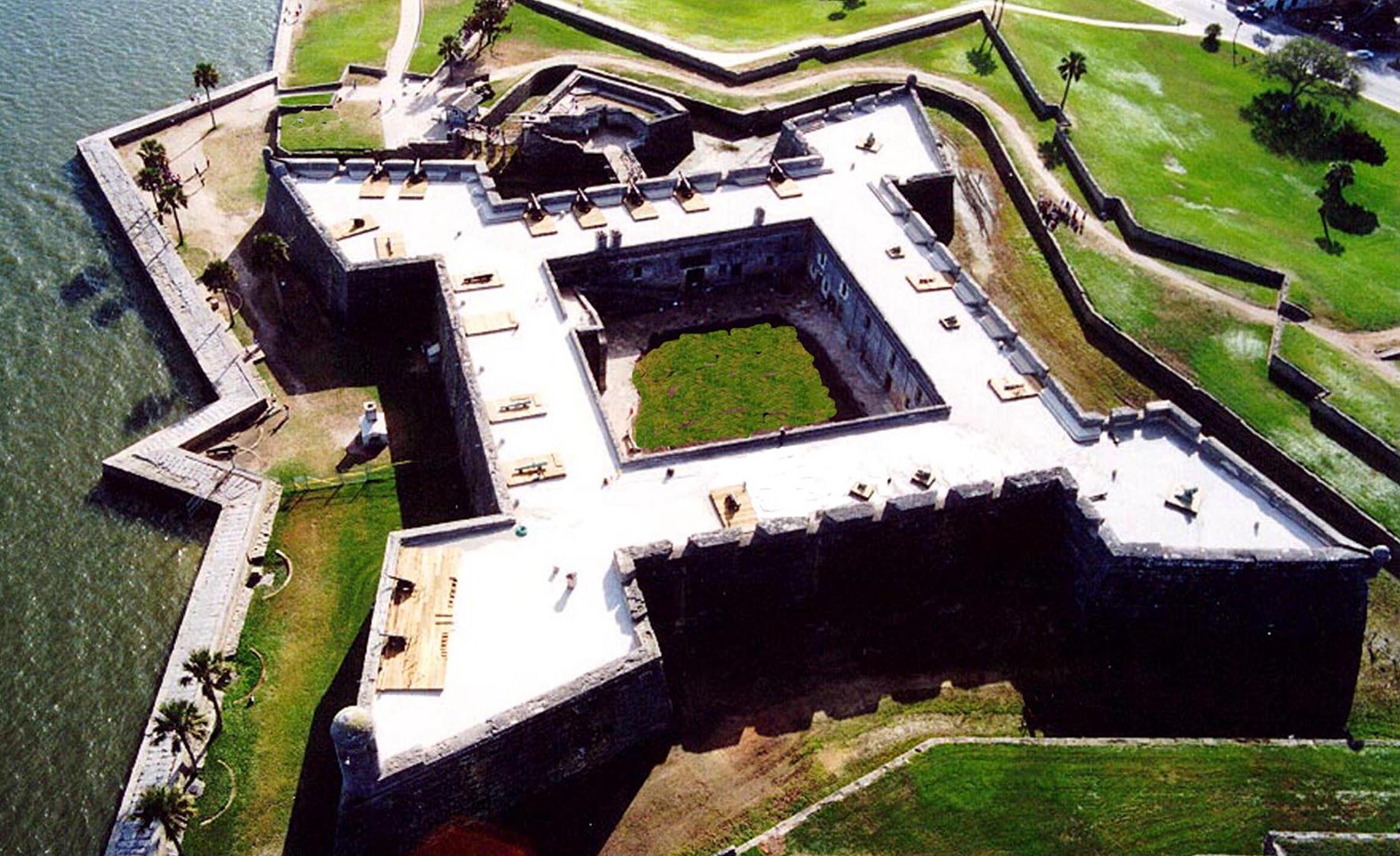
كاستيلو دي سان ماركوس، بنيت للدفاع عن الاسبانية سانت أوغسطين، فلوريدا. بدأ البناء في 1672.

### فلوريدا
أسست إسبانيا عدة بؤر استيطانية صغيرة في فلوريدا في أوائل القرن السادس عشر. وكان أهمها القديس أوغسطينوس، الذي تأسس في عام 1565، لكنه تعرض للاعتداء والحرق على نحو متكرر من قبل القراصنة والسفن والقوات الإنجليزية وتقريبا غادر كل الإسبان بعد تخلي معاهدة باريس (1763) عن فلوريدا لصالح بريطانيا العظمى. بقيت بعض بنى الحقبة الإسبانية الأولى حتى اليوم وخاصة تلك المصنوعة من الصديفية وهو حجر جيري مقتلع من أماكن قريبة. تدعي أنها أقدم مستوطنة أوروبية في الولايات المتحدة القارية. 
 هاجمت بريطانيا فلوريدا الإسبانية خلال العديد من الحروب. في عام 1687، بدأت الحكومة الإسبانية في منح اللجوء للعبيد من المستعمرات البريطانية، وأعلن التاج الإسباني رسميًا عام 1693 أن العبيد الهاربين سيجدون الحرية في فلوريدا مقابل التحول إلى الكاثوليكية وأربع سنوات من الخدمة العسكرية للتاج. في الواقع، أنشأت إسبانيا مستوطنة الالمارون في فلوريدا كخط دفاع في خط الهجوم ضد الهجمات الإنجليزية من الشمال. كما عمدت إسبانيا أيضاً إلى زعزعة استقرار الاقتصاد الاستيطاني للمستعمرات البريطانية من خلال إنشاء مجتمع أسود حر لجذب العبيد الذين يبحثون عن الهروب واللجوء من العبودية البريطانية.
في عام 1763، قايضت إسبانيا في فلوريدا إلى بريطانيا العظمى مقابل السيطرة على هافانا، وكوبا، التي كان البريطانيون قد أسروها خلال حرب السنوات السبع. كانت فلوريدا موطنًا لحوالي 3000 إسباني في ذلك الوقت، وغادروا جميعًا بسرعة. احتلت بريطانيا فلوريدا ولكنها لم ترسل العديد من المستوطنين إلى المنطقة، واستعيدت السيطرة على إسبانيا عام 1783 من قبل سلام باريس الذي أنهى الحرب الثورية الأمريكية. لم ترسل إسبانيا أي مستوطنين أو مبشرين إلى فلوريدا خلال هذه الفترة الاستعمارية الثانية. ثار سكان غرب فلوريدا ضد الإسبان في عام 1810 وشكلوا جمهورية غرب فلوريدا، التي سرعان ما ضمتها الولايات المتحدة. استولت الولايات المتحدة على شرق فلوريدا في عام 1821 وفقًا لشروط معاهدة آدامز-أونيس.

### المكسيك الجديدة
استكشفت إسبانيا الجنوب الغربي من المكسيك خلال القرن السادس عشر، وكان من أبرز المستكشفين فرانسيسكو كورونادو الذي امتدت رحلته عبر نيو مكسيكو وأريزونا الحديثة، ووصلت إلى نيو مكسيكو في عام 1540. انتقل الأسبان إلى الشمال من المكسيك، حيث استقروا في قرى في أعلى وادي ريو غراندي، بما في ذلك الجزء الأكبر من النصف الغربي من ولاية نيو مكسيكو الحالية. استقرت عاصمة سانتا في عام 1610 وما زالت أقدم مستوطنة يسكنها باستمرار في الولايات المتحدة. طرد الهنود المحليون الإسبان لمدة 12 عامًا بعد ثورة بويبلو عام 1680 ؛ عادوا في 1692 في إعادة احتلال سانتا غير الدموي. كان سيطرة إسبانيا (223 سنة) والمكسيك (25 سنة) حتى 1846، عندما تولى الجيش الأمريكي الغربي الحكم في الحرب المكسيكية الأمريكية. ينحدر حوالي ثلث السكان في القرن الحادي والعشرين من المستوطنين الأسبان.

### كاليفورنيا

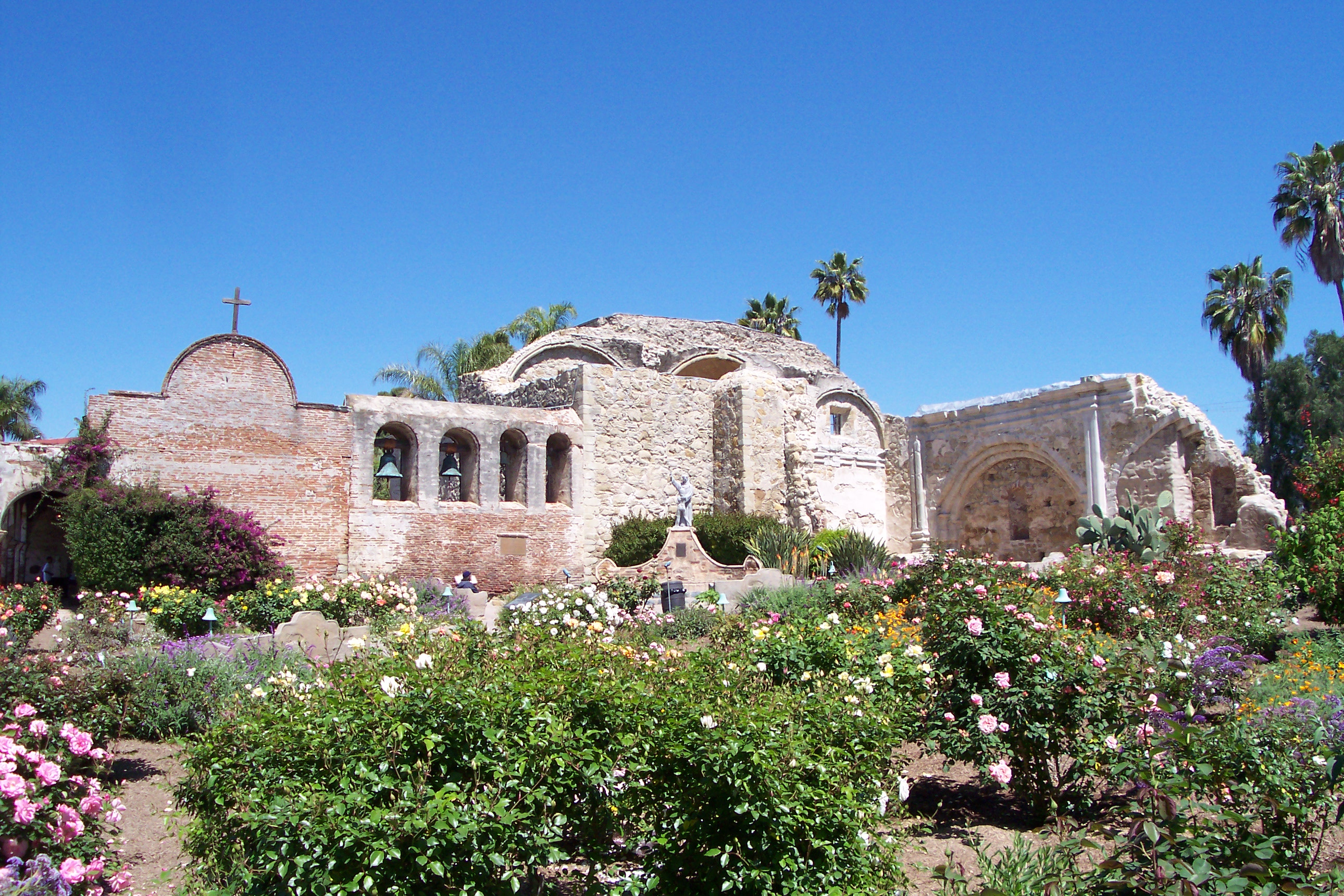
أنقاض البعثة الإسبانية سان خوان كابيسترانو في كاليفورنيا.

أبحر المستكشفون الإسبان على طول ساحل كاليفورنيا الحالي من أوائل القرن السادس عشر إلى منتصف القرن الثامن عشر، ولكن لم يُنشؤوا أية مستوطنات على مدار القرون.
من 1769 حتى استقلال المكسيك في عام 1820، أرسلت إسبانيا المبشرين والجنود إلى ألتا كاليفورنيا الذي أنشأ سلسلة من البعثات التي يديرها الكهنة الفرنسيسكان. كما أنهم قاموا بتشغيل المراعي (الحصون)، والبيوبلس (المستوطنات)، ورانشوس (مزارع الأراضي)، على طول الساحل الجنوبي والوسطى لكاليفورنيا. أسّس الأب جونيبيرو سيرا، أول بعثات في الجزء العلوي من كاليفورنيا لاس كاليفورنا، بدءا من بعثة سان دييغو دي ألكالا في عام 1769. خلال الفترة الإسبانية والمكسيكية، شملت في النهاية سلسلة من 21 مهمة لنشر الكاثوليكية الرومانية بين الأمريكيين الأصليين المحليين، المرتبطين ب («الطريق الملكي») (بالإنجليزية: El Camino Real). التي قاموا بتأسيسها لتحويل الشعوب الأصلية في ولاية كاليفورنيا، مع حماية المطالبات الإسبانية التاريخية للمنطقة. وقدمت البعثات التكنولوجيا الأوروبية والثروة الحيوانية والمحاصيل. حولت مستعمرات تخفيض الهنود الشعوب الأصلية إلى مجموعات من هنود الحملات؛ كانوا يعملون كعمال في البعثات ورانشوس من كاليفورنيا. ومع بدايات ثلاثينيات القرن التاسع عشر جرى حل البعثات وبيعت الأراضي إلى كاليفورنيا. وكان تعداد السكان الأمريكيين الأصليين حوالي 150,000. كاليفورنيوس (سكان كاليفورنيا في العهد المكسيكي) حوالي 10,000 ؛ مع بقية المهاجرين الأمريكيين والجنسيات الأخرى المشاركة في التجارة والأعمال في ولاية كاليفورنيا.

### بورتوريكو

كريستوفر كولومبوس

في سبتمبر 1493، أبحر كريستوفر كولومبوس في رحلته الثانية مع 17 سفينة من قادس. في 19 نوفمبر، 1493 هبط على جزيرة بورتوريكو، واسمها سان خوان باوتيستا تكريما للقديس يوحنا المعمدان. تأسست أول مستعمرة أوروبية، عرفت بأسم كابارا، في 8 أغسطس، 1508 من قبل خوان بونسي دي ليون، ملازم أول تحت قيادة كولومبوس، والذي استقبله تاينو كاسيجي أغويبان، والذي أصبح فيما بعد أول حاكم للجزيرة. شارك بونس دي ليون بنشاط في مذبحة هيغوي عام 1503 في بورتوريكو. في عام 1508، وقع الاختيار على السير بونس دي ليون من قبل التاج الإسباني لقيادة غزو واستعباد هنود التاينو لعمليات استخراج الذهب. في العام التالي، جرى التخلي عن المستعمرة لصالح جزيرة مجاورة على الساحل، واسمها بورتوريكو (ريتش بورت)، والتي كان لها ميناء مناسب. في عام 1511، قاموا بإنشاء مستوطنة ثانية، وهي مستوطنة سان جيرمان في الجزء الجنوبي الغربي من الجزيرة. وخلال عشرينيات القرن السادس عشر، اتخذت الجزيرة اسم بورتوريكو بينما أصبح الميناء سان خوان.
كجزء من عملية الاستعمار، قاموا بجلب العبيد الأفارقة إلى الجزيرة في عام 1513. وبعد واقعة انخفاض عدد سكان تاينو، قاموا بجلب المزيد من العبيد إلى بورتوريكو؛ ومع ذلك، فإن عدد العبيد في الجزيرة يتضاءل مقارنة بتلك الموجودة في الجزر المجاورة. أيضًا، في وقت مبكر من استعمار بورتوريكو، جرت محاولات لانتزاع السيطرة على بورتوريكو من إسبانيا. هاجمت قبيلة كاريب، وهي قبيلة مدمرة في الكاريبي، المستوطنات الاسبانية على ضفاف نهري داجوا وماكاو في عام 1514 ومرة أخرى في عام 1521 ولكن في كل مرة كان من السهل صدها من قبل قوة النيران الاسبانية المتفوقة. ومع ذلك، لن تكون هذه هي المحاولات الأخيرة للسيطرة على بورتوريكو. سرعان ما أدركت القوى الأوروبية إمكانات الأراضي المكتشفة حديثًا وحاولت السيطرة عليها. ومع ذلك، ظلت بورتوريكو حيازة إسبانية حتى القرن التاسع عشر.
تميز النصف الأخير من القرن التاسع عشر بالنضال البورتوريكي من أجل السيادة. وكشف إحصاء أجري عام 1860 عن وجود 583308 نسمة. ومن بين هؤلاء 300406 (51.5٪) من الأبيض و282775 (48.5٪) كانوا من لون، وهذا الأخير بما في ذلك الشعب ذي التراث الأفريقي في المقام الأول المولدين والهجناء. كان غالبية السكان في بورتوريكو أميين (83.7 في المائة) ويعيشون في فقر، وأعيقت الصناعة الزراعية - في ذلك الوقت، المصدر الرئيسي للدخل - بسبب الافتقار إلى البنية التحتية للطرق، والأدوات والمعدات الكافية، والكوارث الطبيعية. بما في ذلك الأعاصير والجفاف. كما عانى الاقتصاد من زيادة الرسوم الجمركية والضرائب المفروضة من قبل التاج الإسباني. علاوة على ذلك، بدأت إسبانيا في نفي أو سجن أي شخص دعا إلى إصلاحات ليبرالية. اندلعت الحرب الإسبانية الأمريكية في عام 1898، في أعقاب انفجار سفينة يو اس اس ماين في ميناء هافانا. هزمت الولايات المتحدة أسبانيا بنهاية العام، وفازت بالسيطرة على بورتوريكو في معاهدة السلام التي تلت ذلك. في قانون فوركر لعام 1900، أنشأ الكونغرس الأمريكي وضع بورتوريكو كأرض غير مدمجة.

## المستعمرات البرتغالية

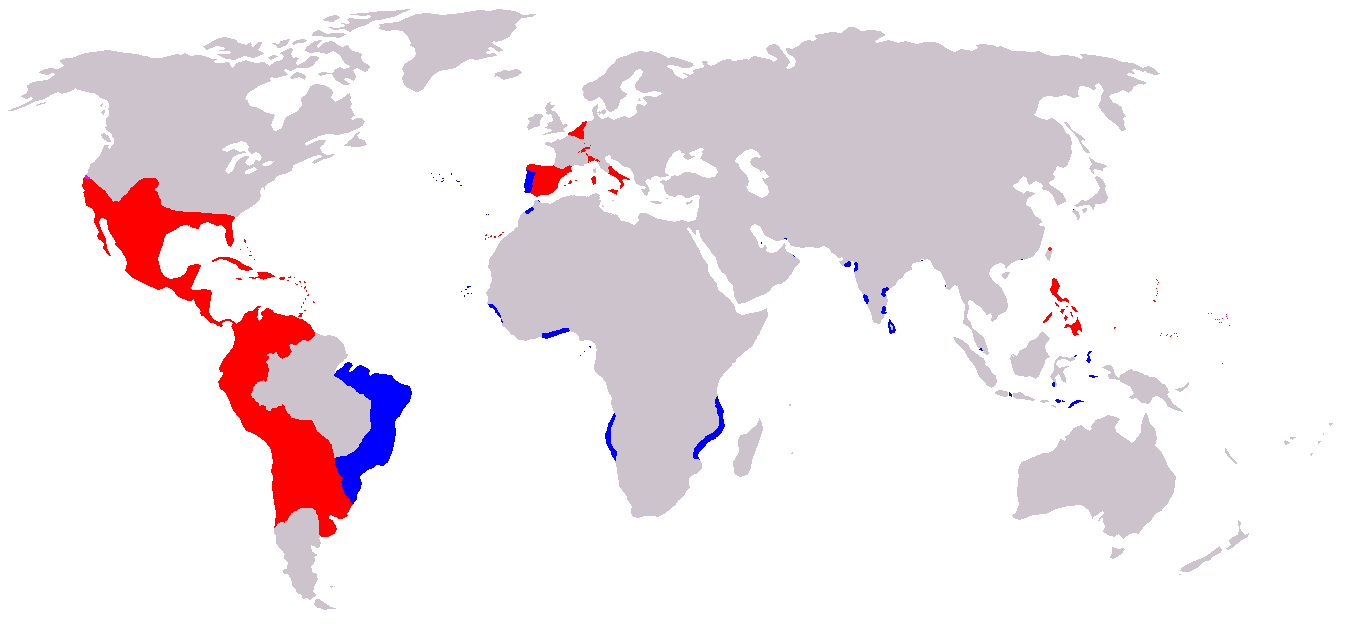
الاستعمار الأوروبي (البرتغال وإسبانيا)

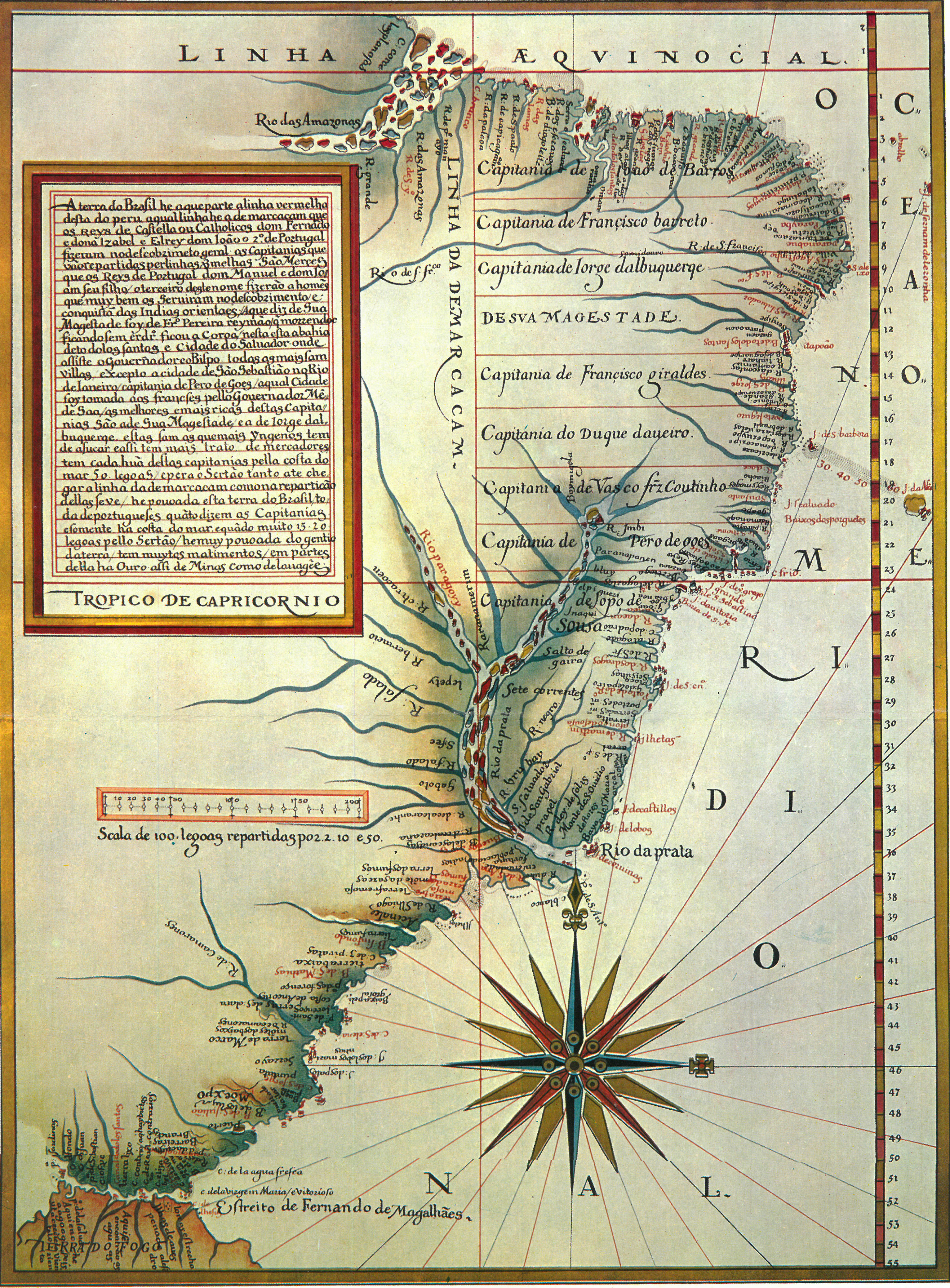
خريطة برتغالية سنة (1574)

اتجهت كشوف البرتغال شرقًا حتى منطقة جزر الهند الشرقية من خلال طريق رأس الرجاء الصالح.

## فرنسا الجديدة

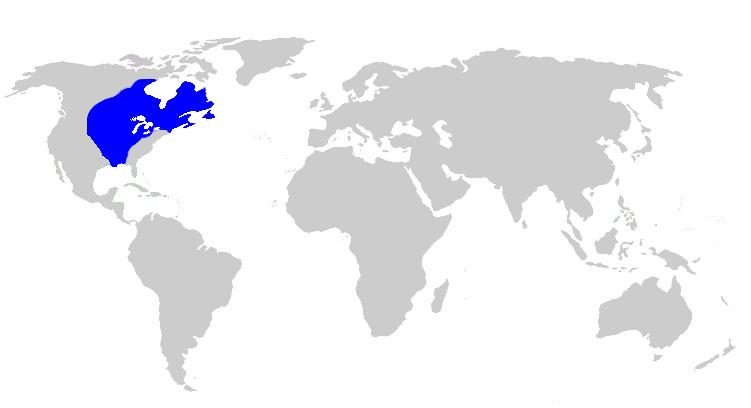
مناطق فرنسا الجديدة

كانت ممتلكات 1750 لبريطانيا (الوردي والأرجواني) وفرنسا (الأزرق) وإسبانيا (برتقالية) على النقيض من حدود كندا المعاصرة والولايات المتحدة.

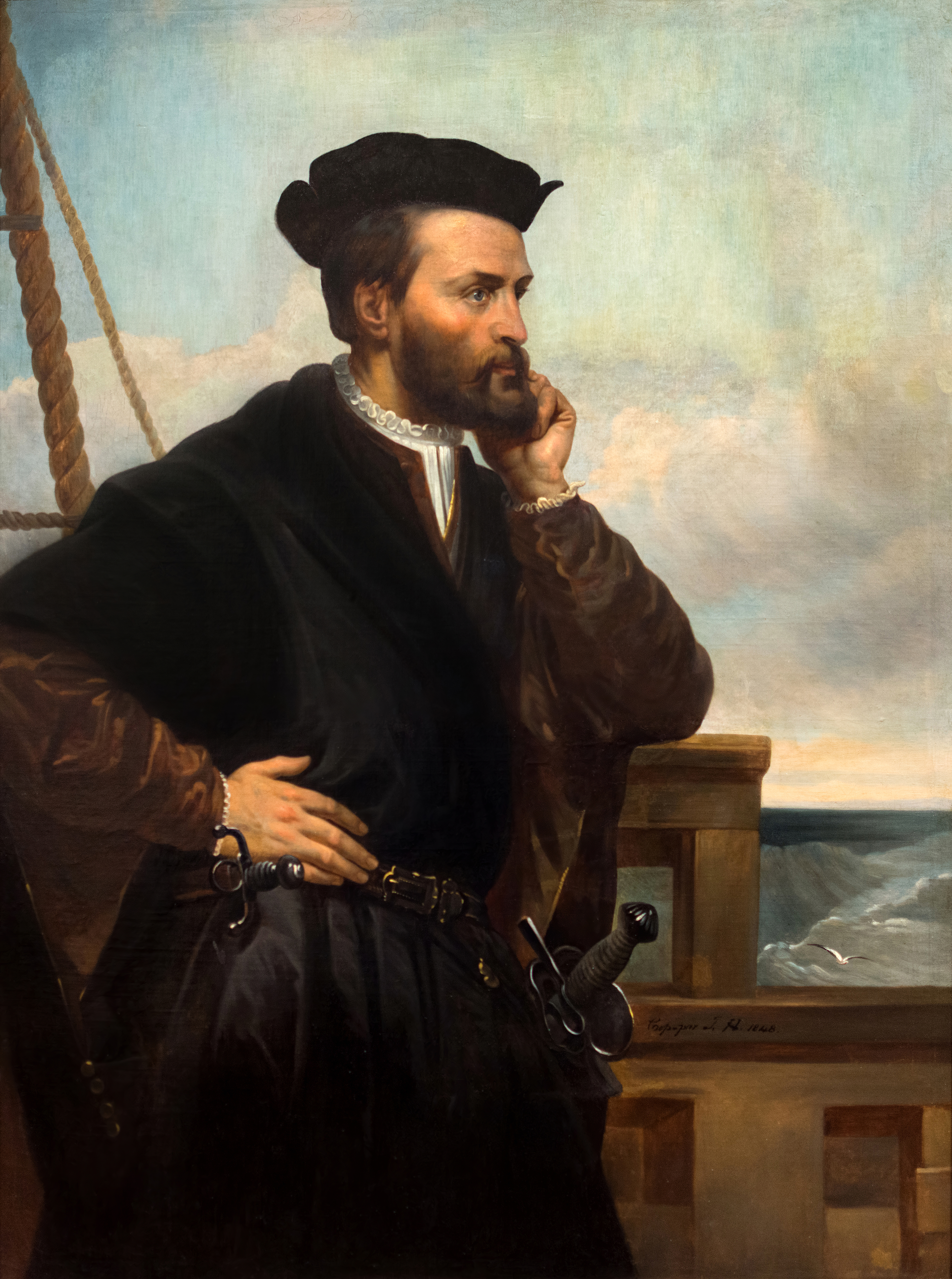
لوحة تمثل صورة جانبية للمستكشف جاك كارتييه، من إنتاج الرسام ثيوفيل هامل (1844).

كانت فرنسا الجديدة هي المنطقة الواسعة المتمركزة على نهر سانت لورانس، البحيرات الكبرى ونهر المسيسيبي وأنهار الروافد الرئيسية الأخرى التي إِكْتَمَلَ استكشافها ومطالبتها من قبل فرنسا ابتداءً من أوائل القرن السابع عشر. وقد تألف من عدة مستعمرات: أكاديا، كندا، نيوفاوندلاند، لويزيانا، إيل-رويال (جزيرة كيب بريتون الحالية)، وجزيرة سانت جان (جزيرة الأمير إدوارد حاليًا). خضعت هذه المستعمرات للسيطرة البريطانية أو الإسبانية بعد الحرب الفرنسية والهندية، على الرغم من أن فرنسا استعادت لفترة وجيزة جزءًا من ولاية لويزيانا في عام 1800. ستحصل الولايات المتحدة على الكثير من فرنسا الجديدة في معاهدة باريس عام 1783، وستحصل الولايات المتحدة على جزء آخر من الأراضي الفرنسية مع شراء ولاية لويزيانا لعام 1803. أصبح ما تبقى من فرنسا الجديدة جزءا من كندا، باستثناء جزيرة سان بيير الفرنسية وميكلون.

### باي أوت دين هوت

غرين باي

بحلول عام 1660، دفُعت مجموعات من صائدي الفراء الفرنسيين والمبشرين والمفارز العسكرية التي تتخذ من مونتريال مقرا لها على طول البحيرات العظمى إلى باين دي هوت وأقامت مراكز استيطانية في غرين باي وفورت دي بواد وسانت إيغنيس (في ميشليماكيناك) وسولت ماري ماري. وفينسينز وديترويت في عام 1701. خلال الحرب الفرنسية والهندية (1754-1763) أصبح الكثير من هذه المستوطنات محتلا من قبل البريطانيين. في عام 1773، كان عدد سكان ديترويت 1400 نسمة. في نهاية حرب الاستقلال عام 1783، أصبحت المنطقة الواقعة جنوب البحيرات العظمى جزءًا رسميًا من الولايات المتحدة.

### ولاية إلينوي

خريطة إلينوي

بلغ عدد سكان ولاية إلينوي في عام 1752 حوالي 2500 نسمة. وكانت تقع إلى الغرب من بلد أوهايو وتتركز حول كاسكاسكيا، كاهوكيا (إلينوي)، وسنت جينيفيف. ووفقا لأحد الباحثين، «إن إلينوي هابيتانت كانت روح مثلي الجنس؛ وبدأ متلهفا بشكل يدعو إلى الرهبة لاحقا، من خلال المتشددون المستقلون من المستعمرات الأمريكية.»

### لويزيانا

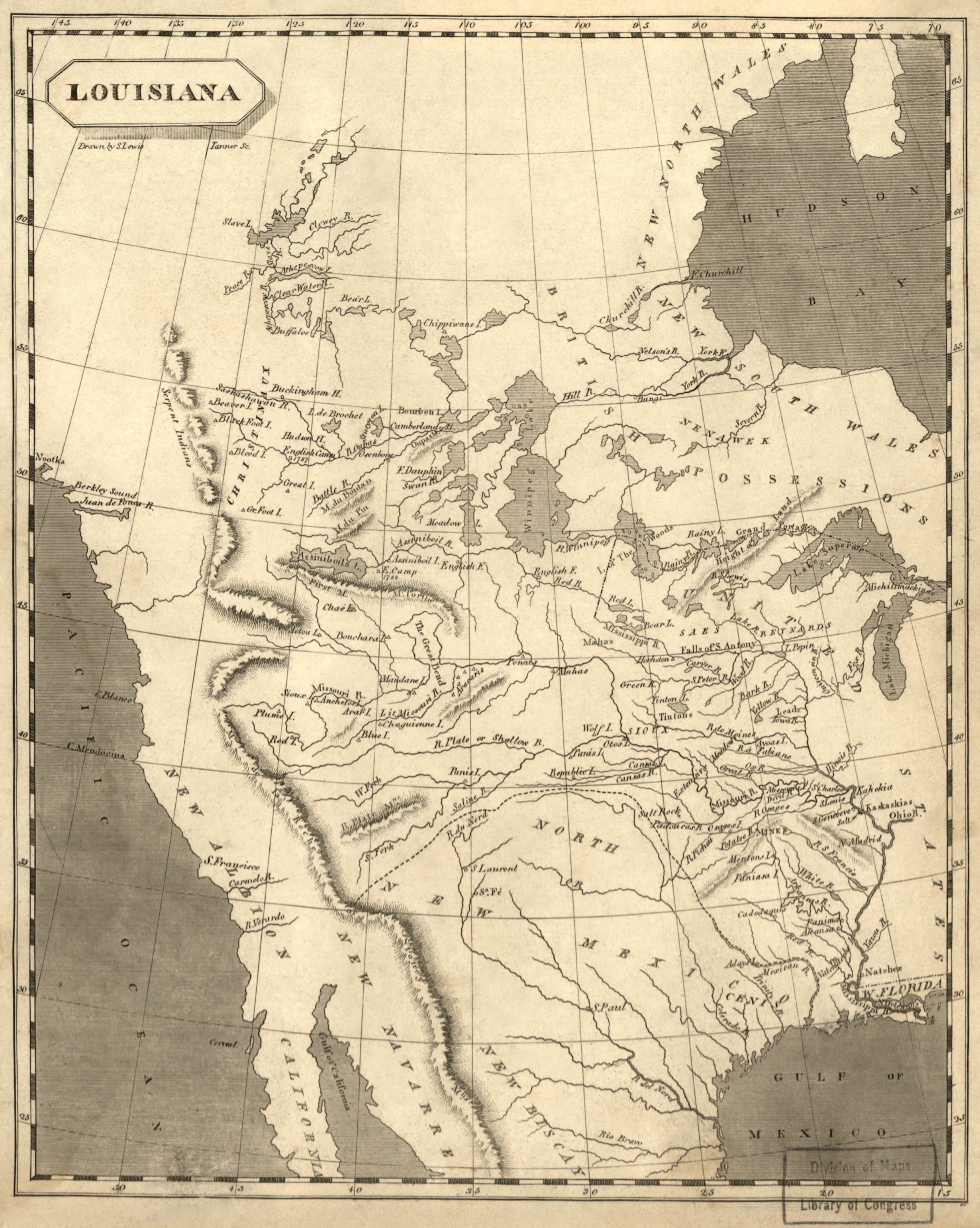
خريطة لويزيانا عام 1804م، محاطة من الغرب بجبال الروكي

امتدت المطالبات الفرنسية إلى لويزيانا الفرنسية على بعد آلاف الأميال من شمال لويزيانا الحديث إلى الغرب الأوسط غير المستكشف إلى حد كبير، والغرب إلى جبال روكي. تقسم عموما إلى ولاية لويزيانا العليا والسفلى. استقرت هذه المسالك الشاسعة لأول مرة في موبايل وبيلوكسي حوالي عام 1700، واستمرت في النمو عندما أسس 7000 مهاجر فرنسي نيو أورليانز في عام 1718. استمر الاستيطان ببطء شديد؛ أصبحت نيو أورلينز ميناء هامًا كبوابة لنهر المسيسيبي، ولكن كان هناك القليل من التنمية الاقتصادية لأن المدينة كانت تفتقر إلى المناطق النائية المزدهرة.
في عام 1763، جرَى التنازل عن ولاية لويزيانا إلى إسبانيا حول نيو أورليانز وغرب نهر المسيسيبي. في الثمانينيات من القرن الثامن عشر، امتدت الحدود الغربية للولايات المتحدة المستقلة حديثًا إلى نهر المسيسيبي. توصلت الولايات المتحدة إلى اتفاق مع إسبانيا بشأن حقوق الملاحة على النهر، وكانت راضية عن السماح للسلطة الاستعمارية «الضعيفة» بالبقاء في السيطرة على المنطقة. تغير الوضع عندما أجبر نابليون إسبانيا على إعادة لويزيانا إلى فرنسا في عام 1802 وهدد بإغلاق النهر للسفن الأمريكية. عرضت الولايات المتحدة منزعجة شراء نيو اورليانز.
كان نابليون بحاجة إلى أموال لشن حرب أخرى مع بريطانيا العظمى، وشكك في قدرة فرنسا على الدفاع عن مثل هذه المنطقة الضخمة والبعيدة. ولذلك عرض بيع كل من لويزيانا بمبلغ 15 مليون دولار. أكملت الولايات المتحدة شراء لويزيانا في عام 1803، مما ضاعف حجم الأمة الأمريكية.

## نيو نذرلاند

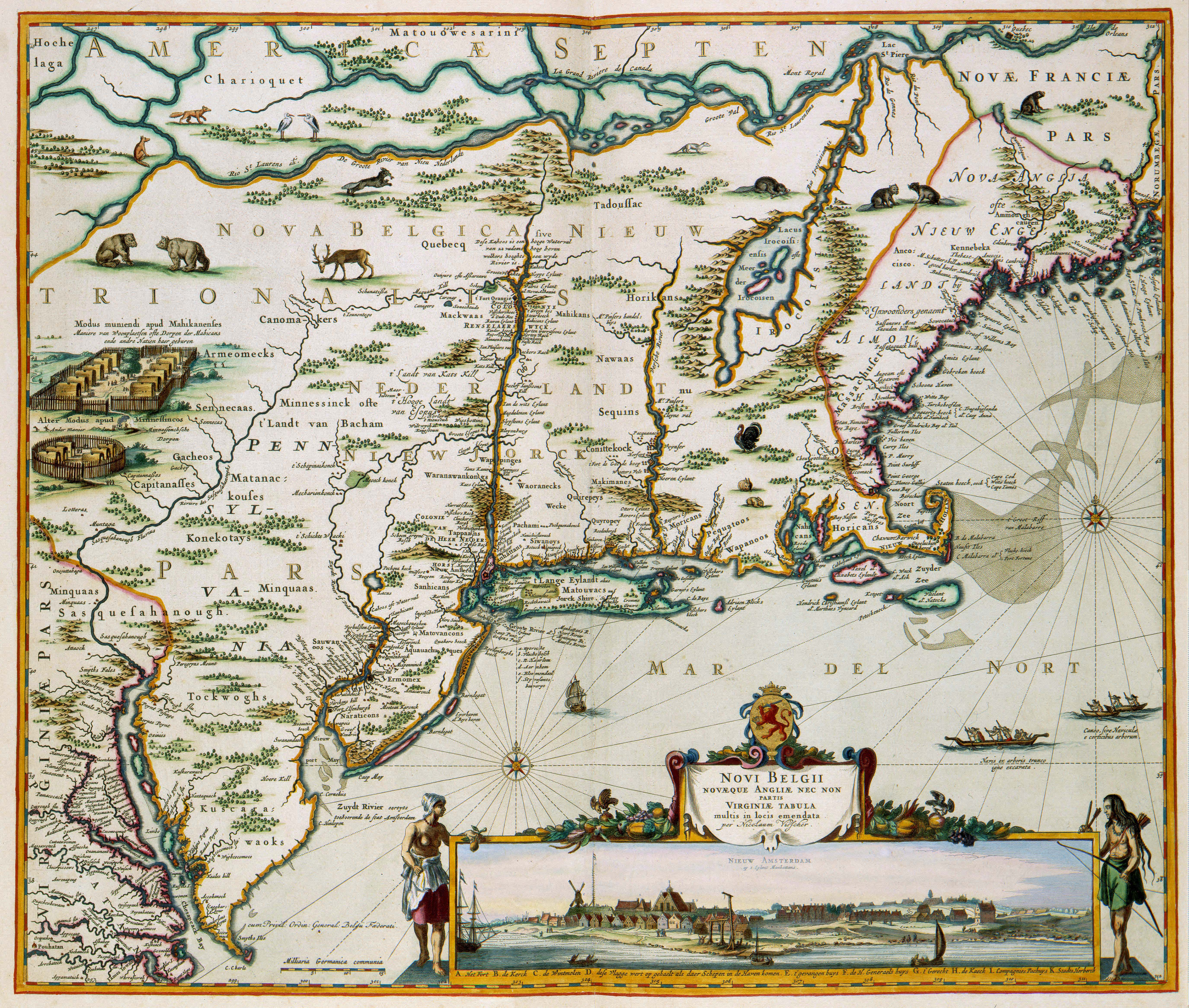
خريطة نيو نذرلند عام (1649-1702)

كانت هولندا الجديدة، أو نيو نذرلاند، مقاطعة استعمارية تابعة لجمهورية البلدان السبعة المنخفضة وفي عام 1614، كان موقعها هو ما يُسمّى اليوم ولاية نيويورك، ونيوجيرزي، وأجزاء من ويلايات مجاورة أخرى. بلغ عدد السكان في ذروته أقل من 10,000. أسس الهولنديون نظامًا ملكيًا مع حقوق إقطاعية تُمنح لعدد قليل من مالكي الأراضي الأقوياء. هم أيضا أسسوا التسامح الديني والتجارة الحرة. تأسست عاصمة مستعمرة نيو أمستردام في عام 1625 وتقع في الطرف الجنوبي من جزيرة مانهاتن، وكبرت حتى أصبحت مدينة عالمية عظمى.
استولى الإنجليز على المدينة في 1664 ؛ وأكملوا سيطرتهم على المستعمرة في 1674، وسمّوها نيويورك. ومع ذلك بقيت ملكية الأراضي الهولندية، واحتفظ وادي نهر هدسون بطابع هولندي تقليدي حتى عام 1820. ما زالت آثار النفوذ الهولندي في شمال نيوجيرسي الحالية وجنوب شرق ولاية نيويورك، مثل المنازل وأسماء العائلات وأسماء الطرق والبلدات بأكملها.

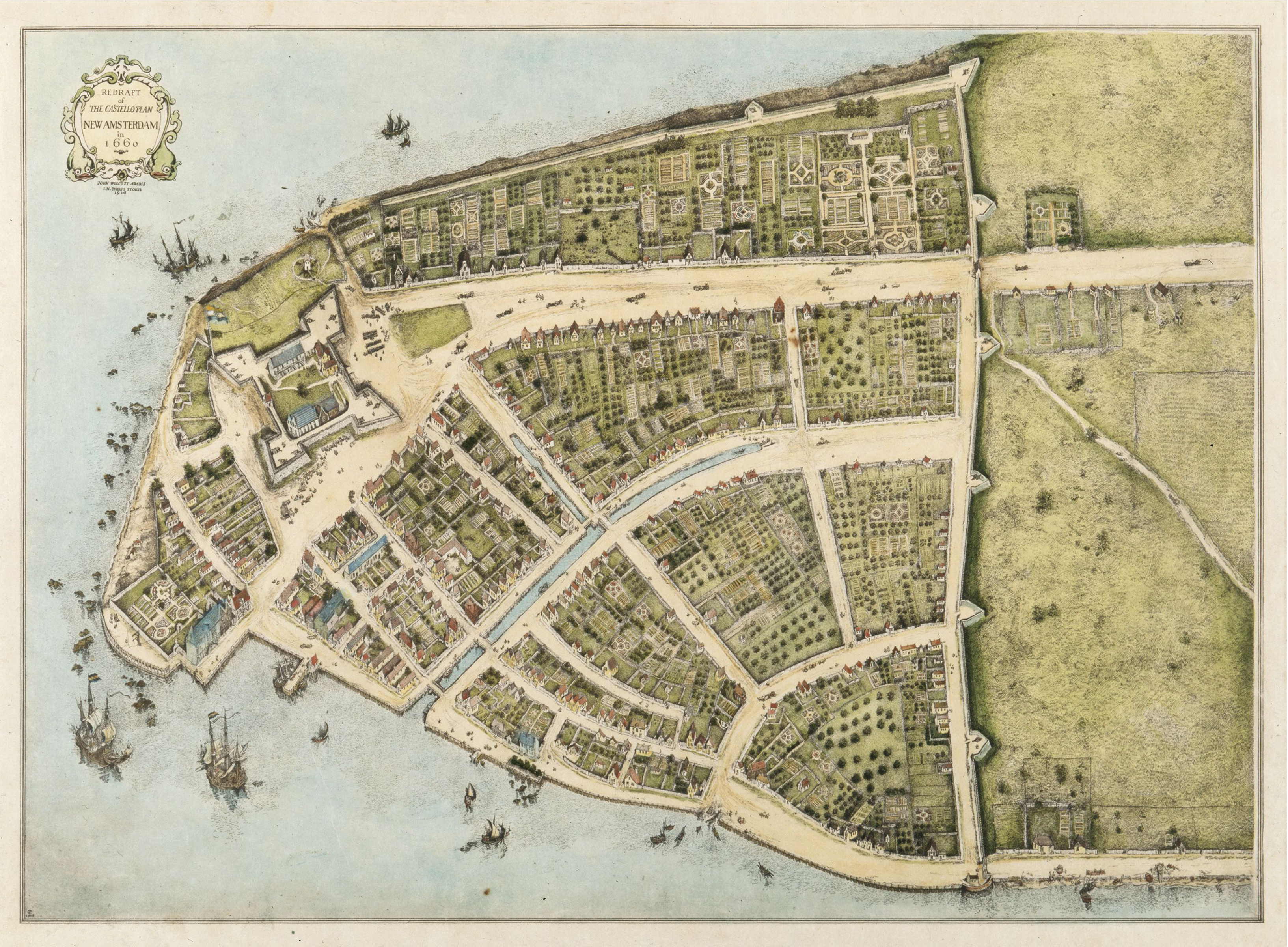
خريطة نيو أمستردام في 1660

## السويد الجديدة

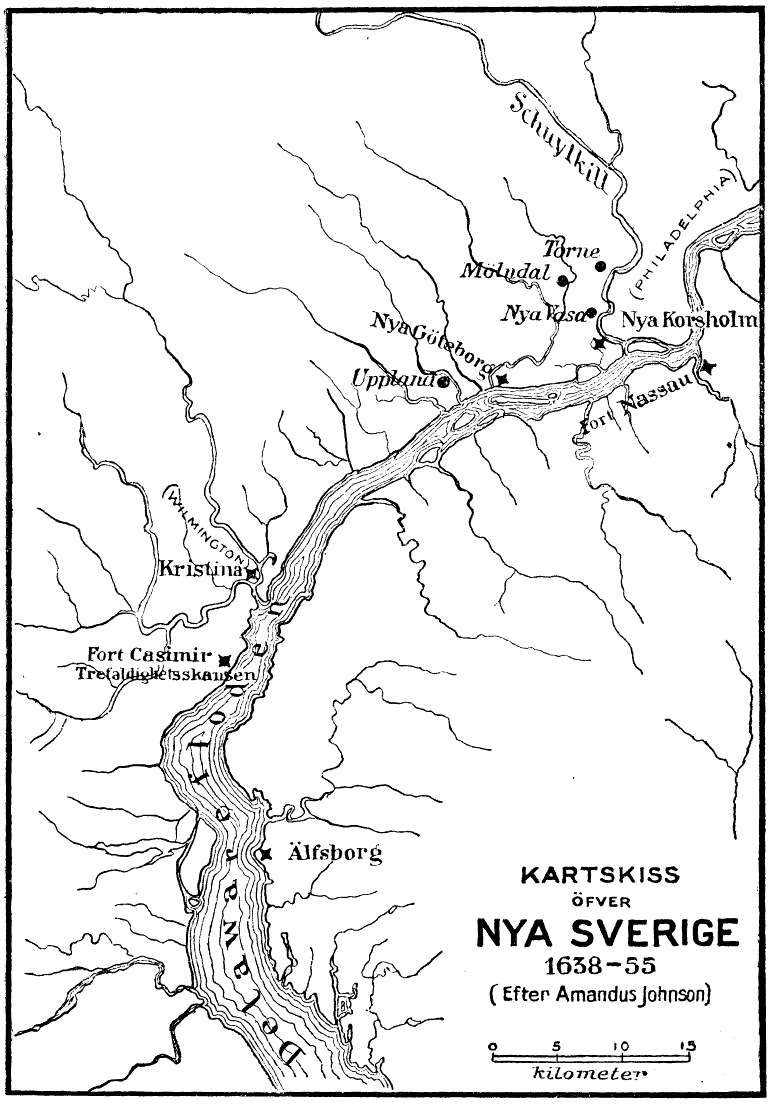
خريطة السويد الجديدة بقلم اماندس جونسون

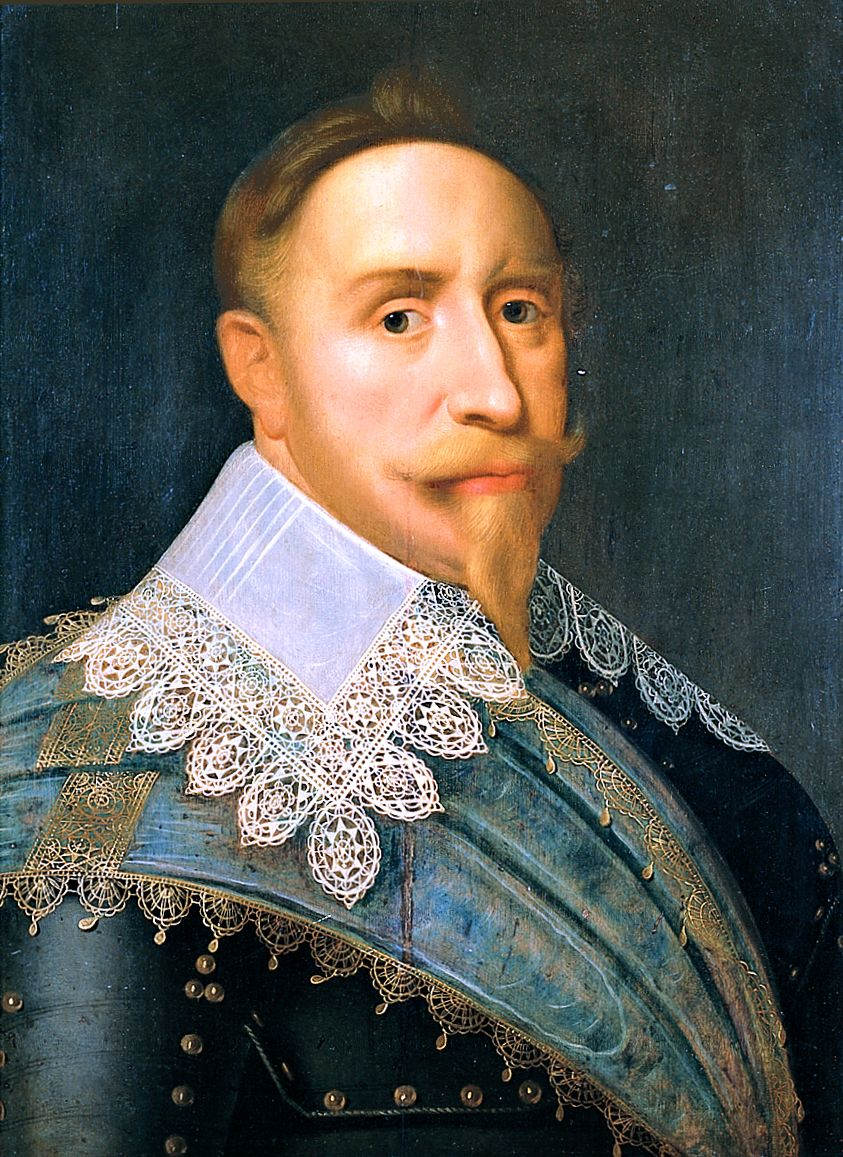
غوستاف أدولف العظيم، يُعدّ أعظم ملوك السويد الجديدة وأحد أهم الشخصيات البروتستانتية

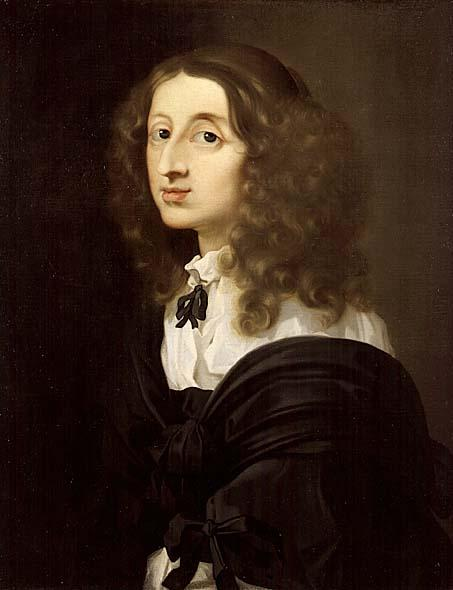
كرستينا ملكة السويد الجديدة من 1632 حتى 1654 وابنة غوستاف أدولف

السويد الجديدة (بالسويدية: Nya Sverige) كانت مستعمرة سويدية موجودة على طول وادي نهر ديلاوير من 1638 إلى 1655 وتضمنت الأراضي في ديلاوير الحالية وجنوب نيوجيرسي وجنوب شرق بنسلفانيا. تمركز مئات المستوطنين حول عاصمة فورت كريستينا، في موقع ما هو اليوم مدينة ويلمنجتون، ولاية ديلاوير. كانت المستعمرة أيضا مستوطنات بالقرب من الموقع الحالي لسالم، ونيوجيرسي (فورت نيا إلفسبوري) وعلى جزيرة تينيكوم، بنسلفانيا. جرَى الاستيلاء على المستعمرة من قبل الهولنديين في 1655 واندمجت في نيو نذرلاند، مع بقاء معظم المستعمرين. وبعد سنوات، حَصَلَ دمج مستعمرة نيو نذرلاند بأكملها في حيازات إنجلترا الاستعمارية.
قدمت مستعمرة السويد الجديدة اللوثرية إلى أمريكا على شكل بعض أقدم الكنائس الأوروبية في القارة. قدم المستعمرون أيضًا الكوخ الخشبي إلى أمريكا، والعديد من الأنهار، والبلدات، والعائلات في منطقة وادي نهر ديلاوير السفلى تستمد اسمها من السويديين. وبعد ذلك إِكْتَمَلَت عملية إنشاء (بالإنجليزية: The Nothnagle Log House) (بيت الشجرة القديم) الذي يعد أقدم بيت شجرة في العالم في جيسبستاون الحالية في نيوجيرسي في أواخر 1630 خلال فترة مستعمرة السويد الجديدة. لا يزال أقدم منزل بني في أوروبا في نيو جيرسي ويعتقد أنه واحد من أقدم بيوت الأشجار في الولايات المتحدة.

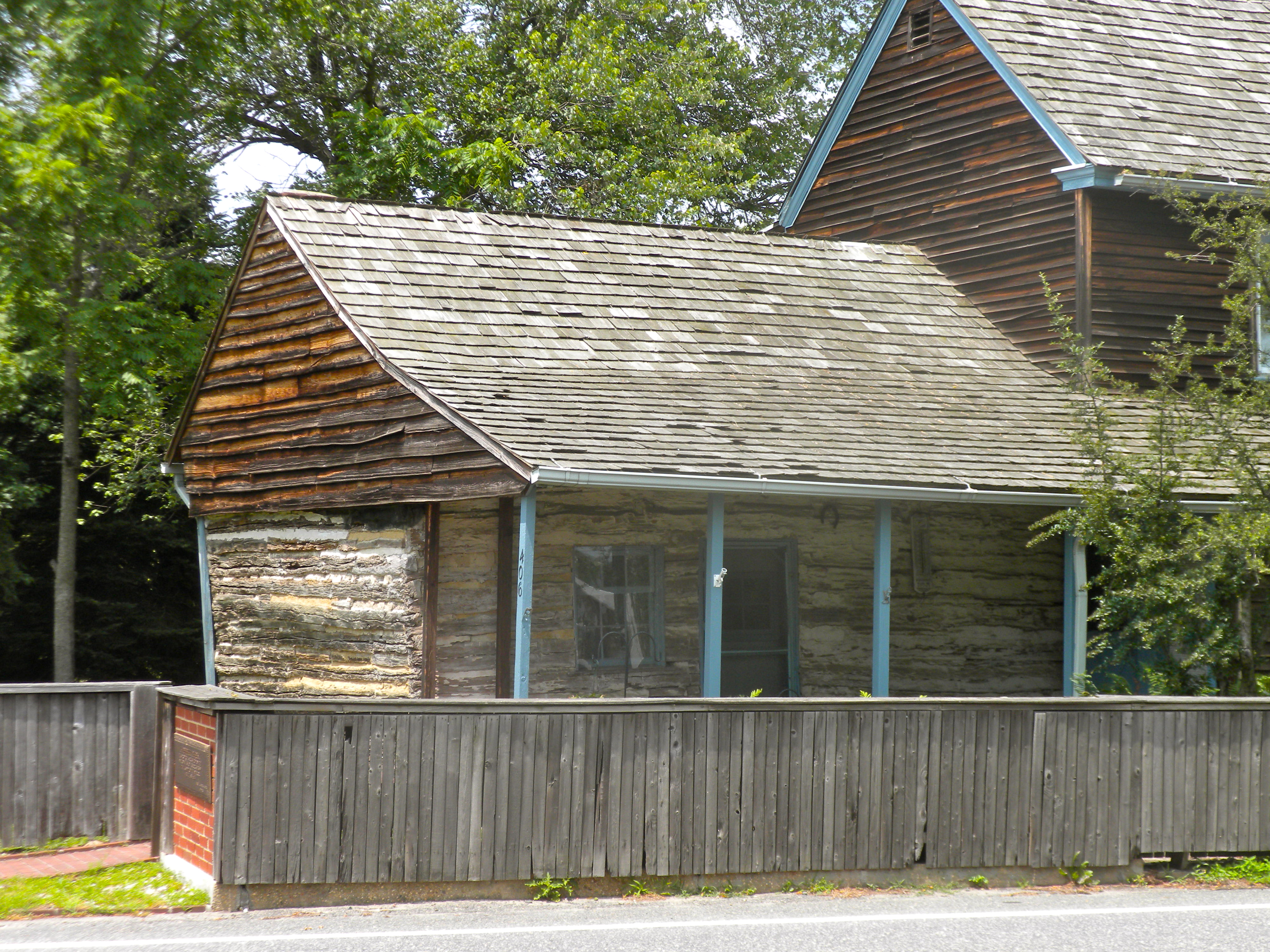
أقدم بيت شجرة في العالم في جيسبستاون الحالية في نيوجيرسي اكتمل بناء البيت في أواخر 1630 خلال فترة مستعمرة السويد الجديدة.

## المستعمرات الروسية

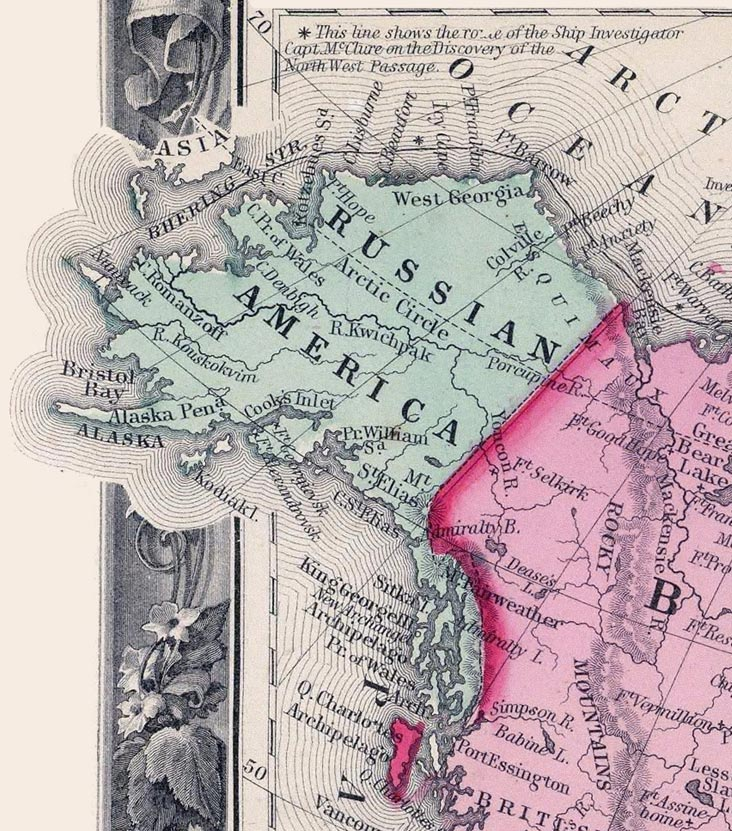
أميركا الروسية

استكشفت روسيا المنطقة التي أصبحت فيما بعد ألاسكا، بدءًا ببعثة كامتشاتكا الثانية في ثلاثينيات وأوائل أربعينيات القرن السابع عشر. وجرَى تأسيس مستوطنتهم الأولى في عام 1784 من قبل غريغوري شليخوف. تأسست الشركة الروسية الأمريكية في عام 1799 بتأثير نيكولاي ريزانوف، بغرض شراء ثعالب البحر لفروهم من الصيادين المحليين. في عام 1867، اشترت الولايات المتحدة ألاسكا، وتخلى جميع الروس تقريباً عن المنطقة باستثناء بعض المبشرين من الكنيسة الأرثوذكسية الروسية الذين يعملون بين السكان الأصليين.

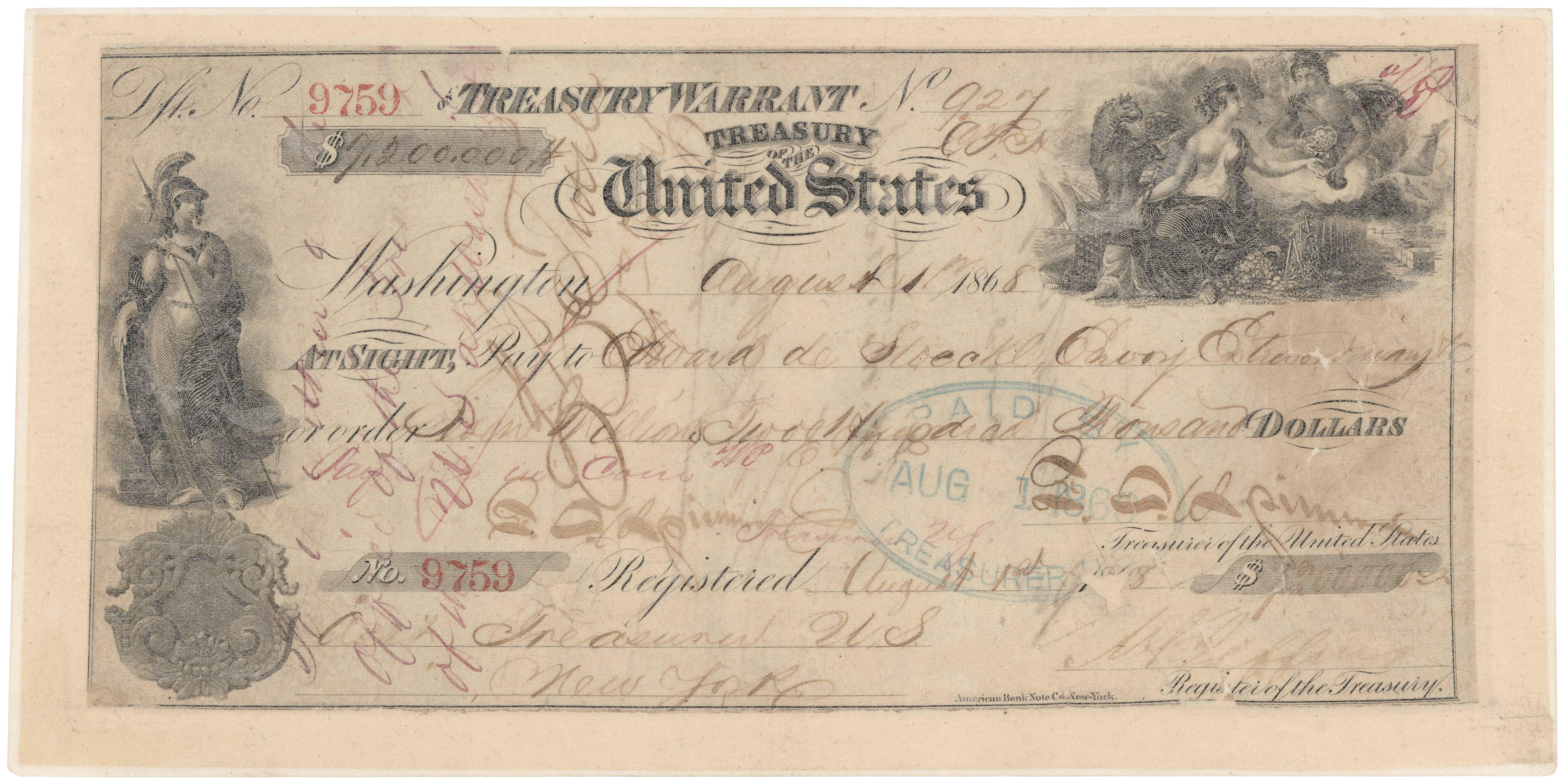
شيك شراء الأسكا بقيمة 7.2 مليون دولار أمريكي (تعادل 121 مليون دولار في الوقت الحالي

## المستعمرات الإنجليزية

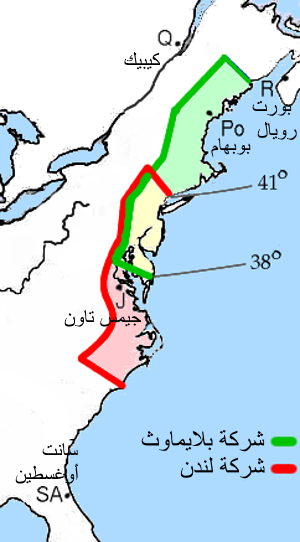
1606 منح جيمس الأول لشركات لندن وبليموث. حيثُ منح المنطقة المتداخلة (الصفراء) لكلا الشركتين على شرط عدم العثور على تسوية ضمن 100 ميل (160) من بعضها البعض. يتم عرض موقع مستوطنة جيمستاون بواسطة "J"

بذلت إنجلترا أول جهودها الناجحة في بداية القرن السابع عشر لعدة أسباب. خلال هذه الحقبة، ازدهرت القومية البروتستانتية الإنجليزية والحزم الوطني تحت تهديد الغزو الإسباني، بمساعدة من درجة من النزعة العسكرية البروتستانتية وطاقة الملكة إليزابيث. في هذا الوقت، ومع ذلك، لم تكن هناك محاولة رسمية من الحكومة الإنجليزية لإنشاء إمبراطورية استعمارية. بالأحرى كان الدافع وراء تأسيس المستعمرات مجزأ ومتغير. لعبت الاعتبارات العملية أجزائها، مثل المشاريع التجارية، والازدحام، والرغبة في حرية الدين. موجات الاستيطان الرئيسية جاءت في القرن السابع عشر. بعد عام 1700، وصل معظم المهاجرين إلى أمريكا المستعمرة كخدم بعقود، وشبان غير متزوجين ونساء يبحثن عن حياة جديدة في بيئة أكثر ثراء. إن الرأي المتفق عليه بين المؤرخين الاقتصاديين والاقتصاديين هو أن العبودية المتعاقد عليها كانت إلى حد كبير «استجابة مؤسسية لعجز سوق رأس المال»، ولكنها «مكنت المهاجرين المحتملين من الاقتراض مقابل أرباحهم المستقبلية من أجل دفع التكلفة العالية للمرور إلى أمريكا.» بين أواخر عام 1610 والثورة الأمريكية، شحنت بريطانيا ما يقدر بـ 50.000 إلى 120.000 مدان إلى مستعمراتها الأمريكية.

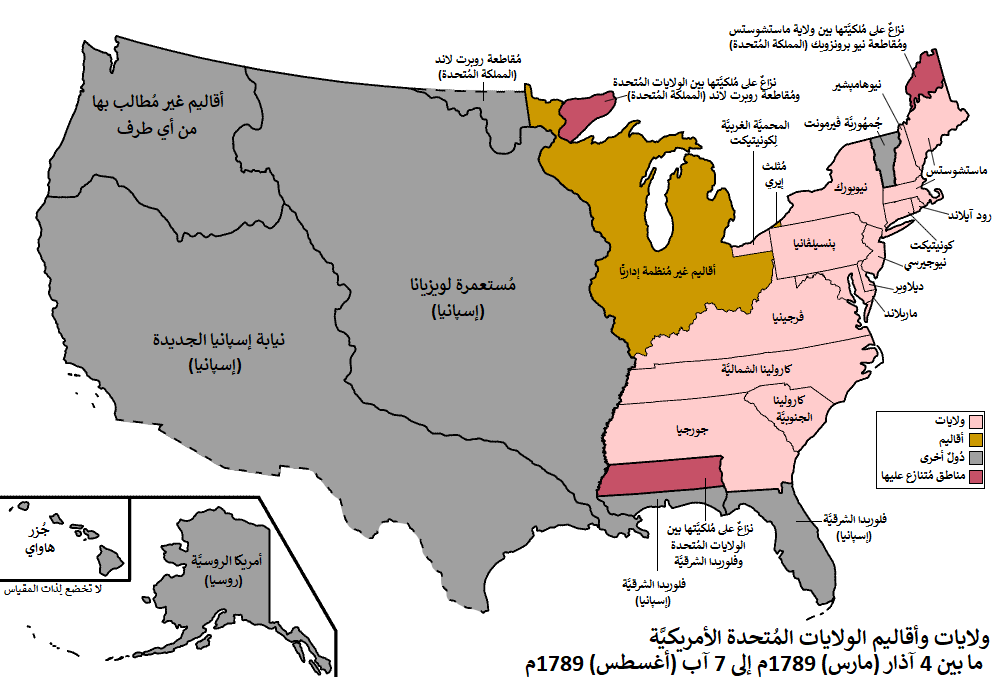
أقاليم الولايات المتحدة في سنة 1789.

كان الدكتور ألكسندر هاملتون (1712-1756) طبيبًا وكاتبًا اسكتلندي المولد عاش وعمل في أنابوليس بولاية ماريلاند. يقول ليو ليماي أن مذكراته الخاصة بسفر 1750: «التقدم»: «آينرييناريوم» للدكتور ألكسندر هاملتون هي «أفضل صورة فردية للرجال والأدب، والحياة الريفية والحضرية، ومجموعة واسعة من المجتمع والمناظر الطبيعية في أمريكا الاستعمارية». وقد استخدم يومياته على نطاق واسع من قبل العلماء، ويغطي أسفاره من ولاية ماريلاند إلى ولاية ماين. يقول كاتب السيرة الذاتية إيلين بريسلاف إنه واجه:
الوسط الاجتماعي البدائي نسبيا للعالم الجديد. لقد واجه مؤسسات اجتماعية غير مألوفة ومليئة بالتحديات: نظام العمل الذي يعتمد على العبيد السود، والحالات الاجتماعية المتقلبة بشكل غير عادي، وأساليب العمل الكئيبة، والمراوغات الحوارية غير السارة، فضلاً عن العادات المختلفة للثياب والغذاء والشراب.

### منطقة خليج تشيسابيك

#### فرجينيا

فرجينيا

كانت أول مستعمرة إنجليزية ناجحة هي جيمستاون، تأسست في 14 مايو 1607 بالقرب من خليج تشيسابيك. وجرَى تمويل وتنسيق مشروع الأعمال من قبل شركة لوندا فيرجن، وهي شركة مساهمة تبحث عن الذهب. كانت سنواته الأولى صعبة للغاية، حيث ارتفعت معدلات الوفيات بسبب المرض والمجاعة والحروب مع الهنود المحليين والذهب القليل. نجت المستعمرة وازدهرت بالتحول إلى التبغ كمحصول نقدي. في أواخر القرن السابع عشر، كان اقتصاد التصدير في فرجينيا يستند إلى حد كبير على التبغ، ودخل مستوطنون جدد أكثر ثراء للحصول على أجزاء كبيرة من الأراضي، وبناء مزارع كبيرة واستيراد الخدم والعبيد المعالين. في عام 1676، وقع تمرد بيكون، ولكن قام المسؤولين الملكيين بقمعه. وبعد تمرد بيكون، سرعان ما حل العبيد الأفارقة محل الخدم المستقدمين بعقود كقوة عاملة رئيسية في فرجينيا.
يتقاسم التجمع الاستعماري السلطة مع حاكم معين. على المستوى المحلي، تَكَمَّلَ عملية استثمار السلطة الحكومية في محاكم المقاطعة، التي كانت تديم نفسها (شغل مناصب شغل أي شواغر ولم تكن هناك انتخابات شعبية). كمنتجي المحاصيل النقدية، كانت مزارع تشيسابيك تعتمد بشكل كبير على التجارة مع إنجلترا. مع سهولة التنقل عن طريق النهر، كانت هناك مدن قليلة ولا توجد مدن. مزارعون يشحنون مباشرة إلى بريطانيا. تميزت معدلات الوفيات العالية والشخصية السكانية الشابة للغاية بالمستعمرة خلال سنواتها الأولى.
ويشير راندل ميلر إلى أن «أمريكا لم يكن لها اسم أرستقراطي بعنوان. على الرغم من أن أحد الأرستقراطيين، اللورد توماس فيرفاكس، اتخذ الإقامة في ولاية فرجينيا في عام 1734». كان اللورد فيرفاكس (1693-1781) بارونا اسكتلنديًا جاء إلى أمريكا بشكل دائم للإشراف على حيازات عائلته الشاسعة. يقول المؤرخ آرثر شليزنجر إنه «كان فريدا من بين القادمين الدائمين في حمل رتبة عالية كرتبة البارون»، «كان راعيًا لجورج واشنطن ولم يكن مضطربًا أثناء الحرب».

### بريطانيا الجديدة

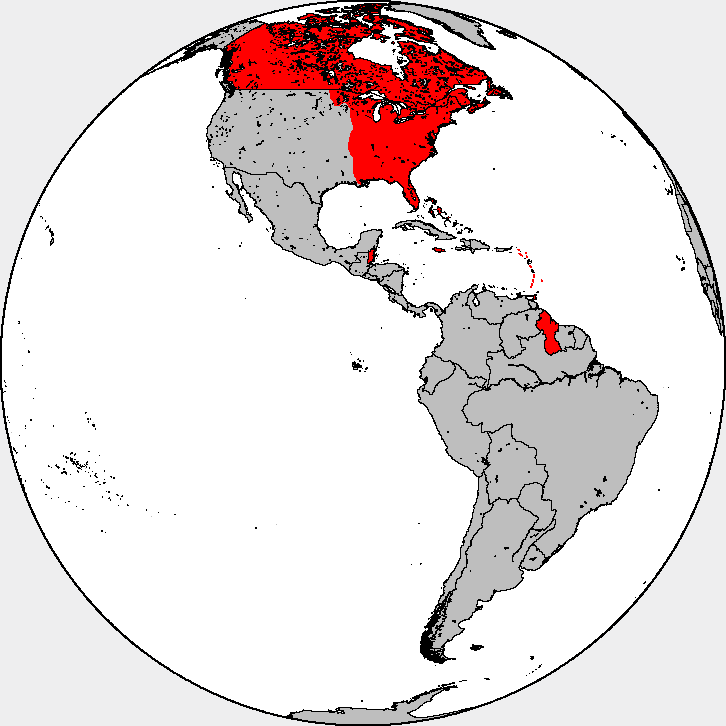
بريطانيا في الأمريكتين (غير مكتملة)

#### المتشددون

مستعمرة بليموث

كان الحجاج مجموعة صغيرة من الانفصاليين البروتستانت الذين شعروا أنهم بحاجة إلى أن ينأوا ماديًا عن كنيسة إنجلترا. انتقلوا في البداية إلى هولندا، ثم قرروا إعادة تأسيس أنفسهم في أمريكا. أبحرت مستوطنات الحجاج الأولية إلى أمريكا الشمالية في 1620 على ماي فلاور. عند وصولهم، وضعوا ماي فلاور كومباكت، حيث ربطوا أنفسهم معا كمجتمع متحد، وبالتالي إنشاء مستعمرة بليموث الصغيرة. كان وليام برادفورد قائدهم الرئيسي. بعد تأسيسها، سافر مستوطنون آخرون من إنجلترا للانضمام إلى المستعمرة.

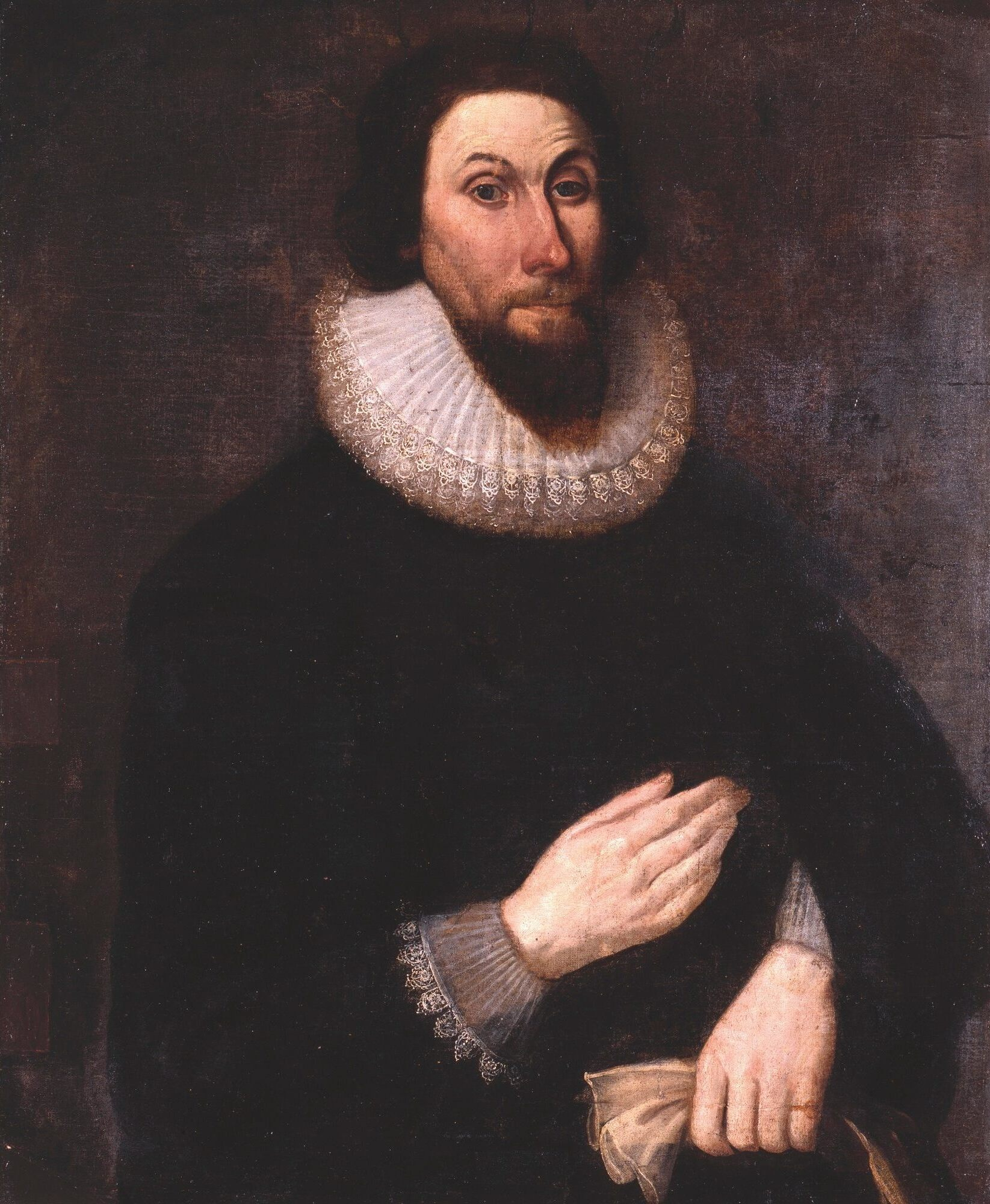
جون وينثروب الذي قاد أول موجة كبيرة من المهاجرين من إنجلترا عام 1630

المتشددون غير الانفصاليين يشكلون مجموعة أكبر بكثير من الحجاج، وأنشأوا مستعمرة خليج ماساتشوستس في عام 1629 مع 400 مستوطن. سعوا لإصلاح كنيسة إنجلترا من خلال إنشاء كنيسة جديدة نقية في العالم الجديد. بحلول 1640، وصل 20,000 ؛ مات الكثيرون بعد وصولهم بقليل، لكن الآخرين وجدوا مناخًا صحيًا وإمدادات غذائية وافرة. ولدت مستعمرات بليموث وماساتشوستس معا مستعمرات بيوريتانية أخرى في نيو إنغلاند، بما في ذلك مستعمرات نيو هافن وسيبروك وكونيتيكت. خلال القرن السابع عشر، استوعبت ولاية كونيتيكت مستعمرات نيو هيفن وسيبروك.
ابتكر المتشددون ثقافة دينية عميقة، مترابطة اجتماعيًا، وثابتة سياسياً لا تزال تؤثر على الولايات المتحدة الحديثة. كانوا يأملون أن تكون هذه الأرض الجديدة بمثابة «دولة الفادي». لقد هربوا من إنجلترا وحاولوا إنشاء «أمة من القديسين» أو «مدينة على تل» في أمريكا: جماعة دينية شديدة الثبات، صممت لتكون مثالًا لكل أوروبا.
من الناحية الاقتصادية، حققت بيوريتان نيو إنجلاند توقعات مؤسسيها. إذ اعتمد الاقتصاد البروتستانتي على الجهود المبذولة في المزارع ذاتية الدعم التي يكون تداولها فقط من أجل السلع التي لم يكن بوسعها إنتاجها بنفسها، على عكس المزارع النقدية الموجهة نحو المحاصيل في منطقة تشيسابيك. كانت هناك مكانة اقتصادية أعلى بشكل عام ومستوى معيشة في نيو إنجلاند مما كان عليه في تشيسابيك. أصبحت نيو إنجلاند مركزًا مهمًا للتجارة وبناء السفن، إلى جانب الزراعة وصيد الأسماك وقطع الأشجار، إذ كانت بمثابة مركز للتجارة بين المستعمرات الجنوبية وأوروبا.

#### نيو إنجلاند أخرى

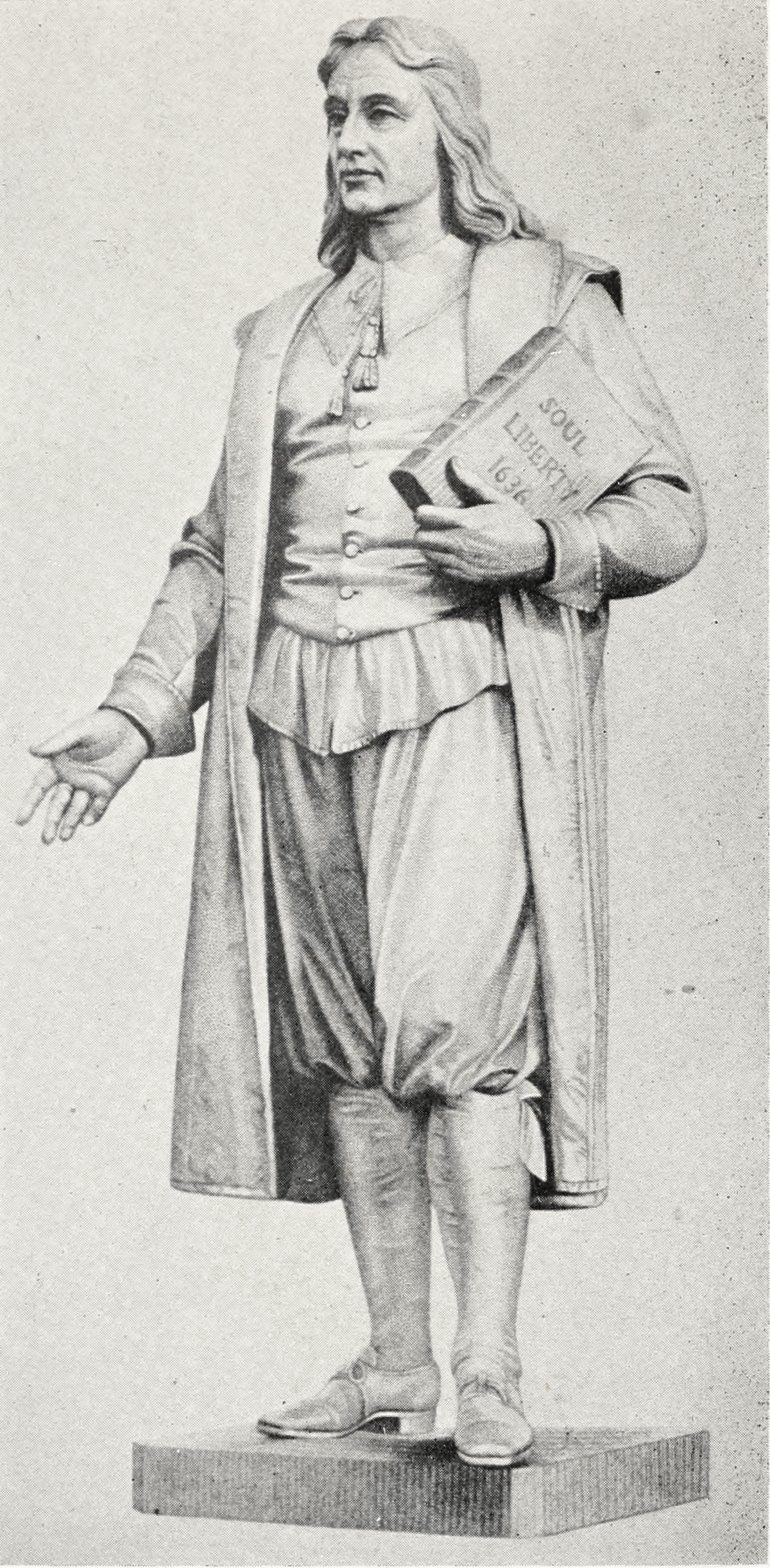
روجر ويليامز

أسس روجر ويليامز بروفيدنس بلانتيشن في عام 1636 على الأرض التي قدمتها الكانونيكوس (بالإنجليزية: Narragansett sachem Canonicus). كان ويليامز بيوريتانيًا تطهريا يبشر بالتسامح الديني، والفصل بين الكنيسة والدولة، وكسر كامل مع كنيسة إنجلترا. وقد نُفِيَ من مستعمرة خليج ماساتشوستس بسبب خلافات لاهوتية، وأسّس مع مستوطنين آخرين بروفيدنس بلانتيشن على أساس دستور مساوٍ ينص على حكم الأغلبية «في الأمور المدنية» و«حرية الضمير» في الأمور الدينية. في عام 1637، أنشأت مجموعة ثانية بما في ذلك آن هوتشينسون مستوطنة ثانية في جزيرة أكيدنيك، والمعروفة أيضًا باسم رود آيلاند.
استقر المستوطنون الآخرون في الشمال، واختلطوا مع المغامرين والمستوطنين الموجهين نحو الربح لإنشاء مستعمرات أكثر تنوعًا دينيًا في نيو هامبشاير وماين. وقد استوعبت ماساتشوستس هذه المستوطنات الصغيرة عندما قدمت مطالبات كبيرة بالأرض في 1640 و1650، لكن نيو هامبشاير أعطيت في نهاية المطاف ميثاقًا مستقلاً في عام 1679. وظلت ولاية ماين جزءًا من ولاية ماساشوسيتس حتى تحقيق الاستقلالية كولاية في عام 1820.

#### دومينيون نيو انجلاند

جيمس الثاني ملك إنجلترا

في عهد الملك جيمس الثاني ملك إنجلترا، اتحدت مستعمرات نيو انغلاند، نيويورك، والجيروز لفترة وجيزة كدولة لنيو انغلاند (1686-1689). وقاد الإدارة في نهاية المطاف من قبل الحاكم السير إدموند أندروس واستولت على المخططات الاستعمارية، وألغت ألقاب الأراضي، وحكمت دون التجمعات المحلية، مما تسبب في غضب بين السكان. استلهمت ثورة بوسطن عام 1689 من ثورة إنجلترا المجيدة ضد جيمس الثاني وأدت إلى اعتقال أندروس وبوسطن أنجليكان ومسؤولين كبار في القيادة من قبل ميليشيا ماساشوسيتس. سجن أندروس لعدة أشهر، ثم عاد إلى إنجلترا. وبعد ذلك انْتَهَى حل دومينيون نيو انغلاند واستأنفت الحكومات بموجب المواثيق السابقة.
ومع ذلك، حَصَلَ إلغاء ميثاق مساتشوستس في عام 1684، وأَتَى إصدار ميثاق جديد في عام 1691 يجمع ماساتشوستس وبليموث في مقاطعة ماساتشوستس باي. سعى الملك وليام الثالث لتوحيد مستعمرات نيو انغلاند عسكرياً عن طريق تعيين ايرل بيلومونت لثلاث محافظات متزامنة وقيادة عسكرية فوق كونيتيكت ورود آيلاند. ومع ذلك، فشلت هذه المحاولات في السيطرة الموحدة.

### المستعمرات الوسطى
المستعمرات الوسطى تتألف في الوقت الحاضر من نيويورك، نيو جيرسي، ولاية بنسلفانيا، وديلاوير واتسمت بدرجة كبيرة من التنوع الديني والسياسي والاقتصادي والعرقي.
استولى البريطانيون على مستعمرة نيو نذرلاند الهولندية وأعادوا تسمية نيويورك. ومع ذلك، ظلت أعداد كبيرة من الهولنديين في المستعمرة، وتسيطر على المناطق الريفية بين مدينة نيويورك وألباني. في هذه الأثناء، بدأت يانكيز من نيو إنغلاند في التحرك، كما فعل المهاجرون من ألمانيا. جذبت مدينة نيويورك عددًا كبيرًا من اللغات، بما في ذلك عدد كبير من العبيد السود.
بدأت نيو جيرسي كقسمة في نيويورك، وقسموها إلى مستعمرات ملكية شرق وغرب جيرسي لبعض الوقت.
تأسست ولاية بنسلفانيا في عام 1681 كمستعمرة ملكية خاصة من الكويكر وليام بن. تضمنت العناصر السكانية الرئيسية سكان كويكر في فيلادلفيا، والسكان الأيرلنديين الاسكتلنديين على الحدود الغربية، والعديد من المستعمرات الألمانية في ما بينهما. أصبحت فيلادلفيا أكبر مدينة في المستعمرات مع موقعها المركزي، ميناء ممتاز، ويبلغ عدد سكانها حوالي 30,000.
بحلول منتصف القرن الثامن عشر، كانت ولاية بنسلفانيا مستعمرة من الطبقة الوسطى مع احترام محدود للطبقة العليا الصغيرة. وقد لخص كاتب في جريدة بنسلفانيا في عام 1756:
وشعب هذه المقاطعة هم عموما من الطبقة الوسطى، وفي الوقت الحاضر إلى حد كبير من المستوى. هم في المقام الأول مزارعي الصناعات الزراعية، أو الفنيون أو التجار ؛ ويقال إنهم يستمتعون (مغرمين) بالحرية، وأكبرهم يعتقد أن له الحق في الكياسة من الأعظم.

### الجنوب
كانت الثقافة السائدة للجنوب متجذرة في استيطان المستعمرين البريطانيين للمنطقة. في القرن السابع عشر، كان معظم المستعمرين المتطوعين من أصول إنجليزية استقروا بشكل رئيسي على طول المناطق الساحلية في الساحل الشرقي. غالبية المستوطنين البريطانيين المبكرين كانوا خدماً بعقود، حصلوا على الحرية بعد عمل كافٍ لسداد رواتبهم. تلقى الرجال الأكثر ثراء الذين دفعوا طريقهم المنح الأرضية المعروفة باسم حقوق الرأسية، لتشجيع الاستيطان.
المستعمرات الفرنسية والإسبانية التي حَدَثَ تأسيسها في فلوريدا ولويزيانا وتكساس. استعمر الإسبان فلوريدا في القرن السادس عشر، حيث بلغت مجتمعاتهم ذروتها في أواخر القرن السابع عشر. في المستعمرات البريطانية والفرنسية، وصل معظم المستعمرين بعد 1700. وقاموا بتطهير الأراضي وبناء المنازل والمباني الملحقة، وعملوا في المزارع الكبيرة التي كانت تهيمن على زراعة التصدير. وقد شارك الكثير منهم في زراعة التبغ كثيفة العمالة، وهي أول محصول نقدي من ولاية فرجينيا. مع انخفاض عدد البريطانيين المستعدين للذهاب إلى المستعمرات في القرن الثامن عشر، بدأ المزارعون باستيراد المزيد من الأفارقة المستعبدين، الذين أصبحوا قوة العمل المهيمنة على المزارع. استنفد التبغ التربة بسرعة، مما تطلب تطهير حقول جديدة على أساس منتظم. واستخدمت الحقول القديمة كمراعي ومحاصيل مثل الذرة والقمح، أو سمح لها بالنمو في الغابات.
أصبحت زراعة الأرز في ولاية كارولينا الجنوبية محصول آخر رئيسي للسلع. وقد جادل بعض المؤرخين بأن العبيد القادمين من الأراضي المنخفضة في غرب أفريقيا، حيث كان الأرز محصولًا أساسيًا، يوفرون المهارات الأساسية والمعرفة والتكنولوجيا للري وبناء أعمال الحفر لدعم زراعة الأرز. كانت الأساليب والأدوات المبكرة المستخدمة في كارولينا الجنوبية متطابقة مع تلك الموجودة في إفريقيا. لم يكن لدى المستعمرين البريطانيين سوى القليل من المعرفة عن عملية زراعة الأرز المتزايدة في الحقول التي غمرتها أعمال الري.
في منتصف وأواخر القرن الثامن عشر، هاجرت مجموعات كبيرة من الاسكتلنديين والألستر اسكتلنديين (الذين أطلقوا فيما بعد على الإسكتلنديين الأيرلنديين) واستقروا في بلد آبالاتشيا وبيدمونت الخلفي. كانوا أكبر مجموعة من المستعمرين من الجزر البريطانية قبل الثورة الأمريكية. في تعداد أجري عام 2000 من الأمريكيين وأصولهم التي جرى الإبلاغ عنها ذاتياً، وكانت المناطق التي يسجل فيها الناس سلالة «أمريكية» هي الأماكن التي استقر فيها تاريخياً العديد من البروتستانت الأسكتلنديين والاسكتلنديين والأيرلنديين والإنجليز في أمريكا: الداخلية وكذلك بعض من المناطق الساحلية في الجنوب، وخاصة منطقة الأبلاش. قد يصل عدد السكان مع بعض ذوي الأصول الأسكتلندية والأسكتلنديين الأيرلنديين إلى 47 مليون نسمة، لأن معظم الناس لديهم تراث متعدد، وبعضهم قد لا يعرفونه.
كانت أقدم جامعة في الجنوب، كلية وليام وماري التي تأسست في 1693 في ولاية فرجينيا. إنها رائدة في تدريس الاقتصاد السياسي وقد درست الرؤساء الأميركيين المستقبليين جيفرسون ومونرو وتايلر، وجميعهم من ولاية فرجينيا. في الواقع، سيطرت المنطقة بأكملها على السياسة في عهد نظام الحزب الأول: فعلى سبيل المثال، كان أربعة من الرؤساء الخمسة الأوائل - واشنطن وجيفرسون وماديسون ومونرو - من ولاية فرجينيا. توجد أقدم جامعتين عامتين في الجنوب: جامعة نورث كارولينا (1795) وجامعة جورجيا (1785).
شمل الجنوب الاستعماري المستعمرات الاستيطانية لمنطقة تشيسابيك (فرجينيا، ميريلاند، وببعض التصنيفات، ديلاوير) والجزء الأسفل من الجنوب (كارولينا، التي انقسمت في النهاية إلى شمال وجنوب كارولينا، وجورجيا).

#### مجتمع تشيسابيك
كان الخمسة في المئة أو نحو ذلك من السكان البيض في ولاية فرجينيا وماريلاند في منتصف القرن الثامن عشر من المزارعين الذين يمتلكون الثروة المتزايدة ويزيدون من القوة السياسية والهيبة الاجتماعية. سيطروا على الكنيسة الأنغليكانية المحلية، واختاروا الوزراء والتعامل مع ممتلكات الكنيسة ووزعوا الأعمال الخيرية المحلية. لقد سعوا للانتخاب لمنزل المشتريات أو التعيين كعدالة للسلام.
الثلث السفلي لا يمتلك أي أرض ويواجه الفقر. وكان العديد منهم من الوافدين الجدد، والذين أفرج عنه مؤخرا من العبودية الملزمة. وفي بعض المناطق القريبة من واشنطن العاصمة الحالية، كانت نسبة 70 في المائة من الأرض مملوكة لحفنة من العائلات، ولم يكن لثلاثة أرباع البيض أي أرض على الإطلاق. وقد استقرت أعداد كبيرة من البروتستانت الايرلنديين والألمان في المناطق الحدودية، وغالبا ما كانوا يتحرك من ولاية بنسلفانيا. لم يكن التبغ مهمًا هنا ؛ ركز المزارعون على القنب والحبوب والماشية والخيول. لقد بدأ رجال الأعمال في التعدين وصهر خامات الحديد المحلية.
احتلت الرياضة قدرًا كبيرًا من الاهتمام على كل مستوى اجتماعي، بدءًا من القمة. في إنجلترا، كان الصيد مقيَّداً بشكل حاد على ملاك الأراضي، وكان يتم تنفيذه من قِبَل ناشطي ألعاب مسلحين. في أمريكا، كانت اللعبة أكثر من وفرة. كان بوسع الجميع أن يصطاد، بما في ذلك الخدم والعبيد. فاز الرجال الفقراء ذوي مهارات استعمال البندقية الجيدة بالثناء. ووجه السادة الأثرياء الذين كانوا لا يصيبون الهدف بالسخرية. في عام 1691، نظّم الحاكم السير فرانسيس نيكلسون مسابقات من أجل «أفضل نوع من فيرجينيّين على الأقل من باتشيلورز»، وقدّم الجوائز «ليتمّ إطلاق النار عليها، والعبث، واللعب في الخلف، وركض من قبل الحصان والفوت».
كان سباق الخيل هو الحدث الرئيسي. فالمزارع النموذجي لم يكن يمتلك حصاناً في المقام الأول، وكان السباق مسألة تخص السادة فقط، لكن المزارعين العاديين كانوا متفرجين ومقامرين. العبيد المختارين في كثير من الأحيان أصبحوا مدربي الخيل المهرة. كان لسباق الخيل أهمية خاصة في حياكة طبقة النبلاء. كان السباق حدثًا عامًا كبيرًا وشَرَعَ تصميمه ليوضح للعالم الوضع الاجتماعي المتفوق لطبقة النبلاء من خلال التكاثر الباهظ، والتدريب، والتفاخر، والمقامرة، وخاصة الفوز بالسباقات نفسها. يشرح المؤرخ تيموثي برين أن سباق الخيل والمقامرة عالية الرهان كانت أساسية للحفاظ على مكانة طبقة النبلاء. فعندما يراهنون علناً على مبلغ كبير على حصانهم المفضل، أخبروا العالم أن القدرة التنافسية والنزعة الفردية والمادية هي التي تقدِّم فيها العناصر الأساسية للطبقة النبلاء.
يجادل المؤرخ إدموند مورجان (1975) بأنّ سكان فرجينيا في الخمسينات من القرن السادس عشر وفي القرنين التاليين تحولوا إلى العبودية والانقسام العرقي كبديل للصراع الطبقي. «جعلت العنصرية من الممكن للإنسان العذراء الأبيض تطوير تفانٍ للمساواة التي أعلنها الجمهوريون الإنكليز على أنهم روح الحرية». وهذا يعني أن الرجال البيض أصبحوا أكثر مساواة من الناحية السياسية مما كان ممكنا بدون وجود عدد كبير من العبيد ذوي المكانة المنخفضة.
وبحلول عام 1700، وصل عدد سكان فرجينيا إلى 70,000 نسمة واستمر في النمو بسرعة من معدل المواليد المرتفع، وانخفاض معدل الوفيات، واستيراد العبيد من منطقة البحر الكاريبي، والهجرة من بريطانيا وألمانيا وبنسلفانيا. المناخ كان خفيف كانت الأراضي الزراعية رخيصة وخصبة.

#### كارولينا

مقاطعة كارولينا

كانت مقاطعة كارولينا أول محاولة للإنجليزية في جنوب فرجينيا. وكانت مشروعاً خاصاً وبتمويل من مجموعة من اللوردات الإنجليزيين الذين حصلوا على ميثاق ملكي إلى كاروليناس عام 1663، على أمل أن تصبح مستعمرة جديدة في الجنوب مربحة مثل جيمستاون. لم تنجح تسوية كارولينا حتى عام 1670، وحتى ذلك الحين فشلت المحاولة الأولى بسبب عدم وجود حافز للهجرة إلى تلك المنطقة. ومع ذلك، في نهاية المطاف، جمع اللوردات رأس مالهم المتبقي وقاموا بتمويل بعثة تسوية إلى المنطقة التي يقودها السير جون كولتون. كانت البعثة تقع أرضًا خصبة ويمكن الدفاع عنها في ما أصبح تشارلستون، في الأصل تشارلز تاون لتشارلز الثاني من إنجلترا. أنشأ المستوطنون الأصليون في ولاية كارولينا الجنوبية تجارة مربحة في الغذاء لمزارع العبيد في الكاريبي. جاء المستوطنون بشكل رئيسي من مستعمرة بربادوس الإنجليزية وأحضروا معهم العبيد الأفارقة. كانت بربادوس جزيرة غنية بزراعة قصب السكر، واحدة من أوائل المستعمرات الإنجليزية لاستخدام أعداد كبيرة من الأفارقة في الزراعة على طراز المزارع. وفي تسعينيات القرن التاسع عشر جرى إدخال زراعة الأرز ليصبح محصولًا مهمًا للتصدير.

خريطة الحملات

في البداية، كانت كارولينا الجنوبية منقسمة سياسياً. وقد اشتمل تركيبه العرقي على المستوطنين الأصليين (مجموعة من المستوطنين الإنجليز الغنيين الذين يملكون الرقيق من جزيرة بربادوس) وهوغوينتس، وهي جماعة من البروتستانت الناطقة بالفرنسية. الحرب الحدودية المستمرة تقريبا خلال عصر حرب الملك وليام وحرب الملكة آن دفعت أسافين اقتصادية وسياسية بين التجار والمزارعين. هددت كارثة حرب ياماسي 1715 حياة المستعمرة وابتعدت عن عقد من الاضطرابات السياسية. وبحلول عام 1729، انهارت الحكومة الملكية، وباع المالكون المستعمرتين إلى التاج البريطاني.
كان في ولاية كارولينا الشمالية أصغر طبقة عليا. وأغنى 10 في المائة يملكون حوالي 40 في المائة من مجموع الأراضي، مقابل 50 إلى 60 في المائة في فرجينيا وساوث كارولينا المجاورة. لم تكن هناك مدن من أي حجم وعدد قليل من البلدات، لذلك لم يكن هناك سوى طبقة متوسطة حضرية على الإطلاق. هيمن مزارعو الكفاف بشكل كبير على نورث كارولينا الريفية بعمليات صغيرة. بالإضافة إلى ذلك، كان ربع البيض لا أرض على الإطلاق.

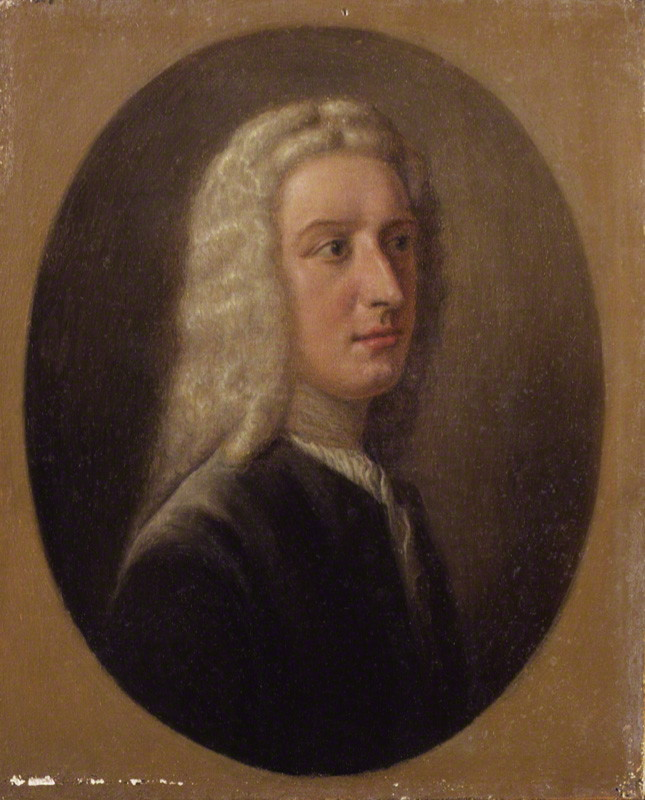
جيمس إدوارد اوجلثورب (1696-1785) قائد إنجليزي. اسس (1733) مستعمرة جورجيا بالولايات المتحدة

### جورجيا
قام عضو البرلمان البريطاني جيمس أوجليثورب بتأسيس مستعمرة جورجيا في عام 1733 كحل لمشكلتين. في ذلك الوقت، كان التوتر شديدًا بين إسبانيا وبريطانيا العظمى، وكان البريطانيون يخافون من أن فلوريدا الإسبانية كانت تهدد كارولينا البريطانية. قرر أوجليثورب إنشاء مستعمرة في منطقة جورجيا الحدودية المتنازع عليها وإلحاقها بالمدينين الذين كانوا سيُسجنون بطريقة أخرى وفقًا للممارسات البريطانية المعتادة. هذه الخطة من شأنها أن تخلص بريطانيا العظمى من عناصرها غير المرغوب فيها وتزودها بقاعدة يمكن من خلالها مهاجمة فلوريدا. وصل المستعمرون الأوائل عام 1733.
تأسست جورجيا على مبادئ أخلاقية صارمة. كانت العبودية ممنوعة رسمياً، وكذلك الكحول وغيره من أشكال الفجور. ومع ذلك، فإن واقع المستعمرة كان مختلفًا تمامًا. رفض المستعمرون أسلوب حياة أخلاقي وشكا من أن مستعمرتهم لا تستطيع التنافس اقتصاديا مع مزارع الأرز في كارولينا. فشلت جورجيا في البداية في الازدهار، ولكن في النهاية رفعت القيود، سمح بالعبودية، وأصبحت مزدهرة مثل كاروليناس. لم تكن مستعمرة جورجيا ديانة ثابتة. كان يتألف من أشخاص من مختلف الأديان.

#### شرق وغرب فلوريدا

فلوريدا

تنازلت إسبانيا عن ولاية فلوريدا إلى بريطانيا العظمى في عام 1763، التي أسست مستعمرات شرق وغرب ولاية فلوريدا. بقي فلوريداس موالًا لبريطانيا العظمى خلال الثورة الأمريكية. وقد أعيدوا إلى إسبانيا في عام 1783 في مقابل جزر البهاما، وفي ذلك الوقت غادر معظم البريطانيين. ثم أهمل الإسبان فلوريدا؛ وعاش عدد قليل من الإسبان هناك عندما اشترت الولايات المتحدة المنطقة في عام 1819.

## توحيد المستعمرات البريطانية

### الحروب الاستعمارية: دفاع مشترك

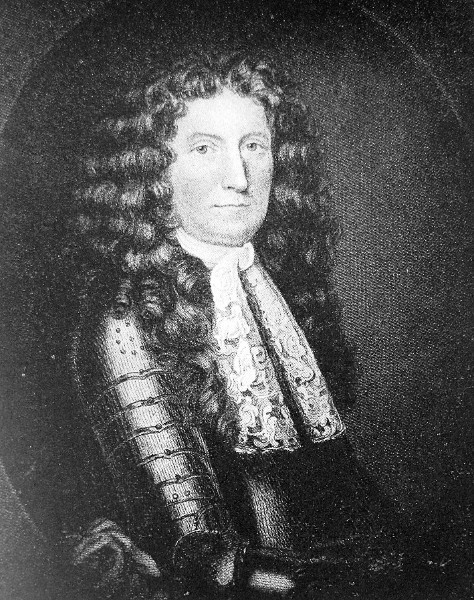
إدموند أندروس، صاحب فكرة الدفاع المشترك

بدأت الجهود في وقت مبكر من 1640 ميلادي نحو الدفاع المشترك للمستعمرات، في المقام الأول ضد التهديدات المشتركة من الهنود والفرنسيين والهولنديين. شكلت المستعمرات البروتانية في نيو إنغلاند كونفدرالية لتنسيق الأمور العسكرية والقضائية. من 1670 ميلادي، حاول العديد من الحكام الملكيين لإيجاد وسائل لتنسيق الشؤون العسكرية الدفاعية والهجومية، لا سيما السير إدموند أندروس (الذي حكم نيويورك ونيو انغلاند وفيرجينيا في أوقات مختلفة) وفرانسيس نيكولسون (يحكم ميريلاند وفيرجينيا ونوفا سكوتيا، وكارولينا). بعد حرب الملك فيليبس، نجح أندروس في التفاوض على سلسلة العهد، وهي سلسلة من المعاهدات الهندية التي جلبت الهدوء النسبي إلى حدود المستعمرات الوسطى لسنوات عديدة.
شهدت المستعمرات الشمالية العديد من الاعتداءات من كونفدرالية واباناكي والفرنسيين من أكاديا خلال الحروب الفرنسية والهندية الأربعة، ولا سيما ماين ونيو هامبشاير الحالية، بالإضافة إلى حرب الأب رالي وحرب الأب لو لوتر.
وكان الحدث الرئيسي الذي عمل على تذكير المستعمرين بهويتهم المشتركة كمواطنين بريطانيين هي حرب الخلافة النمساوية (1740-1748) في أوروبا. امتد هذا الصراع إلى المستعمرات، حيث كان يُعرف باسم «حرب الملك جورج». وقعت المعارك الكبرى في أوروبا، لكن القوات الاستعمارية الأمريكية حاربت الفرنسيين وحلفائهم الهنود في نيويورك ونيو إنغلاند ونوفا سكوتيا مع حصار لويسبورج (1745).
في مؤتمر ألباني لعام 1754، اقترح بنجامين فرانكلين أن يتم توحيد المستعمرات من قبل مجلس كبير يشرف على سياسة مشتركة للدفاع، والتوسع، والشؤون الهندية. ونجحوا في إحباط الخطة من قبل الهيئات التشريعية الاستعمارية والملك جورج الثاني، ولكن كان ذلك مؤشرا مبكرا على أن المستعمرات البريطانية في أمريكا الشمالية كانت تتجه نحو الوحدة.

#### الحرب الفرنسية والهندية

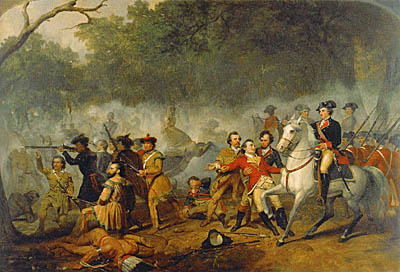
جورج واشنطن خلال الحرب الفرنسية والهندية

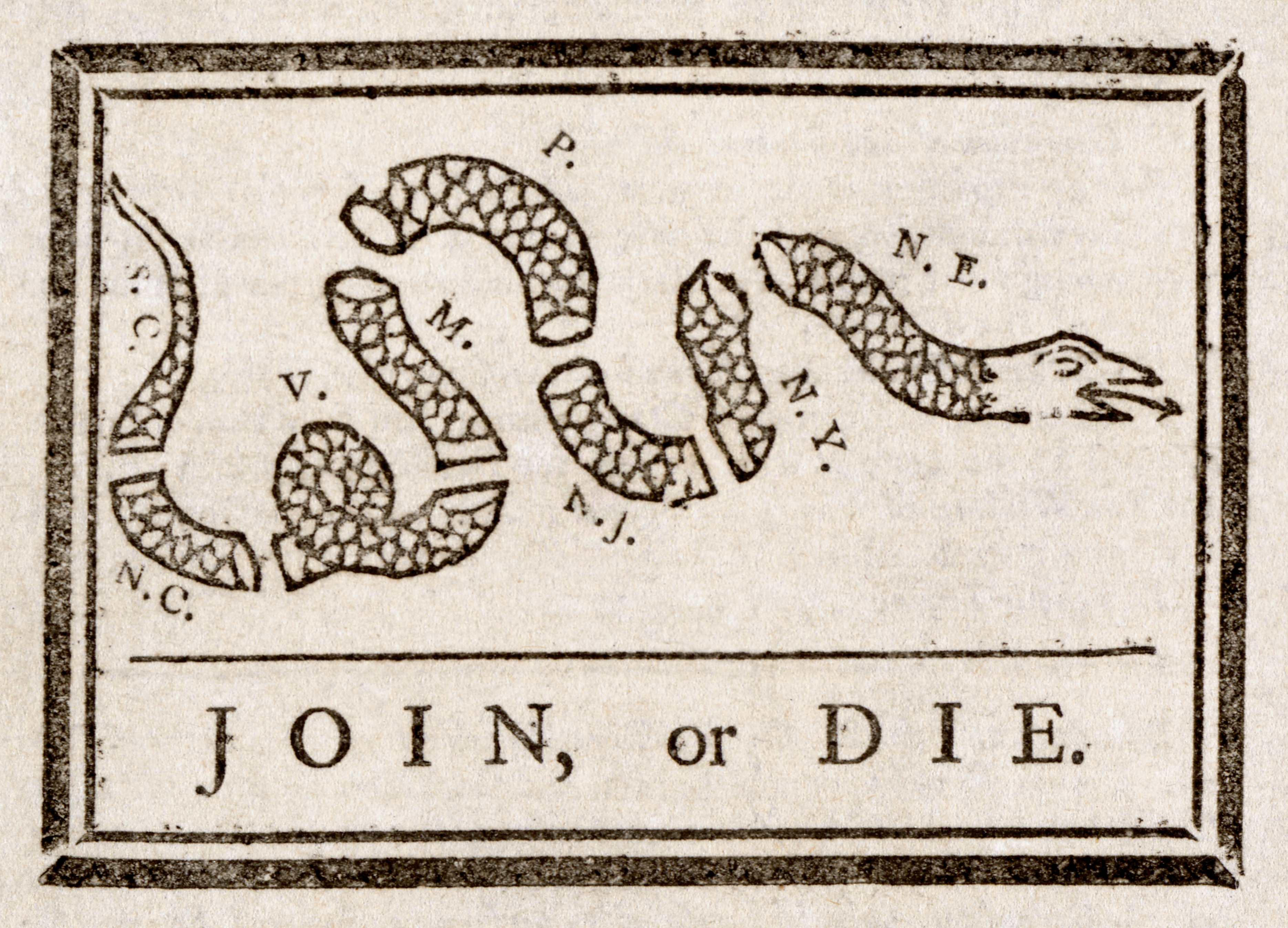
الرسوم الكاريكاتورية السياسية بين بنجامين فرانكلين الانضمام، أو الموت دعت إلى الوحدة الاستعمارية خلال الحرب الفرنسية والهندية، وجرى استخدامها مرة أخرى خلال الثورة الأمريكية.

كانت الحرب الفرنسية والهندية (1754-1763) امتدادًا أمريكيًا للنزاع الأوروبي العام المعروف باسم حرب السنوات السبع. كانت الحروب الاستعمارية السابقة في أمريكا الشمالية قد بدأت في أوروبا ثم انتشرت إلى المستعمرات، ولكن الحرب الفرنسية والهندية جديرة بالملاحظة لأنها بدأت في أمريكا الشمالية وانتشرت إلى أوروبا. كان أحد الأسباب الرئيسية للحرب هو زيادة المنافسة بين بريطانيا وفرنسا، وخاصة في منطقة البحيرات العظمى ووادي أوهايو.
أخذت الحرب الفرنسية والهندية أهمية جديدة للمستعمرين البريطانيين في أمريكا الشمالية عندما قرر وليام بيت الأكبر أن تخصص الموارد العسكرية الكبرى لأميركا الشمالية من أجل كسب الحرب ضد فرنسا. للمرة الأولى، أصبحت القارة واحدة من المسارح الرئيسية لما يمكن تسميته بـ «الحرب العالمية». خلال الحرب، كان موقف المستعمرات البريطانية كجزء من الإمبراطورية البريطانية واضحًا بالفعل، حيث أخذ العسكريون والمدنيون البريطانيون حضورًا متزايدًا في حياة الأمريكيين.
كما زادت الحرب الشعور بالوحدة الأمريكية بطرق أخرى. لقد تسببت في سفر الرجال عبر القارة الذين لم يكن من الممكن أن يغادروا مستعمراتهم الخاصة، حيث كانوا يقاتلون إلى جانب رجال من خلفيات مختلفة بلا شك ومع ذلك ما زالوا «أمريكيين». خلال فترة الحرب، قام الضباط البريطانيون بتدريب الأمريكيين على القتال، وأبرزهم جورج واشنطن، الذي استفاد من القضية الأمريكية خلال الثورة. كما كان على الهيئات التشريعية والمسؤولين الاستعماريين أن يتعاونوا بشكل مكثف، لأول مرة، سعيا وراء الجهود العسكرية على نطاق القارة لم تكن العلاقات بين المؤسسة العسكرية البريطانية والمستعمرين إيجابية دائماً، مما مهد الطريق لاحقا لعدم الثقة والكراهية للقوات البريطانية.

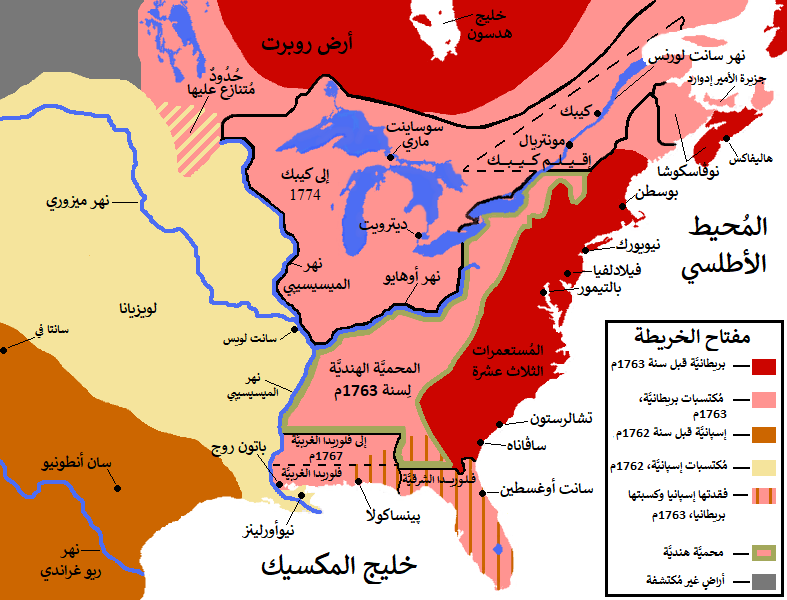
التغييرات الإقليمية بعد الحرب الفرنسية والهندية: الأرض التي يحملها البريطانيون قبل 1763 موضحة باللون الأحمر، الأرض التي اكتسبتها بريطانيا في عام 1763 موضحة باللون الوردي.

في معاهدة باريس (1763)، تنازلت فرنسا رسمياً لبريطانيا عن الجزء الشرقي من إمبراطوريتها الشاسعة في أمريكا الشمالية، بعد أن أعطت سراً إلى إسبانيا إقليم لويزيانا غرب نهر المسيسيبي في العام السابق. قبل الحرب، احتفظت بريطانيا بـ 13 مستعمرة أمريكية، معظمها في نوفا سكوتيا الحالية، ومعظم مستجمعات المياه في خليج هدسون. بعد الحرب، اكتسبت بريطانيا جميع الأراضي الفرنسية شرق نهر المسيسيبي، بما في ذلك منطقة كيبيك والبحيرات العظمى ووادي نهر أوهايو. اكتسبت بريطانيا أيضا فلوريدا الإسبانية، والتي شكلت مستعمرات شرق وغرب ولاية فلوريدا. في إزالة تهديد أجنبي كبير للمستعمرات الثلاثة عشر، أزالت الحرب كذلك حاجة المستعمرين للحماية الاستعمارية.
انتصر البريطانيون والمستعمرون بشكل مشترك على عدو مشترك. كان ولاء المستعمرين للبلد الأم أقوى من أي وقت مضى. ومع ذلك، كان الانقسام يتشكل. قرر رئيس الوزراء البريطاني وليام بيت الأكبر شن الحرب في المستعمرات باستخدام قوات من المستعمرات وأموال الضرائب من بريطانيا نفسها. كانت هذه إستراتيجية ناجحة في زمن الحرب، ولكن بعد انتهاء الحرب، اعتقد كل طرف أنه تحمل عبئًا أكبر من الآخر. وقد أشارت النخبة البريطانية، وهي الأكثر دفعا للضرائب في أوروبا، إلى أن المستعمرين لم يدفعوا سوى القليل مقابل الخزائن الملكية. أجاب المستعمرون بأن أبنائهم قاتلوا وماتوا في حرب خدمت المصالح الأوروبية أكثر من مصالحهم الخاصة. كان هذا النزاع حلقة وصل في سلسلة الأحداث التي سرعان ما جلبت الثورة الأمريكية.

### العلاقات مع الإمبراطورية البريطانية

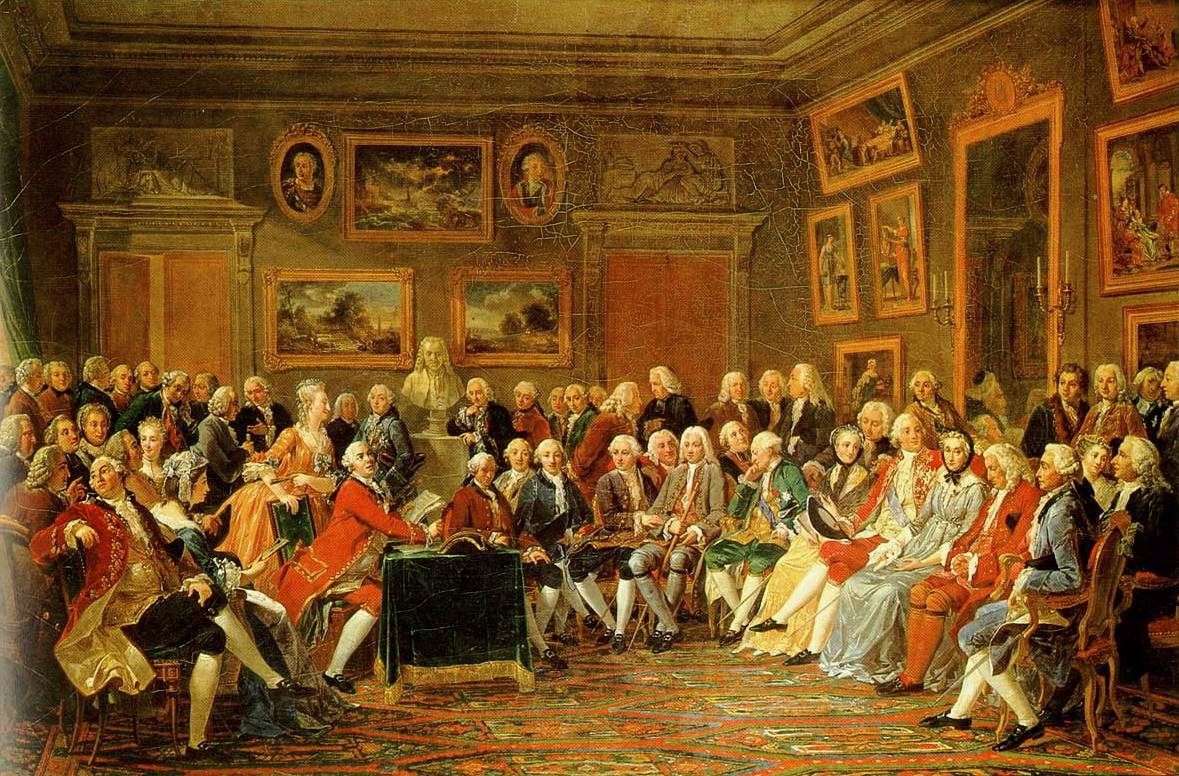
لوحة لتشارلز جابريل لمونير، تمثل قراءة لمأساة ڤولتير، يتيم الصين (1755)، في صالون مدام جيوفرين في شارع سانت-أونوريه. الشخصيات الأكثر شهرة تجمعوا حول اتمثال ڤولتير وهم، روسو، مونتسكيو،، ديدرو وكوت دالمبرت، بوفون، كونديلاك، كيناي وريشيليو.

كانت المستعمرات مختلفة جدا عن بعضها البعض لكنها كانت لا تزال جزءا من الإمبراطورية البريطانية في أكثر من مجرد اسم. ديموغرافياً، تتبع غالبية المستعمرين جذورهم إلى الجزر البريطانية والعديد منهم لا يزال لديهم روابط عائلية مع بريطانيا العظمى. من الناحية الاجتماعية، شهدت النخبة الاستعمارية في بوسطن ونيويورك وتشارلستون وفيلادلفيا هويتها البريطانية. لم يعيش الكثيرون في بريطانيا أبداً على مدى بضعة أجيال، ومع ذلك فقد كانوا يقلدون الأنماط البريطانية في اللباس والرقص وآداب السلوك. بنيت هذه الطبقة الاجتماعية العليا قصورها في النمط الجورجي، نسخ تصاميم الأثاث من توماس الإنجليزي (بالإنجليزية: Chippendale)، وشارك في التيارات الفكرية في أوروبا، مثل التنوير. كانت مدن الموانئ الأمريكية الاستعمارية مدن بريطانية حقيقية في نظر العديد من السكان.

#### الجمهورياتية

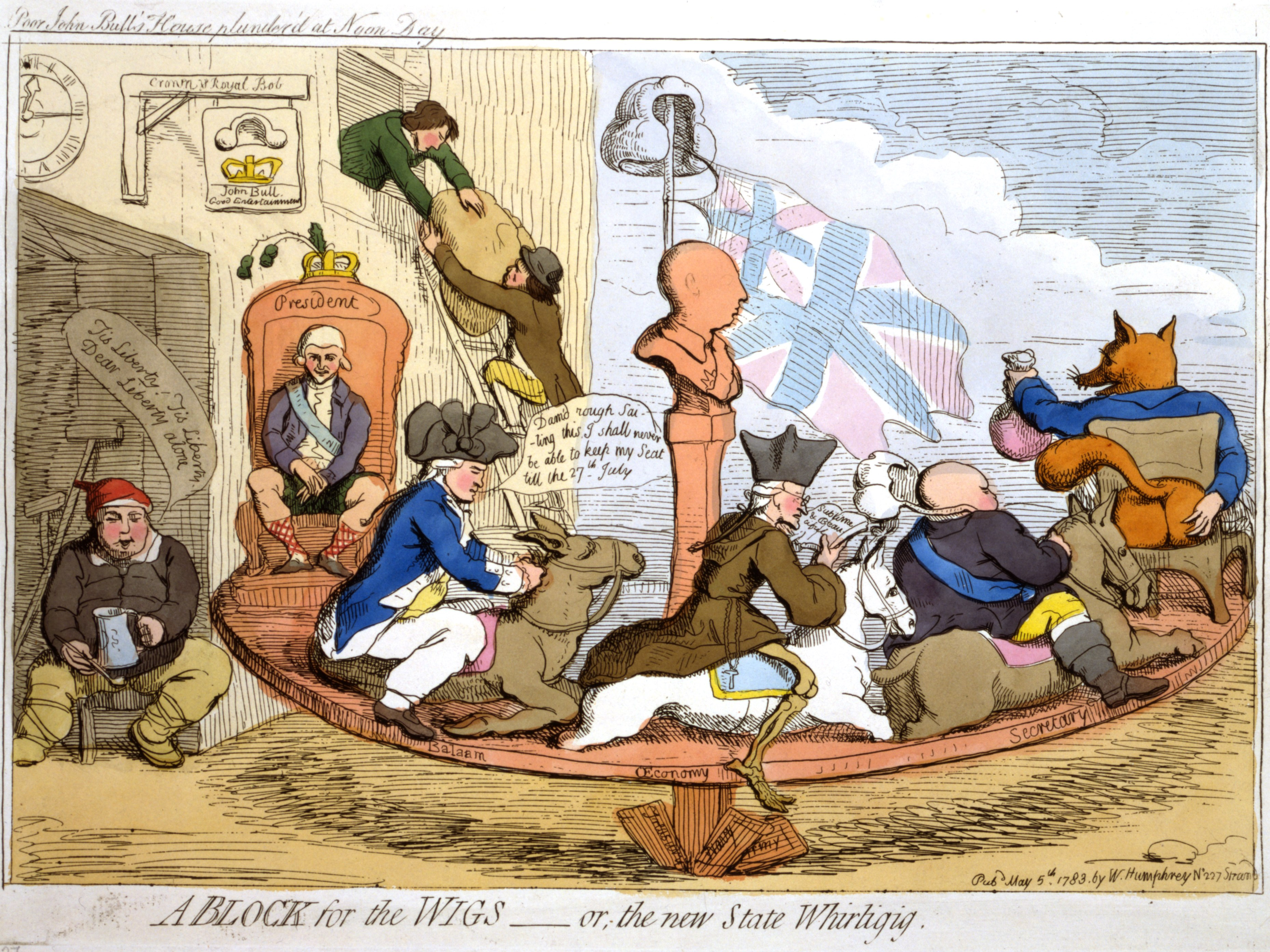
سياسة
الجمهورياتية

استمدت العديد من الهياكل السياسية للمستعمرات من الجمهورية التي عبر عنها قادة المعارضة في بريطانيا، وعلى الأخص رجال الكومنولث والتقاليد الاحتجاجية. رأى العديد من الأميركيين في ذلك الوقت أنظمة الحكم للمستعمرات على غرار النموذج الذي كان عليه بعد الدستور البريطاني في ذلك الوقت، مع الملك المقابل للحاكم، ومجلس العموم في المجلس الاستعماري، ومجلس اللوردات لمجلس المحافظين. غالبًا ما يقوموا برسم قوانين المستعمرات مباشرةً من القانون الإنجليزي؛ في الواقع، يبقى القانون العام الإنجليزي ليس فقط في كندا، ولكن أيضًا في جميع أنحاء الولايات المتحدة. في نهاية المطاف، كان الخلاف حول معنى بعض هذه المثل السياسية (لا سيما التمثيل السياسي) والجمهورية التي أدت إلى الثورة الأمريكية.

#### استهلاك البضائع البريطانية
النقطة الأخرى التي وجدت المستعمرات نفسها متشابهة أكثر من اختلافها كانت الواردات المزدهرة للبضائع البريطانية. كان الاقتصاد البريطاني قد بدأ ينمو بسرعة في نهاية القرن السابع عشر، وبحلول منتصف القرن الثامن عشر، كانت المصانع الصغيرة في بريطانيا تنتج أكثر بكثير مما يمكن أن تستهلكه الأمة. وجدت بريطانيا سوقًا لسلعها في المستعمرات البريطانية في أمريكا الشمالية، مما زاد صادراتها إلى تلك المنطقة بنسبة 360% بين عامي 1740 و1770. قدم التجار البريطانيين الائتمان لعملائهم. هذا سمح للأميركيين بشراء كمية كبيرة من البضائع البريطانية. من نوفا سكوتيا إلى جورجيا، اشترى جميع الرعايا البريطانيين منتجات مماثلة، مما أدى إلى خلق نوع من الهوية المشتركة.

### العالم الأطلسي

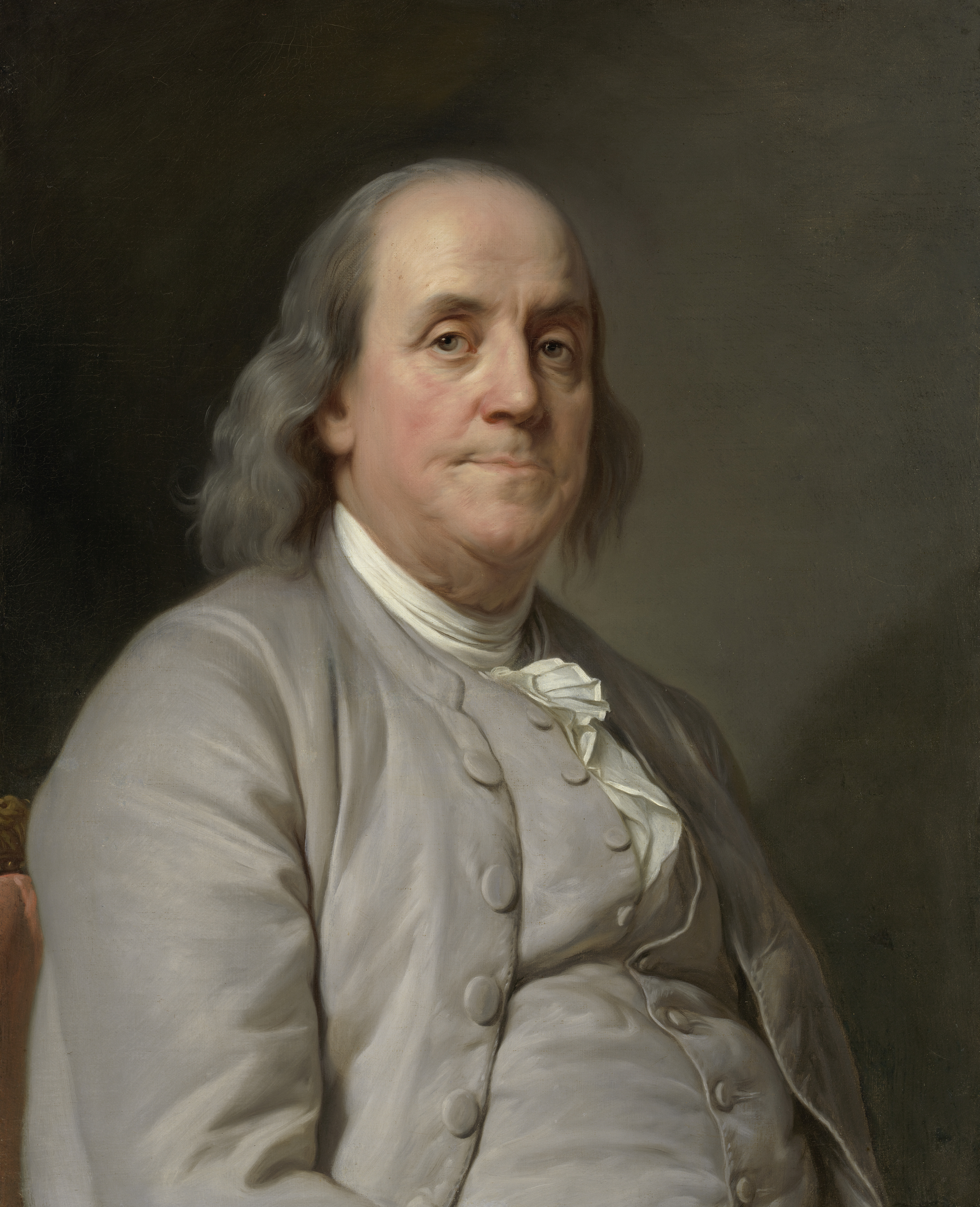
بنجامين فرانكلين (ولد في 17 يناير، 1706 وتوفي 17 أبريل، 1790) واحد من أهم وأبرز مؤسسي الولايات المتحدة الأمريكية

في السنوات الأخيرة، قام المؤرخون بتوسيع منظورهم ليشمل العالم الأطلسي بأكمله في حقل فرعي يعرف الآن باسم التاريخ الأطلسي. ومما له أهمية خاصة مواضيع مثل الهجرة الدولية، والتجارة، والاستعمار، والمؤسسات العسكرية والحكومية المقارنة، ونقل الأديان والعمل التبشيري، وتجارة الرقيق. كان عصر التنوير، وتدفق الأفكار ذهابًا وإيابًا عبر المحيط الأطلسي، مع لعب بنجامين فرانكلين من فيلادلفيا دورًا رئيسيًا.
يقدم فرانسوا فورستينبرغ (2008) وجهة نظر مختلفة عن الفترة التاريخية. يقترح أن الحرب كانت حاسمة بين اللاعبين الإمبرياليين الكبار: بريطانيا، المستعمرات الأمريكية، إسبانيا، فرنسا، والأمة الأولى (الهنود). لقد خاضوا سلسلة من النزاعات من 1754 إلى 1815 التي وصفها فورستنبرغ بـ «حرب طويلة من أجل الغرب» حول السيطرة على المنطقة.
لعبت النساء دورا في ظهور الاقتصاد الرأسمالي في العالم الأطلسي. كانت أنواع التبادل التجاري المحلي التي شاركوا فيها بشكل مستقل متكاملة بشكل جيد مع الشبكات التجارية بين التجار الاستعماريين في جميع أنحاء منطقة المحيط الأطلسي، وخاصة الأسواق في منتجات الألبان والسلع المنتجة. على سبيل المثال، كانت التجار النساء المحليات من الموردين المهمين للمواد الغذائية إلى مخاوف الشحن عبر المحيط الأطلسي.

### تزايد المعارضة والثورة الأمريكية

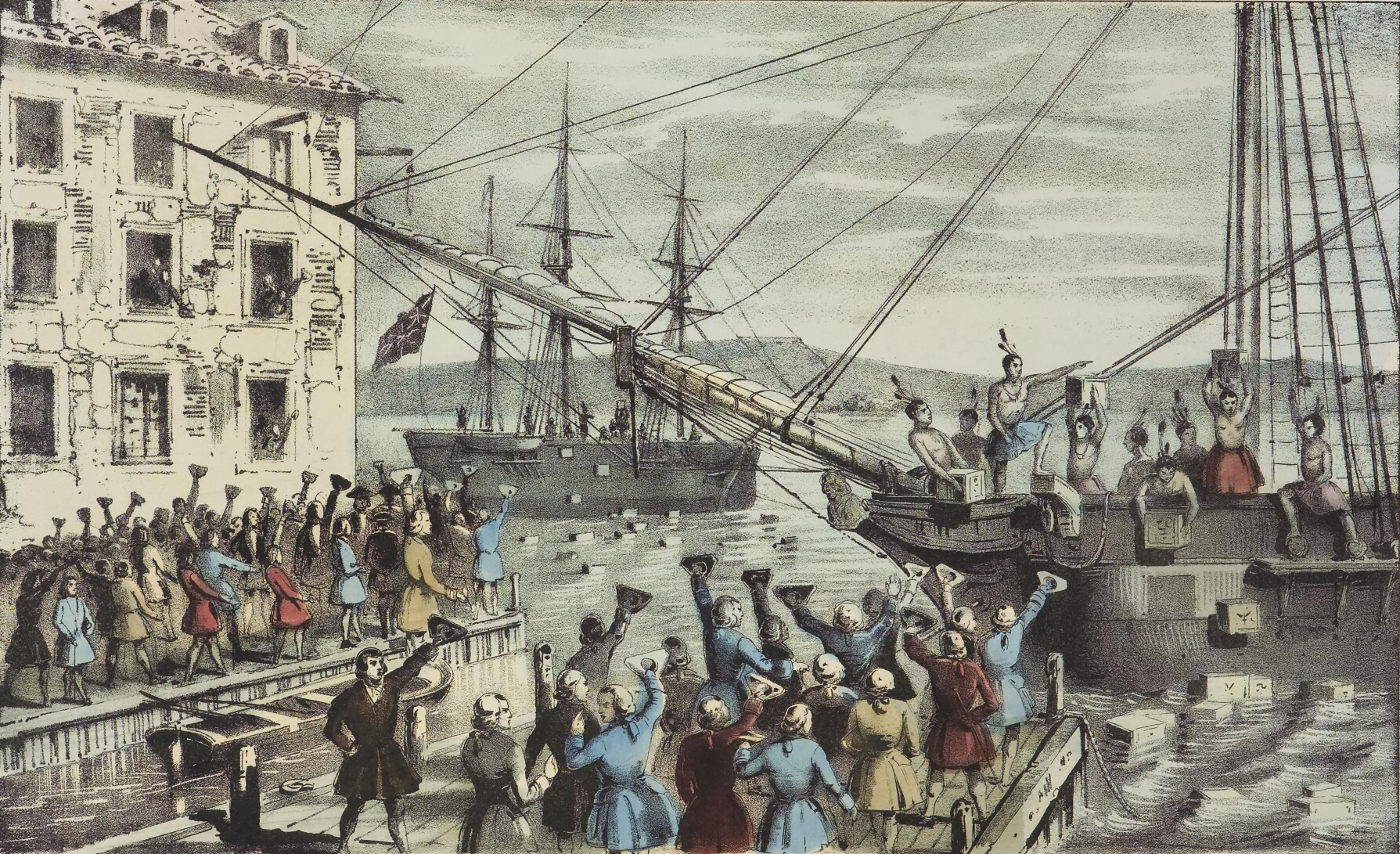
عمل فني من إنجاز ناثايل كورير بعنوان "تخريب الشاي في ميناء بوسطن".

في الحقبة الاستعمارية، أصر الأميركيون على حقوقهم كإنجليز ليقوموا بتشريعهم الخاص برفع كل الضرائب. ومع ذلك، أكد البرلمان البريطاني في عام 1765 على أنه يملك السلطة العليا لوضع الضرائب، وبدأت سلسلة من الاحتجاجات الأمريكية التي أدت مباشرة إلى الثورة الأمريكية. هاجمت الموجة الأولى من الاحتجاجات قانون الطوابع لعام 1765، وكانت أول مرة يجتمع فيها الأمريكيون معًا من كل مستعمرة من المستعمرات الـ13 ويخططون لجبهة مشتركة ضد الضرائب البريطانية. لقد ألغى حفل الشاي في بوسطن 1773 الشاي البريطاني إلى ميناء بوسطن لأنه يحتوي على ضريبة خفية رفض الأمريكيون دفعها. ورد البريطانيون بمحاولة سحق الحريات التقليدية في ماساتشوستس، مما أدى إلى الثورة الأمريكية التي بدأت في عام 1775.
أصبحت فكرة الاستقلال باطراد أكثر انتشارًا، بعد أن نجحوا باقتراحها أولاً وتأييدها من قبل عدد من الشخصيات العامة والمعلقين في جميع أنحاء المستعمرات. واحد من أبرز الأصوات نيابة عن الاستقلال كان توماس باين في كتيبه الفطرة السليمة (منشور) الذي نشر في عام 1776. وكانت مجموعة أخرى دعت إلى الاستقلال هي «أبناء الحرية»، التي تأسست في عام 1765 في بوسطن من قبل صامويل آدمز والتي أصبحت الآن أكثر شدة وتعددًا.
بدأ البرلمان سلسلة من الضرائب والعقوبات التي واجهت المزيد من المقاومة: قانون الربع الأول (1765). القانون التصريحي (1766)؛ قانون إيرادات تاونسند (1767)؛ وقانون الشاي (1773). ردا على حزب الشاي في بوسطن، أقر البرلمان القوانين غير القابلة للاحتيال: قانون الربع الثاني (1774)؛ قانون كيبيك (1774)؛ قانون حكومة ولاية ماساتشوستس (1774)؛ قانون إقامة العدل (1774)؛ قانون ميناء بوسطن (1774)؛ القانون المحظور (1775). عند هذه النقطة، نظمت المستعمرات الـ13 نفسها في الكونغرس القاري وبدأت في إنشاء حكومات مستقلة وحفر مليشياتها استعدادًا للحرب.

## الحياة الاستعمارية

### الحكومة الاستعمارية البريطانية
في المستعمرات البريطانية، كانت الأشكال الثلاثة للحكومة إقليمية (مستعمرة ملكية)، ملكية، وميثاق. كانت جميع هذه الحكومات تابعة لملك إنجلترا، دون وجود علاقة واضحة مع البرلمان البريطاني. وابتداءً من أواخر القرن السابع عشر، كانت إدارة جميع المستعمرات البريطانية تخضع لإشراف مجلس التجارة في لندن. كان لكل مستعمرة وكيل استعماري مدفوع في لندن لتمثيل مصالحها.
نيو هامبشاير، ونيويورك، وفيرجينيا، ونورث كارولينا، وساوث كارولينا، وجورجيا، وفي نهاية المطاف ماساتشوستس كانت مستعمرات التاج. كانت مستعمرة المحافظات محكومة باللجان التي أُنشئت بمتعة الملك. حاكم و (في بعض المحافظات) وبعد ذلك حَصَلَ تعيين مجلسه من قبل التاج. وقد حَدَثَ استثمار المحافظ بسلطات تنفيذية عامة ومصرح له باستدعاء جمعية منتخبة محليًا. سيجلس مجلس المحافظين كدار عليا عندما ينعقد المجلس، بالإضافة إلى دوره في تقديم المشورة للحاكم. وكانت الجمعيات تتكون من ممثلين ينتخبهم أصحاب الحيازات والمزارعون (مالكو الأراضي) في المقاطعة. كان للحاكم سلطة الفيتو المطلق ويمكنه تأجيل (أي تأخير) وحل الجمعية. كان دور الجمعية هو جعل جميع القوانين والمراسيم المحلية، بما يضمن أنها لا تتعارض مع قوانين إنجلترا. من الناحية العملية، لم يحدث هذا دائماً، لأن العديد من جمعيات المحافظات سعت إلى توسيع صلاحياتها والحد من سلطات الحاكم والتاج. يمكن فحص القوانين من قبل مجلس الملكة الخاص البريطاني أو مجلس التجارة، الذي كان يمتلك حق النقض أيضا للتشريع.
كانت ولاية بنسلفانيا (التي شملت ديلاوير) ونيوجيرسي وماريلاند مستعمرات خاصة. كانوا يحكمون كثيرًا كمستعمرات ملكية باستثناء أن مالكي الرب، بدلا من الملك، عينوا الحاكم. وجرى إنشاؤها بعد استعادة 1660 وتمتعت عادة بالحرية المدنية والدينية أكبر.
كانت مستعمرات ماساتشوستس، ومستعمرات العناية الإلهية، ورود أيلاند، ووارويك، وكونيتيكت مستعمرات امتيازية ‏. جرى إبطال امتياز ماساتشوستس في عام 1684 لجؤوا على الاستعاضة عنه بامتياز ولائي أصدر في 1691. كانت حكومات الامتياز نقابات سياسية أنشأت بوساطة براءة تمليك، تعطي التحكم بالأرض وقوة الحكومة التشريعية للممنوحة لهم هذه البراءة. وفرت الامتيازات بنية أساسية وقسمت القوة بين السلطات التشريعية والتنفيذية والقضائية، بحيث أنيطت هذه القوى بالممثلين الرسميين.

#### الثقافة السياسية
كانت الثقافات السياسية الأساسية للولايات المتحدة ذات أصول استعمارية.
معظم نظريات الثقافة السياسية اتجهت نحو نيو إنغلاند، وسط الأطلسي، والجنوب بأنها شكلت ثقافات سياسية منفصلة ومتميزة.
وكما يوضح بونومي (1971)، فإن السمة الأكثر تميزًا للمجتمع الاستعماري هي الثقافة السياسية النابضة بالحياة، التي جذبت الشباب الأكثر موهبة وطموحًا إلى السياسة. أولاً، كان الاقتراع هو الأكثر سخاءً في العالم، حيث سمح لكل رجل بالتصويت ممن يملكون قدراً معيناً من الممتلكات. أقل من واحد في المئة من الرجال البريطانيين يمكنهم التصويت، في حين أن أغلبية من الأحرار الأمريكيين مؤهلة. كانت جذور الديمقراطية موجودة، على الرغم من أن الإذعان عادة ما يظهر للنخب الاجتماعية في الانتخابات الاستعمارية.
ثانياً، جرى اختيار مجموعة واسعة جداً من الأعمال العامة والخاصة من قبل الهيئات المنتخبة في المستعمرات، وخاصة الجمعيات وحكومات المقاطعات في كل مستعمرة. لقد تعاملوا مع منح الأراضي، والإعانات التجارية، والضرائب، وكذلك الإشراف على الطرق، والإغاثة الفقيرة، والحانات، والمدارس. قام الأمريكيون برفع دعوى قضائية ضد بعضهم البعض بمعدل مرتفع للغاية، مع قرارات ملزمة لم يقرها رب عظيم بل من قبل قضاة ومحلفين محليين. وقد عزز هذا التوسع السريع في مهنة المحاماة، حتى أصبحت المشاركة المكثفة للمحامين في السياسة سمة أمريكية في السبعينيات من القرن الثامن عشر.
ثالثًا، كانت المستعمرات الأمريكية استثنائية في العالم بسبب تمثيل العديد من جماعات المصالح المختلفة في صنع القرار السياسي. كانت الثقافة السياسية الأمريكية منفتحة على المصالح الاقتصادية والاجتماعية والدينية والعرقية والجغرافية، مع التجار ومالكي الأراضي والمزارعين الصغار والحرفيين والأنجليكيين والمشيخيين والكويكر والألمان والسكوتلنديين ويانكيز ويوركرز والعديد من المجموعات الأخرى التي يمكن التعرف عليها. جزء. لقد تعلم الممثلون المنتخبون أن يستمعوا إلى هذه المصالح لأن 90% من الرجال في المنازل الدنيا يعيشون في مناطقهم، على عكس إنجلترا حيث كان من الشائع أن يكون هناك عضو غائب في البرلمان. كل هذا كان على خلاف أوروبا، حيث كانت العائلات الأرستقراطية والكنيسة المؤسسة تحت السيطرة.
وأخيراً وبشكل دراماتيكي، كان الأميركيون مفتونين بالقيم السياسية للجمهوريين والتي أكدت على المساواة في الحقوق، والحاجة إلى المواطنين الفاضلين، وشرور الفساد والترف والأرستقراطية. قدمت الجمهورية إطار العمل للمقاومة الاستعمارية لمخططات الضرائب البريطانية بعد عام 1763، والتي تصاعدت إلى الثورة.
لم يكن لأي من المستعمرات أحزاب سياسية مستقرة من النوع الذي تشكل في سبعينيات القرن التاسع عشر، ولكن كل منها كان يتحول إلى فصائل متنافسة على السلطة، خاصة في المعارك الدائمة بين الحاكم المعين والجمعية المنتخبة. كانت هناك في كثير من الأحيان فصائل «الدولة» و«المحكمة»، التي تمثل أولئك الذين يعارضون أجندة المحافظ وأولئك الذين يؤيدونها، على التوالي. كان لدى ماساشوستس متطلبات منخفضة بشكل خاص لأهلية التصويت وتمثيل ريفي قوي في مجلسها من ميثاقها لعام 1691 ؛ وبالتالي، كان لديها أيضاً فصيل قوي شعبوي يمثل الطبقات الأدنى في المقاطعة.
صعودا وهبوطًا في المستعمرات، كانت المجموعات العرقية غير الإنجليزية تحتوي على مجموعات من المستوطنات. أكثرهم كانوا الأيرلنديين الاسكتلنديين والألمان. ونجحوا في دمج كل مجموعة في الثقافة الإنجليزية والبروتستانتية والتجارية والسياسية المهيمنة، وإن كان ذلك مع اختلافات محلية. كانوا يميلون إلى التصويت في الكتل، ويتفاوض السياسيون مع قادة المجموعات للتصويت. احتفظوا بشكل عام بلغاتهم التاريخية وتقاليدهم الثقافية، حتى عندما اندمجوا في الثقافة الأمريكية النامية.
وكانت العوامل الإثنية - الثقافية أكثر وضوحا في ولاية بنسلفانيا. خلال 1756-1776، كان الكويكرز أكبر فصيل في المجلس التشريعي، لكنهم فقدوا هيمنتهم على الفصيلة المشيخية المتنامية على أساس الأصوات الإسكوتلندية-الإيرلندية، بدعم من الألمان.

### حالات طبية
كانت معدلات الوفيات مرتفعة للغاية بالنسبة للوافدين الجدد، وكانت عالية بالنسبة للأطفال في الحقبة الاستعمارية. كانت الملاريا مميتة للعديد من الوافدين الجدد في المستعمرات الجنوبية. فمثلًا كان من بين الشبان الأشدّاء القادمين حديثًا، يُتوفّى أكثر من ربع المبشرين الإنكليكانيين في غضون خمس سنوات من وصولهم إلى كاروليناس.
كما كانت الوفيات كثيرة بين الرضع والأطفال، لا سيما من الخُناق والحمى الصفراء والملاريا. لجأ معظم المرضى إلى المعالجين المحليين واستعملوا الطبي الشعبي. واعتمد آخرون على الكهنة الأطباء، والحلاقين الجرّاحين، والصيادلة، والقابلات، والقساوسة. وذهب قليل منهم إلى أطباء المستعمرة الذين تعلّموا الطب في بريطانيا أو تدرّبوا عليه في المستعمرات. كان هناك القليل من السيطرة الحكومية، أو تنظيم الرعاية الطبية، أو الاهتمام بالصحة العامة. قدم الأطباء المستعمرون الطب الحديث إلى المدن في القرن الثامن عشر، بعد النماذج في إنجلترا واسكتلندا، وحققوا بعض التقدم في التطعيم، وعلم الأمراض، وعلم التشريح، والصيدلة.

### الدين

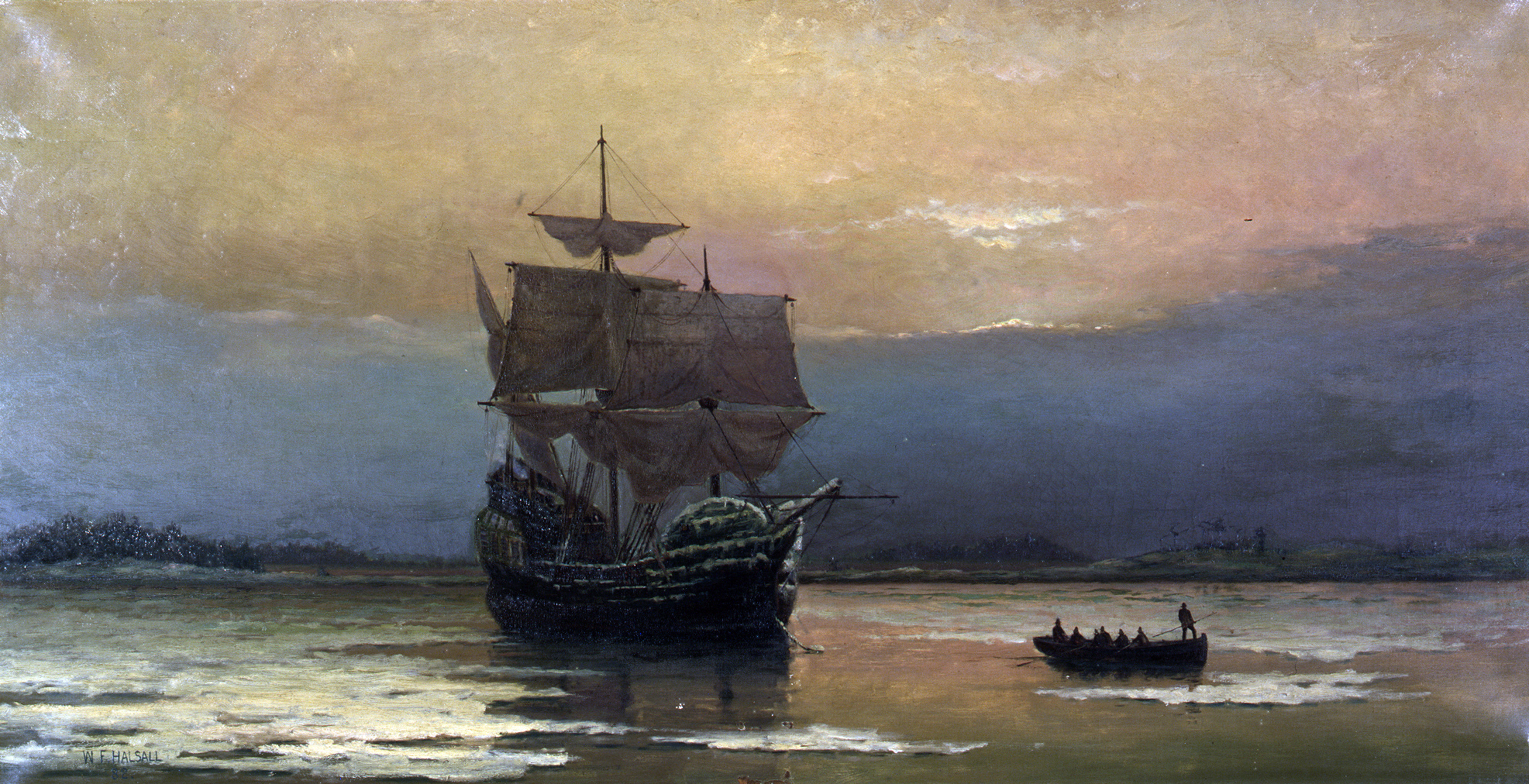
السفينة مايفلاور

بدأ التاريخ الديني للولايات المتحدة بأول مستوطنين حجاج جاءوا عبر الماي فلاور في عام 1620. وحفز إيمانهم البيوريتاني بسبب تحركهم من أوروبا. وأقام الأسبان شبكة من البعثات الكاثوليكية في كاليفورنيا، لكنهم جميعهم أغلقوا عقودًا قبل 1848 عندما أصبحت كاليفورنيا جزءًا من الولايات المتحدة. وهناك عدد قليل من الكنائس والمؤسسات الكاثوليكية الفرنسية الهامة في نيو أورلينز.
جاء معظم المستوطنين من الخلفيات البروتستانتية في إنجلترا وأوروبا الغربية، مع نسبة صغيرة من الكاثوليك (بشكل رئيسي في ولاية ماريلاند) وعدد قليل من اليهود في مدن الميناء. أحضر الإنجليزية والألمان بطوائف بروتستانتية متعددة. كان لدى العديد من المستعمرات كنيسة «راسخة»، مما يعني أن أموال الضرائب المحلية ذهبت إلى الفئة القائمة. أصبحت حرية الدين مبدأًا أمريكيًا أساسيًا، وظهرت العديد من الحركات الجديدة، التي أصبح العديد منها طوائف راسخة في حد ذاتها.
تأسست كنيسة إنجلترا (الأنجليكانية) رسمياً في خمس مستعمرات جنوبية، مما يعني أن الضرائب المحلية تدفع رواتب رجال الدين. كانت للرعية مسؤوليات مدنية مثل سوء المسكن. وكان النبلاء المحليون يسيطرون على الميزانية وذلك بدلا من رجال الدين. لم يقم ولي العهد بتعيين أسقف في المستعمرات الأمريكية بسبب مقاومة الكنائس الأخرى. كان الأنجليكان في أمريكا تحت سلطة أسقف لندن. أرسل المبشرين من إنجلترا ورسم رجالا من المستعمرات ليخدموا هناك في الأبرشيات.
يناقش المؤرخون مدى تأثير المسيحية في عصر الثورة الأمريكية. كان العديد من الآباء المؤسسين نشيطين في كنيسة محلية. كان لبعضهم مشاعر ديست، مثل جيفرسون وفرانكلين وواشنطن.
الكاثوليك كانوا قلة خارج ماريلاند. ومع ذلك، فقد لعبوا دور باتريوت خلال الثورة. أيد زعماء مثل جورج واشنطن بقوة التسامح بالنسبة لهم وبالفعل لجميع الطوائف.

#### الصحوة الكبيرة

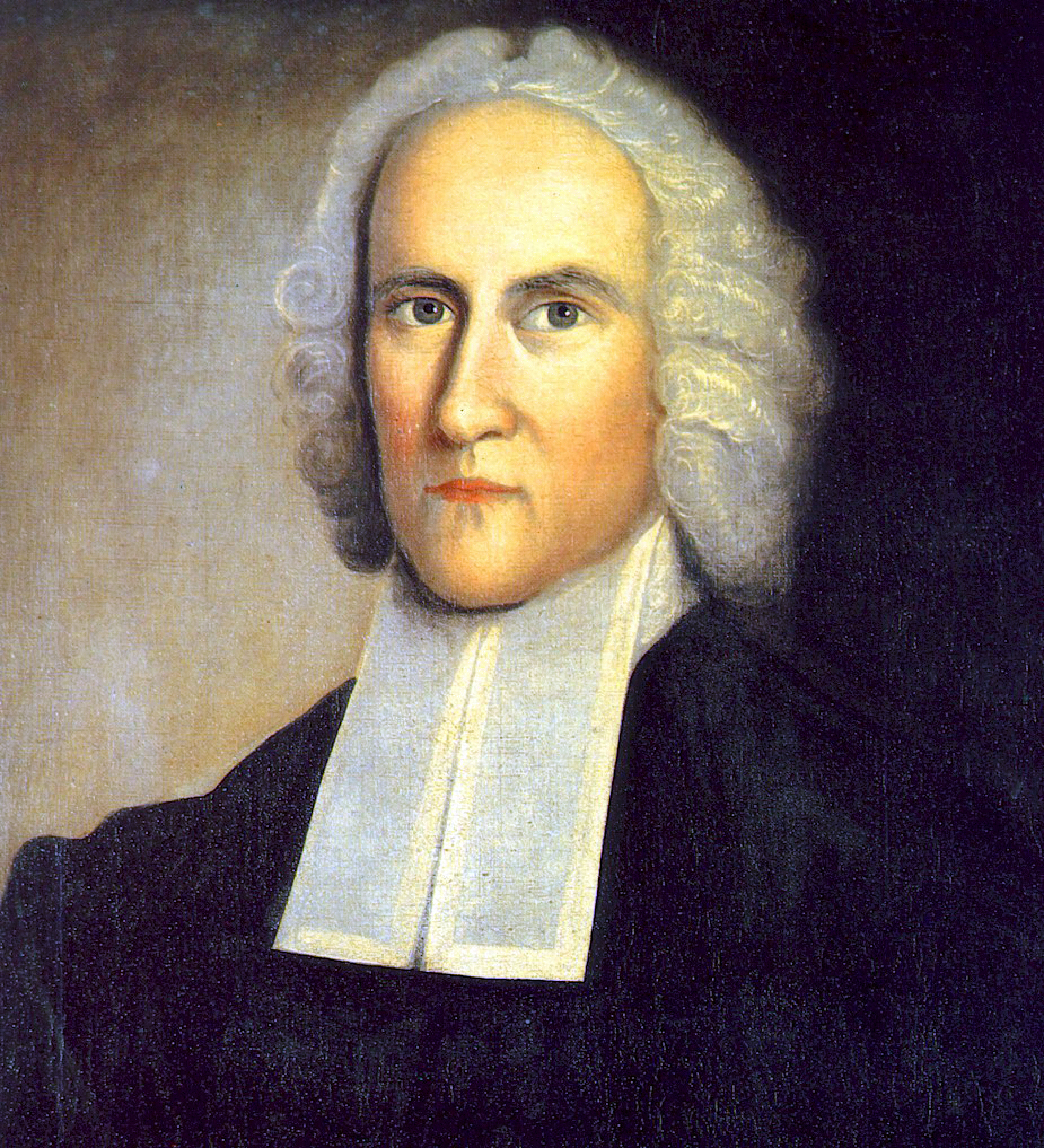
جوناثان إدوارد صاحب فكرة الصحوة الكبرى

أول صحوة كبيرة وأول إحياء ديني كبير في البلاد، والذي حدث في منتصف القرن الثامن عشر وحقن قوة جديدة في الإيمان المسيحي، كانت موجة من الحماسة الدينية بين البروتستانت اجتاحت المستعمرات في ثلاثينيات وخمسينيات القرن التاسع عشر، مما ترك أثراً دائماً على الدين الأميركي. كان جوناثان إدواردز قائداً رئيسياً ومفكراً قوياً في أمريكا الاستعمارية. وجاء جورج وايتفيلد من إنجلترا وجعل العديد يدخلون الدين المسيحي تحت إطار الحماسة الدينية.
وشددت الصحوة الكبرى على الفضيلة الإصلاحية التقليدية للوعظ الإلهي، والليتورجيا البدائية، والوعي العميق بالخطيئة الشخصية والفداء من قبل المسيح يسوع مدفوعًا بالوعظ القوي الذي أثر بشكل عميق على المستمعين. بعد الابتعاد عن الطقوس والاحتفال جعلت الصحوة الكبرى الدين شخصية للشخص العادي.
كان للصحوات أثر كبير في إعادة تشكيل تجمعي، المشيخي، الهولندية الإصلاحية، والطوائف البروتستانتية الألمانية، وتعزيز صغير المعمدانية والميثودية الطوائف. جلبت المسيحية إلى العبيد وكانت حدثًا قويًا في نيو إنغلاند التي تحدت السلطة القائمة. لقد حرضت على الحقد والانقسام بين الإحياءين الجدد والتقليديين القدماء الذين أصروا على الطقوس والليتورجيا. كان للصحوة تأثير طفيف على الأنجليكان والكويكرز.
ركزت الصحوة الكبرى الأولى على الأشخاص الذين كانوا بالفعل أعضاء في الكنيسة، على عكس الصحوة الكبرى الثانية التي بدأت في حوالي عام 1800 ووصلت إلى غير المقتبس. غيرت طقوسهم، وتقواهم، ووعيهم الذاتي. نفخ الأسلوب الجديد من الخطب والطريقة التي يمارَس بها في عقيدة الناس روحًا جديدةً في الدين في أمريكا. أصبح الناس متحمسين وعاطفيين في دينهم بدلا من الاستماع السلبي للخطاب الفكري بطريقة منفصلة. كان الوزراء الذين استخدموا هذا النمط الجديد من الوعظ يطلق عليهم عموماً «أضواء جديدة»، بينما كان يطلق على الوعاظ التقليديين «الأضواء القديمة».
بدأ الناس دراسة الإنجيل في المنزل مما أزال المركزية بشكل فاعل عن طرق إعلام العامة بالأساليب الدينية التقليدية وهو ما كان متوافقًا مع النزعات الفردانية المتواجدة في أوروبا خلال الإصلاح البروتستانتي.

### أدوار المرأة

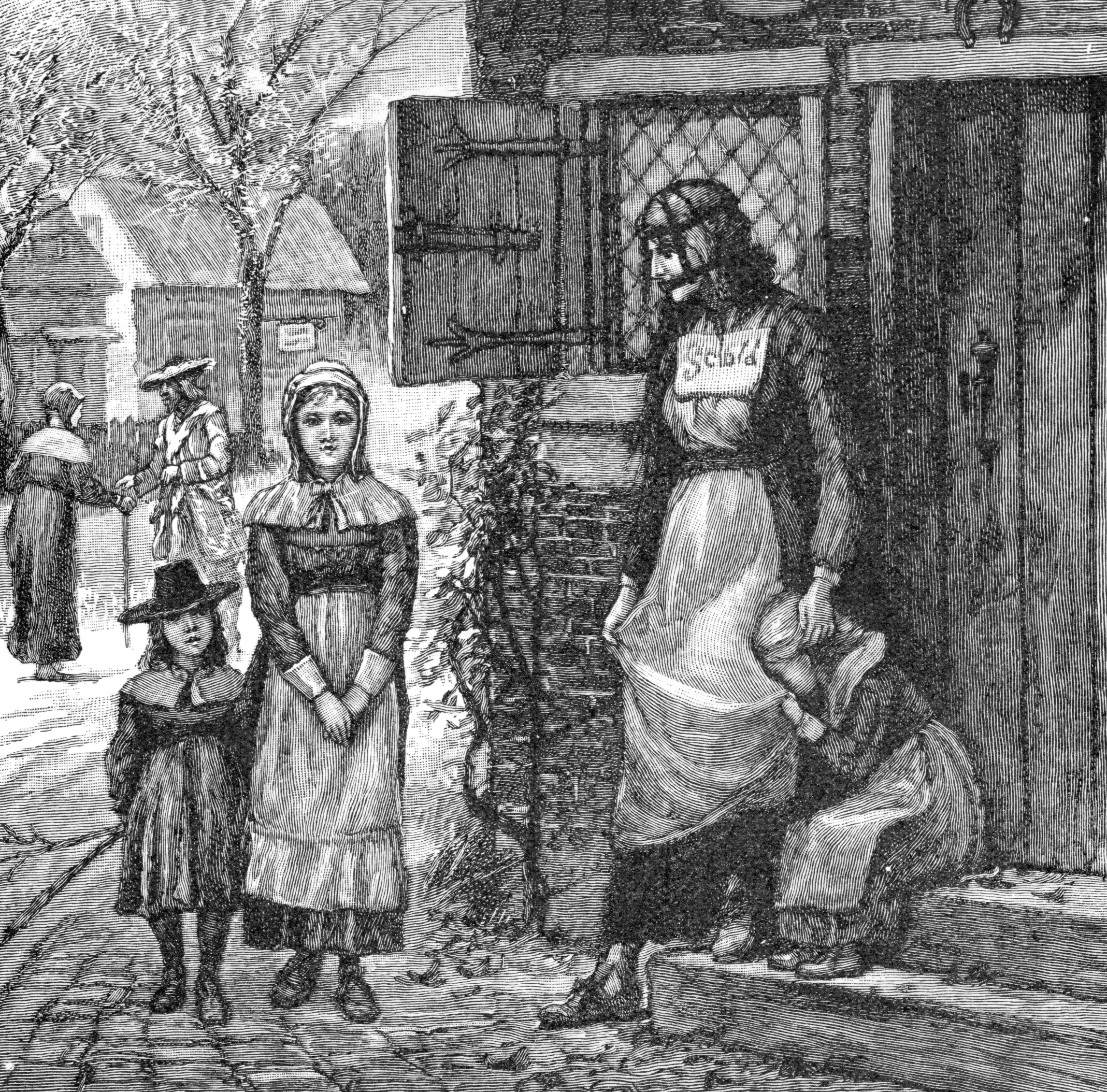
المرأة في فترة استعمار أميركا

اختلفت تجارب النساء بشكل كبير من مستعمرة إلى مستعمرة خلال الحقبة الاستعمارية. في نيو إنغلاند، جلب المستوطنون البيوريتانيون قيمهم الدينية القوية معهم إلى العالم الجديد، الذي أملا أن تكون المرأة خاضعة لزوجها وتكرس نفسها لتربية الأطفال خوفا من الله إلى أقصى حد من قدرتها.
كانت هناك اختلافات عرقية في معاملة النساء. بين المستوطنين البيوريتانيين في نيو انغلاند، لم تعمل الزوجات تقريبا في الحقول مع أزواجهن. في المجتمعات الألمانية في ولاية بنسلفانيا، ومع ذلك، عملت العديد من النساء في الحقول والإسطبلات. المهاجرون الألمان والهولنديون يمنحون النساء سيطرة أكبر على الممتلكات، وهو أمر غير مسموح به في القانون الإنجليزي المحلي. وعلى عكس زوجات المستعمرات الإنجليزيات، كانت الزوجات الألمانيات والهولنات يمتلكن ملابسهن الخاصة وغيرها من الأشياء، كما عملوا على إعطاؤهن الحق بالقدرة على كتابة الوصية التصرف في الممتلكات التي أدخلت في الزواج.
بحلول منتصف القرن الثامن عشر، أصبحت قيم التنوير الأمريكية ثابتة وأضعفت وجهة النظر القائلة إن الأزواج هم «حكام» طبيعيون على زوجاتهم. كان هناك شعور جديد بالزواج المشترك. من الناحية القانونية، سيطر الأزواج على ملكية الزوجات عند الزواج. كان الطلاق شبه مستحيل حتى أواخر القرن الثامن عشر.

### العبودية
| الفترة الزمنية | العدد   |
| -------------- | ------- |
| 1620-1700      | 21000   |
| 1701-1760      | 189000  |
| 1761-1770      | 63000   |
| 1771-1790      | 56000   |
| 1791-1800      | 79000   |
| 1801–1810      | 124,000 |
| 1810-1865      | 51000   |
| المجموع        | 597,000 |

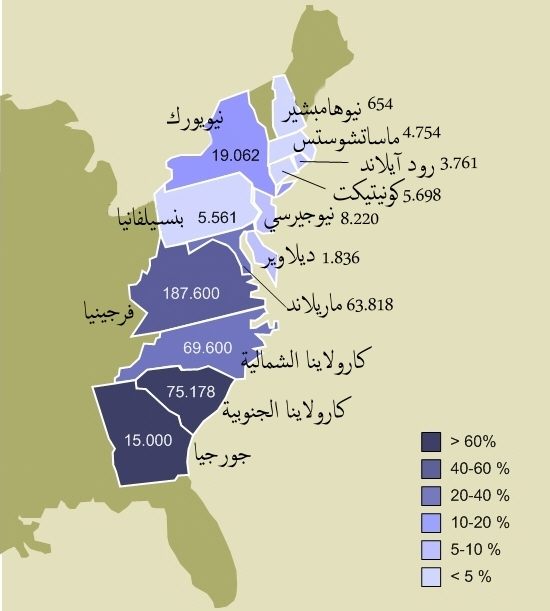
السكان المستعبدين في المستعمرات الثلاثة عشر في 1770.

جَرَى نقل حوالي 600000 من العبيد إلى أمريكا، و 5% من 12 مليون عبيد قاموا بأخذهم من أفريقيا. ذهبت الغالبية العظمى إلى مستعمرات زراعة قصب السكر في منطقة الكاريبي وإلى البرازيل، حيث كان العمر المتوقع قصيرًا وكان من الضروري أن يتم تجديد الأعداد باستمرار. كان متوسط العمر المتوقع أكبر بكثير في المستعمرات الأمريكية بسبب الغذاء الأفضل، وأقل الأمراض، وأعباء العمل الأخف وزنا، والرعاية الطبية الأفضل، لذلك نما عدد السكان بسرعة، ووصل إلى 4 ملايين في تعداد 1860. من عام 1770 حتى عام 1860، كان معدل المواليد الأمريكيين أكبر بكثير من عدد سكان أي دولة في أوروبا، وكان أسرع مرتين تقريبًا من معدل إنجلترا.

### بريطانيا الجديدة
في نيو إنغلاند، أنشأ البيوريتانيون مجتمعات ذاتية الحكم من التجمعات الدينية للمزارعين (أو اليومين) وعائلاتهم. أعطى سياسيون رفيعو المستوى قطع من الأرض للمستوطنين (أو مالكيهم) الذين قسموا الأرض فيما بينهم. وأعطيت أجزاء كبيرة عادة إلى الرجال ذوي المكانة الاجتماعية الأعلى، لكن كل رجل لم يكن مرتبطاً أو مرتبطا جنائياً لديه ما يكفي من الأرض لدعم الأسرة. كان لكل مواطن ذكر صوت في اجتماع البلدة. واجتذب اجتماع المدينة الضرائب، وشق الطرق، والمسؤولين المنتخبين الذين أداروا شؤون المدينة. المدن لم يكن لديها محاكم. كانت تلك مهمة للمقاطعة، التي تم تعيين مسؤوليها من قبل حكومة الولاية.
كنيسة التجمعية التي أسسها المتشددون لم ينضم إليها جميع سكان نيو إنغلاند بشكل تلقائي بسبب المعتقدات البيوريتانية التي ذكرها الله عن أشخاص محددين للخلاص. بدلا من ذلك، كانت العضوية تقتصر على أولئك الذين استطاعوا «اختبار» مقنعين أمام أعضاء الكنيسة بأنهم قد أنقذوا. كانت تعرف باسم «المنتخب» أو «القديسين».

#### المزرعة والحياة الأسرية
غالبية سكان نيو إنغلاند كانوا مزارعين صغار. ويكون هناك رجل لديه السلطة الكاملة على الممتلكات داخل هذه الأسر الزراعية الصغيرة.
كان دور الزوجات هو تربية ورعاية أطفال أصحاء ودعم أزواجهن. معظم النساء نفذن هذه الواجبات. خلال القرن الثامن عشر، كان الأزواج عادة يتزوجون في الفئة العمرية ما بين 20 و24 عامًا، وكان من 6 إلى 8 أطفال نموذجًا للعائلة، وكان ثلاثة منهم في المتوسط على قيد الحياة حتى بلوغهم سن الرشد. وقدمت نساء المزارع معظم المواد التي تحتاجها بقية الأسرة عن طريق غزل الخيوط من الصوف وحياكة الكنزات والجوارب، وصنع الشموع والصابون من الرماد، وتزويد اللبن بالزبدة.

النمو الاقتصادي على المدى الطويل

حاول معظم الآباء في نيو إنغلاند مساعدة أبنائهم في إنشاء مزارع خاصة بهم. عندما تزوج الأبناء، أعطاهم الآباء هدايا من الأرض أو الماشية أو المعدات الزراعية ؛ تلقى البنات السلع المنزلية أو حيوانات المزرعة أو النقود. الزيجات المدبرة كانت غير عادية للغاية ؛ عادة، يختار الأطفال زوجاتهم الخاصة من داخل دائرة من المعارف المناسبة الذين يشتركون في عرقهم ودينهم ومكانتهم الاجتماعية. احتفظ الآباء بحق النقض على زواج أبنائهم.
تعيش العائلات الزراعية الجديدة في نيو إنغلاند بشكل عام في بيوت خشبية بسبب وفرة الأشجار. كانت مزرعة نيو إنجلاند النموذجية عبارة عن طابق طويل ونصف القصص ولها إطار قوي (عادة ما يكون مصنوعًا من الخشب المربع الكبير) الذي كان مغطى بالألواح الخشبية. تقف مدخنة كبيرة في وسط المنزل الذي يوفر مرافق الطهي والدفء خلال فصل الشتاء. جانب واحد من الطابق الأرضي يحتوي على قاعة، غرفة للأغراض العامة حيث عملت العائلة وتناولت وجبات الطعام. بالقرب من القاعة كان الصالون، غرفة تستخدم للترفيه عن الضيوف التي تحتوي على أفضل المفروشات العائلية وسرير الوالدين. ينام الأطفال في الدور العلوي أعلاه، في حين أن المطبخ كان إما جزءًا من القاعة أو كان يقع في سقيفة على طول الجزء الخلفي من المنزل. كانت العائلات المستعمرة كبيرة، وكان لهذه المساكن الصغيرة الكثير من النشاط وكان هناك القليل من الخصوصية.
وبحلول منتصف القرن الثامن عشر، كان عدد سكان نيو إنغلاند قد ارتفع بشكل كبير، حيث انتقل من حوالي 100.000 شخص في 1700 إلى 250.000 في 1725 و375.000 في 1750 بفضل ارتفاع معدلات المواليد وارتفاع متوسط العمر المتوقع نسبيا. (كان بإمكان صبي يبلغ من العمر 15 عامًا في 1700 أن يتوقع أن يعيش إلى حوالي 63. استمر المستعمرون في ماساتشوستس وكونكتيكت ورود آيلاند في تقسيم أراضيهم بين المزارعين ؛ أصبحت المزارع أصغر من أن تدعم العائلات المنفردة، وهذا يهدد نموذج نيو إنغلاند لمجتمع من المزارعين المستقلين.
حصل بعض المزارعين على منح الأراضي لإنشاء مزارع في الأراضي غير المطورة في ولاية ماساشوستس وكونيتيكت أو اشتروا قطعًا من الأرض من المضاربين في نيو هامبشاير وما أصبح فيما بعد فيرمونت. أصبح المزارعون الآخرون مبتكرين زراعيين. قاموا بزرع العشب الإنجليزي المغذي مثل البرسيم الأحمر والعشب تيموثي، الذي قدم المزيد من الأعلاف للماشية، والبطاطا، والتي قدمت معدل إنتاج مرتفع كان ميزة للمزارع الصغيرة. زادت الأسر من إنتاجيتها من خلال تبادل السلع والعمل مع بعضها البعض. لقد أعاروا الماشية والمراعي لبعضهم البعض وعملوا معاً لتدوير خيوط الغزل وحياكة الخيط ولصق الذرة. كانت الهجرة، والابتكار الزراعي، والتعاون الاقتصادي من التدابير الإبداعية التي حافظت على مجتمع الميراث في نيو إنغلاند حتى القرن التاسع عشر.

#### حياة المدينة

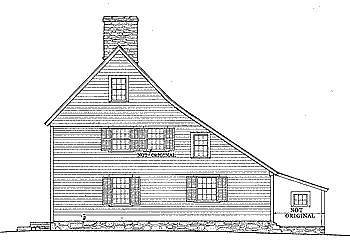
نشأت بيوت نمط سالتكس في نيو إنجلاند بعد عام 1650

وبحلول منتصف القرن الثامن عشر في نيو إنغلاند، كان بناء السفن عنصرًا أساسيًا، خاصةً وأن البرية في أمريكا الشمالية قد عرضت ما لا نهاية له من الأخشاب. (على سبيل المقارنة، كانت الغابات الأوروبية مستنفدة، وكان لا بد من شراء معظم الأخشاب من الدول الاسكندنافية. كان التاج البريطاني غالباً ما يتحول إلى السفن الأمريكية الرخيصة الثمن التي شيدت بقوة. كان هناك حوض بناء السفن عند مصب كل نهر تقريباً في نيو إنغلاند.
بحلول عام 1750، قدمت مجموعة متنوعة من الحرفيين، وأصحاب المتاجر، والتجار الخدمات إلى السكان الزراعيين المتناميين. وأقام الحدادين وعربات العجلات وصانعي الأثاث متاجر في القرى الريفية. هناك قاموا ببناء وإصلاح السلع التي تحتاجها عائلات المزارع. وتَكَمَّلَ
```
بإنشاء المتاجر من قبل تجار يبيعون المصنوعات الإنجليزية مثل القماش وأواني الحديد ونافذة الزجاج، وكذلك منتجات 
غرب الهند
 مثل السكر 
ودبس السكر
. وباع أصحاب المتاجر في هذه المتاجر بضائعهم المستوردة مقابل المحاصيل والمنتجات المحلية الأخرى، بما في ذلك ألواح السقف، 
والبوتاس
، وأسطوانات 
البراميل
. وقاموا بشحن هذه السلع المحلية إلى البلدات والمدن على طول ساحل المحيط الأطلسي. ويقوم الرجال 
المغامرون
 بإعداد 
الاسطبلات
 والحانات على طول طرق العربات لخدمة نظام النقل هذا.
```

وجرى تسليم هذه المنتجات إلى مدن الميناء مثل بوسطن وسالم في ماساتشوستس ونيو هافن في كونيتيكت ونيوبورت وبروفيدنس في رود آيلاند. ثم قام التجار بتصديرها إلى جزر الهند الغربية، حيث قاموا بتداولها لشراء دبس السكر والسكر والقطع الذهبية والكمبيالات (زلات الائتمان). وحملوا منتجات غرب الهند إلى مصانع نيو إنجلاند، حيث قاموا بتحويل السكر الخام إلى سكر حبيبي ودبس السكر المقطر إلى الروم. وجرى إرسال قسائم الذهب والائتمان إلى إنجلترا حيث قاموا بعمليات تبادلها مع المصنوعات التي قاموا بدورهم بشحنها مرة أخرى إلى المستعمرات وبيعها مع السكر وروم للمزارعين.
واستفاد تجار نيو انغلاند الآخرين من مناطق الصيد الغنية على طول ساحل المحيط الأطلسي، وقاموا بتمويل أسطول صيد كبير، ونقلوا صيده من سمك الماكريل وسمك القد إلى جزر الهند الغربية وأوروبا. بعض التجار استغلوا كميات هائلة من الأخشاب على طول السواحل والأنهار في شمال نيو إنغلاند. قاموا بتمويل المنشرة التي زودت الأخشاب الرخيصة للمنازل وبناء السفن. قامت المئات من السفن البحرية في نيو إنغلاند ببناء سفن للمحيطات، باعتها للتجار البريطانيين والأمريكيين.
وأصبح العديد من التجار أثرياء للغاية من خلال توفير سلعهم للزراعة، وانتهى به المطاف على السيطرة على مجتمع المدن الساحلية. وخلافا لبيوت المزارع جليلة، عاش هؤلاء التجار في أنيقة 2   02/01 المنازل -القصة التي كانت مصممة على الطراز الجورجي الجديد، وتقليد أسلوب حياة الطبقة العليا من إنجلترا. كان لهذه المنازل الجورجية واجهة متماثلة بأعداد متساوية من النوافذ على جانبي الباب المركزي. يتألف التصميم الداخلي من ممر أسفل وسط المنزل مع غرف متخصصة من الجانبين، مثل المكتبة وغرفة الطعام والصالون الرسمي وغرفة النوم الرئيسية. على عكس المساحة متعددة الأغراض لمنازل الضابط البحري، وخدم كل من هذه الغرف لغرض منفصل. تحتوي هذه المنازل على غرف نوم في الطابق الثاني وتعمل على توفير الخصوصية للآباء والأمهات والأطفال.

#### الثقافة والتعليم
كان التعليم في المقام الأول مسؤولية الأسر، ولكن العديد من الجماعات الدينية أنشأت مدارس ابتدائية مدعومة من الضرائب، وخاصة المتشددون في نيو إنغلاند، حتى يتمكن أطفالهم من قراءة الكتاب المقدس. وضعت جميع الطوائف الدينية تقريبا مدارسها وكلياتها الخاصة لتدريب الوزراء. كل مدينة ومعظم المدن لديها أكاديميات خاصة لأطفال العائلات الغنية.

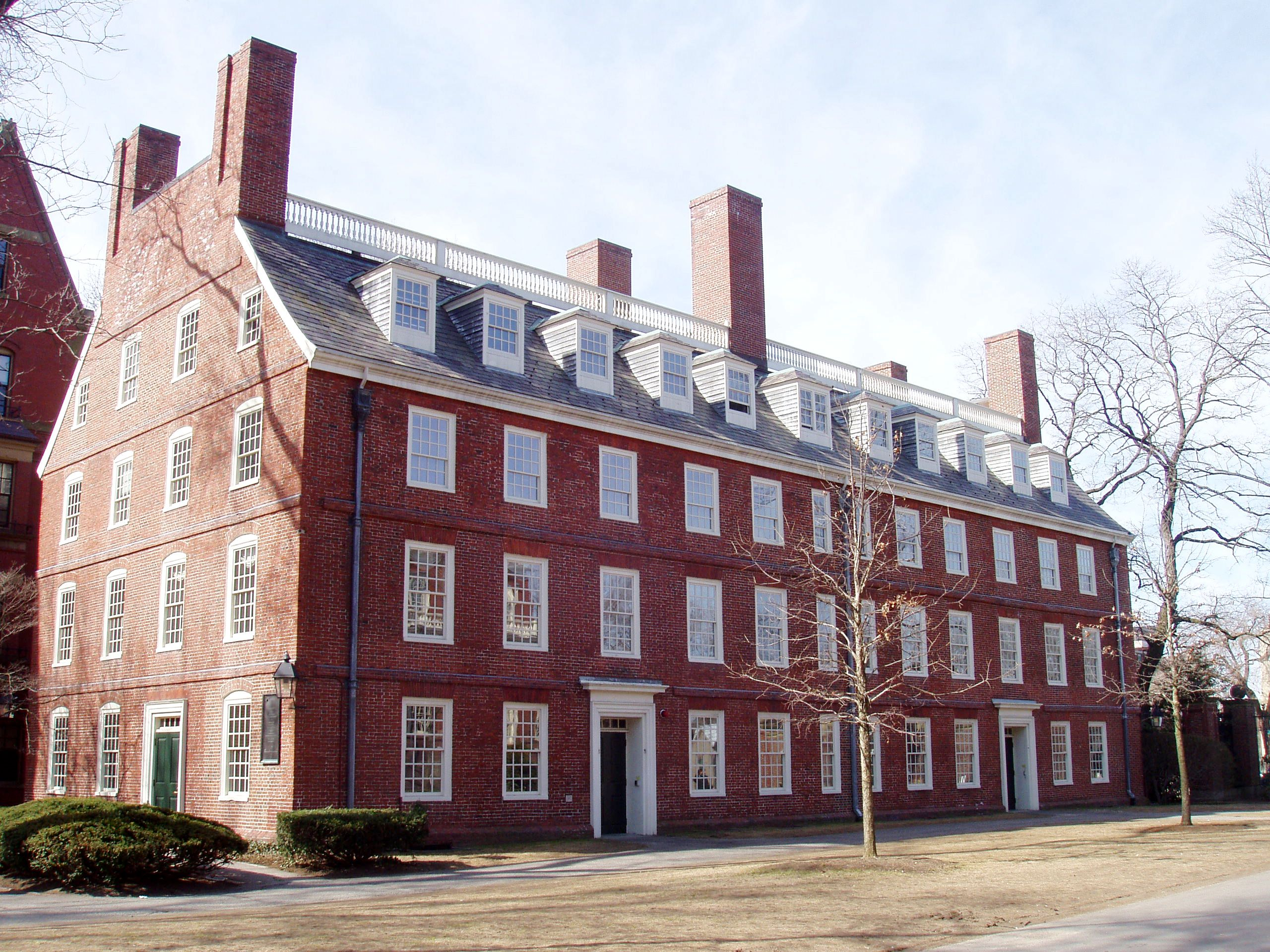
قاعة ماساتشوستس ، جامعة هارفارد ، كامبريدج ، ماساتشوستس ، الولايات المتحدة الأمريكية

كانت العلوم العملية ذات أهمية كبيرة للأمريكيين المستعمرين، الذين انخرطوا في عملية ترويض وتسوية دولة الحدود البرية. كان التيار الرئيسي للنشاط الفكري في المستعمرات يتعلق بالتطورات التكنولوجية والهندسية بدلاً من مواضيع أكثر تجريداً مثل السياسة أو الميتافيزيقيا. وجرت عملية متابعة النشاط العملي وسَيْرِهِ العلمي الأمريكي من قبل أشخاص مثل:
- ديفيد ريتينهاوس، الذي أنشأ أول قبة سماوية في نصف الكرة الغربي
- ملازم نيويورك كادوالادر كولدين[الإنجليزية] ، عالم النبات وعلم الإنسان
- د. بنجامين راش، طبيب، مصلح اجتماعي، وعضو في الجمعية الفلسفية الأمريكية
- بنيامين فرانكلين، مؤسس المجتمع الفلسفي الأمريكي السابق الذي ساهم باكتشافات مهمة في الفيزياء مثل الكهرباء، لكنه كان أكثر نجاحًا في اختراعاته العملية، مثل المواقد والصواعق.

ولم تكن الفنون في أمريكا الاستعمارية ناجحة كالعلوم. كان الأدب بالمعنى الأوروبي غير موجود تقريبًا، وكانت التواريخ أكثر جديرة بالاهتمام. وشملت هذه التاريخ وولاية فرجينيا الحالية (1705) روبرت بيفرلي وتاريخ خط التقسيم (1728-29) بقلم ويليام بيرد، والتي لم تنشر إلا بعد مرور قرن. بدلا من ذلك، كانت الصحيفة هي الشكل الرئيسي لمواد القراءة في المستعمرات. كانت الطباعة باهظة الثمن، وركزت معظم المنشورات على مسائل عملية بحتة، مثل الأخبار الرئيسية والإعلانات والإعلانات التجارية. كانت الأناشيد شائعة جدا، أيضًا، فلم رواية ريتشارد في بنجامين فرانكلين هو الأكثر شهرة. ظهرت المجلات الأدبية في منتصف القرن، ولكن قلة منها كانت مربحة، ومعظمها خرج من العمل بعد بضع سنوات فقط. لم تقترب المطبوعات الأمريكية من النوعية الفكرية للكتاب الأوروبيين، لكنها كانت أكثر انتشارًا وحققت جمهورًا أكبر من أي شيء أنتجه فولتير أو لوك أو روسو.
كتب نيو إنغلاندرز المجلات والنشرات والكتب، وخاصة الخطب - أكثر من كل المستعمرات الأخرى مجتمعة. أصدر وزير بوسطن كوتون ماثر  (بالإنجليزية: Magnalia Christi Americana) (الأعمال الكبرى للمسيح في أمريكا، 1702)، بينما كتب الصحفي جوناثان إدواردز عمله الفلسفي «تحريضي دقيق ومتشدد»... مفاهيم... حرية الإرادة... (1754). معظم الموسيقى كان لها موضوع ديني، كذلك، وكان أساسا الغناء المزامير. بسبب المعتقدات الدينية العميقة في نيو إنغلاند، وجرى حظر الأعمال الفنية التي كانت غير دينية بشكل كاف أو «دنيوي» أكثر من اللازم، وخاصة المسرح. كان عالم اللاهوت والفيلسوف البارز في الحقبة الاستعمارية هو جوناثان إدواردز من ماساتشوستس، وهو مترجم للكالفينية وزعيم أول صحوة عظيمة.
كان الفن والدراما أكثر نجاحًا إلى حد ما من الأدب. بنيامين وست كان رسامًا جديرًا بالملاحظة من الموضوعات التاريخية، وظهر اثنان من رسامي التصوير من الدرجة الأولى في جون كوبلي وجيلبرت ستيوارت، لكن جميع الرجال الثلاثة أمضوا معظم حياتهم في لندن. كان المسرح أكثر تطوراً في المستعمرات الجنوبية، ولا سيما ساوث كارولينا، ولكن لم تصل أي مرحلة إلى مستوى أوروبا. عارض المتشددون في نيو إنغلاند وكويكرز في بنسلفانيا الأداء المسرحي بأنه عمل غير أخلاقي وفجار.
كان التعليم الابتدائي على نطاق واسع في نيو انغلاند. اعتقد المستوطنون البيوريتونيون الأوائل أنه من الضروري دراسة الكتاب المقدس، لذلك عملوا على تعليم الأطفال القراءة في سن مبكرة. كان مطلوبًا أيضًا أن تدفع كل مدينة لمدرسة ابتدائية. حوالي 10% من الطلاب يتمتعون بالمدارس الثانوية والمدارس النحوية الممولة في المدن الكبرى. تعلم معظم الأولاد مهارات من آبائهم في المزرعة أو كمتدربين للحرفيين. وقد التحق عدد قليل من الفتيات بمدارس رسمية، لكن معظمهن كن قادرات على الحصول على بعض التعليم في المنزل أو في ما يسمى «مدارس سيدة» حيث كانت النساء يتعلمن مهارات القراءة والكتابة الأساسية في منازلهن. بحلول عام 1750، كان ما يقرب من 90% من نساء نيو إنغلاند ومعظم الرجال تقريباً يقرؤون ويكتبون.
أسس المتشددون كلية هارفارد في عام 1636 وكلية ييل في عام 1701. وفي وقت لاحق، أسس المعمدانيون كلية رود آيلاند (جامعة براون الآن) في عام 1764 وأنشأ الأبرشيون كلية دارتموث في عام 1769. فرجينيا أسس كلية وليام وماري في 1693 ؛ كان الانجليكان في المقام الأول. وقاموا بتصميم الكليات للوزراء أو المحامين أو الأطباء الطموحين. لم تكن هناك أقسام أو تخصصات، حيث كان كل طالب يشترك في نفس المناهج الدراسية، والتي ركزت على اللاتينية واليونانية، والرياضيات، والتاريخ، والفلسفة، والمنطق، والأخلاق، والخطابة، والخطابة، وقليل من العلوم الأساسية. لم تكن هناك رياضات أو أخوية وعدد قليل من الأنشطة خارج المنهج الدراسي باستثناء الجمعيات الأدبية. لم تكن هناك معاهد منفصلة، أو كليات الحقوق، أو مدارس اللاهوت. تأسست أول كليات الطب في أواخر الحقبة الاستعمارية في فيلادلفيا ونيويورك.

#### الدين
بعض المهاجرين الذين جاءوا إلى أمريكا الاستعمارية كانوا يبحثون عن الحرية الدينية. لم تجعل لندن كنيسة إنجلترا الرسمية في المستعمرات - لم ترسل أسقفًا - لذلك أصبحت الممارسة الدينية متنوعة.
كانت الصحوة الكبرى حركة إحياء دينية رئيسية حدثت في معظم المستعمرات في ثلاثينيات وخمسينيات القرن التاسع عشر. بدأت الحركة مع جوناثان إدواردز، وهو واعظ ماساشوستس، الذي سعى إلى العودة إلى جذور الكلدفين الحجاج وإحياء «خوف الله». واصل الواعظ الإنجليزي جورج وايتفيلد وغيره من الدعاة المتجولين الحركة، وسافر في جميع أنحاء المستعمرات والوعظ بأسلوب درامي وعاطفي. وصف أتباع إدواردز وغيرهم من الدعاة أنفسهم بـ «الأضواء الجديدة»، على النقيض من «الأضواء القديمة» الذين لم يوافقوا على حركتهم. لتعزيز وجهات نظرهم، أنشأ الجانبين الأكاديميات والكليات، بما في ذلك كلية برينستون وليامز. لقد أطلق على الصحوة الكبرى اسم أول حدث أمريكي حقيقي.
حدثت حركة إحياء مماثلة بين بعض المستوطنين الألمان والهولنديين، مما أدى إلى المزيد من الانقسامات. بحلول السبعينات من القرن السابع عشر، كان المعمدانيون ينمون بسرعة في الشمال (حيث أسسوا جامعة براون) وفي الجنوب (حيث تحدوا السلطة الأخلاقية التي لم تكن موضع شك من قبل المؤسسة الأنغليكانية).

### وادي ديلاوير ومنطقة الأطلسي الوسطى
وعلى عكس نيو إنغلاند، اكتسبت منطقة وسط الأطلنطي الكثير من سكانها من الهجرة الجديدة، وبحلول عام 1750، بلغ عدد سكان نيويورك ونيوجيرسي وبنسلفانيا مجتمعة حوالي 300000 شخص. بحلول عام 1750، جاء حوالي 60000 أيرلندي و50.000 ألماني ليعيشوا في أمريكا الشمالية البريطانية، واستقر العديد منهم في منطقة الأطلسي الأوسط. أسس ويليام بن مستعمرة بنسلفانيا في عام 1682، واجتذب تدفقا من الكويكرز البريطانيين بسياساته الخاصة بالحرية الدينية والتملك الحر. (يعني «التملك الحر» امتلاك الأراضي الحرة والواضحة، مع الحق في إعادة بيعها لأي شخص. كان أول تدفق كبير للمستوطنين سكوت أيرلندي الذي توجه إلى الحدود. جاء العديد من الألمان للهروب من الصراعات الدينية وتراجع الفرص الاقتصادية في ألمانيا وسويسرا.
هاجر الآلاف من المزارعين الألمان الفقراء، لا سيما من منطقة بالاتين في ألمانيا، إلى المناطق الشمالية بعد 1700. احتفظوا بأنفسهم، وتزوجوا بأنفسهم، وتحدثوا بالألمانية، وحضروا الكنائس اللوثرية، واحتفظوا بعاداتهم وأطعمة هم الخاصة. أكدوا على ملكية المزرعة. البعض أتقن اللغة الإنجليزية ليصبح ملما بالفرص القانونية والتجارية المحلية. تجاهلوا الهنود والعب العبودية (على الرغم من أن قلة منهم كانت غنية بما يكفي لامتلاك العبد).

#### طرق الحياة

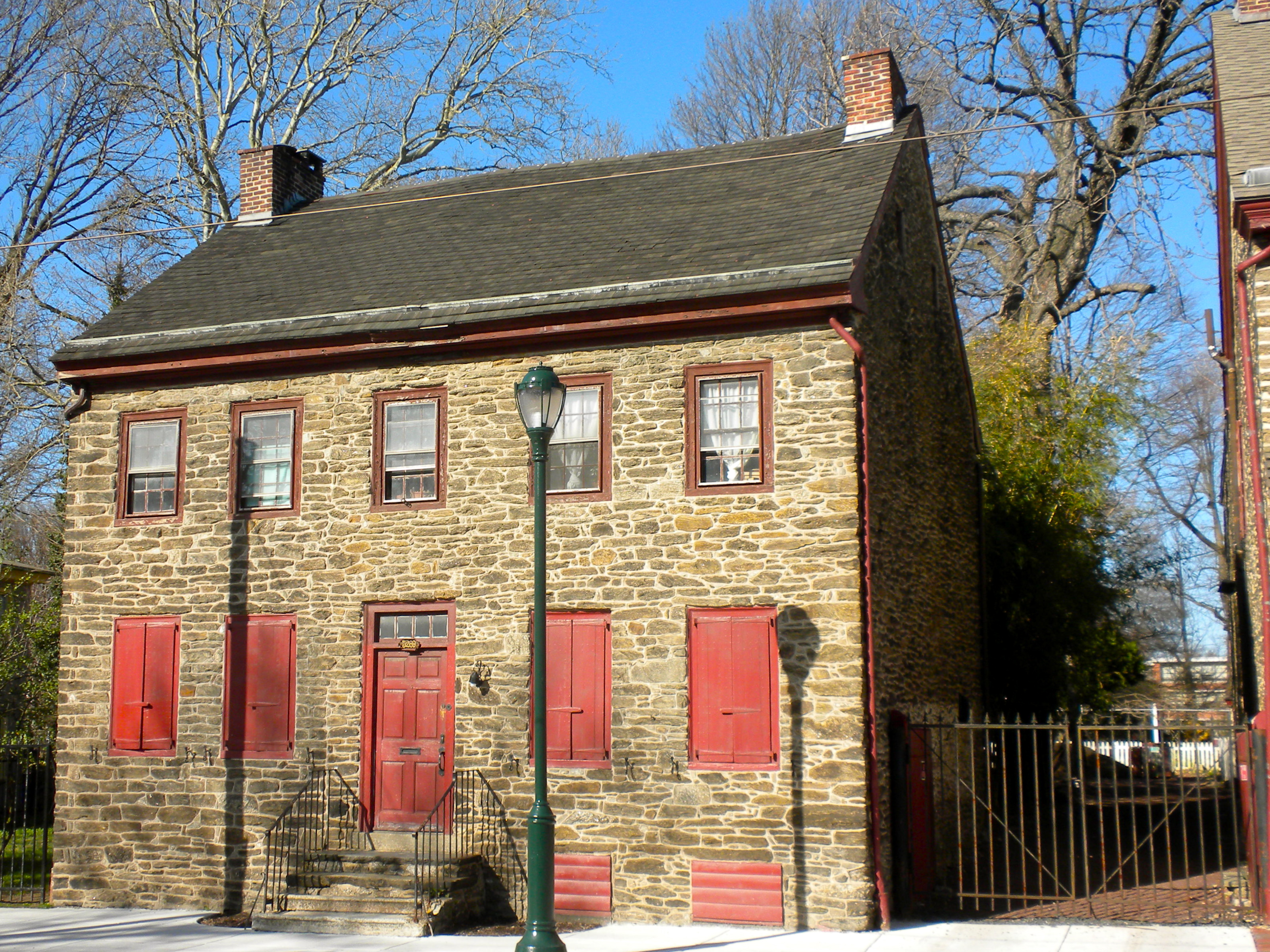
جرومبلثورب منزل تاريخي يقع في حي ويستر بمدينة فيلادلفيا بولاية بنسلفانيا. وقد بني عام 1744 ،حيث كان يُصنع بنسبة 80% بالكامل من الحجر.

يعكس الكثير من عمارة المستعمرات الوسطى تنوع شعبها. في ألباني ومدينة نيويورك، كانت غالبية المباني على الطراز الهولندي مع الخارجيات الطوب والجملونات عالية في كل نهاية مثل منزل جرومبلثورب التاريخي، في حين أن العديد من الكنائس الهولندية كانت مثمنة. واستخدم المستوطنون الألمان والويلزيون في بنسلفانيا قطع الحجر لبناء منازلهم، في أعقاب طريق وطنهم وتجاهل العدد الكبير من الأخشاب في المنطقة. مثال على ذلك هو جيرمانتاون، ولاية بنسلفانيا حيث كان 80 في المائة من المباني في المدينة مصنوعة بالكامل من الحجر. من ناحية أخرى، استفاد المستوطنون من أيرلندا من إمدادات أمريكا الكثيفة من الأخشاب وكابينات خشبية قوية الصنع.
الثقافات العرقية أثرت أيضا على أنماط الأثاث. فضل الكويكرز الريفيون التصاميم البسيطة في المفروشات مثل الطاولات والكراسي والصناديق، وتجنبوا الزخارف المتقنة. ومع ذلك، كان لدى بعض الكويكرز الحضريون أثاثًا أكثر تفصيلاً. أصبحت مدينة فيلادلفيا مركزًا رئيسيًا لصناعة الأثاث بسبب ثروتها الهائلة من تجار الكويكرز والبريطانيين. قام صانعو الخزائن في فيلادلفيا ببناء مكاتب أنيقة وأثاث رفيع المستوى. ابتكر الحرفيون الألمان تصاميم منحوتة معقدة على صدورهم وأثاث آخر، مع مشاهد مرسومة من الزهور والطيور. كما وضع الخزافون الألمان مجموعة كبيرة من الأباريق والأواني والأطباق ذات التصميم الأنيق والتقليدي.
بحلول وقت الحرب الثورية، كان ما يقرب من 85 بالمائة من الأمريكيين البيض من أصل إنجليزي أو إيرلندي أو ويلزي أو اسكتلندي. حوالي 8.8% من البيض كانوا من أصل ألماني، و3.5% من أصل هولندي.

#### الزراعة
خلق العرق فرقا في الممارسة الزراعية. وكمثال على ذلك، فضل المزارعون الألمان عموماً الثيران بدلاً من الخيول لسحب محاريثهم، وقام الأسكتلنديون الأيرلنديون باقتصاد زراعي قائم على الخنازير والذرة. في نهاية المطاف جرت عملية جلب الأبقار مع الخيول. وكانوا (الأبقار) أكثر فائدة من الخيول لأسباب عديدة. تقريبا كل المزارع لديها أبقار على أرضها. في أيرلندا، كان الناس يزرعون بشكل مكثف، ويعملون في قطع صغيرة من الأرض في محاولة للحصول على أكبر معدل إنتاج ممكن من محاصيلهم. في المستعمرات الأمريكية، ركز المستوطنون من شمال أيرلندا على الزراعة المختلطة. باستخدام هذه التقنية، نمت الذرة للاستهلاك البشري وكعلف للخنازير وغيرها من المواشي. بدأ العديد من المزارعين ذوي التفكير المتغير من جميع الخلفيات المختلفة باستخدام ممارسات زراعية جديدة لزيادة إنتاجهم. خلال 1750s، استبدال هذه المبدعين الزراعي المناجل اليد ومناجل تستخدم لحصاد العلف، القمح، والشعير مع منجل مهد، وهي أداة مع الأصابع الخشبية التي رتبت سيقان الحبوب لسهولة جمع. تمكنت هذه الأداة من مضاعفة مقدار العمل الذي قام به المزارعون في يوم واحد. وبدأ المزارعون أيضا في تسميد حقولهم بروث وجير وتدوير محاصيلهم للحفاظ على خصوبة التربة. بحلول عام 1700، كانت فيلادلفيا تقوم بتصدير 350,000 بوشل من القمح و18،000 طن من الدقيق سنوياً. اعتمدت المستعمرات الجنوبية بشكل خاص على المحاصيل النقدية مثل التبغ والقطن. أنتجت ولاية كارولينا الجنوبية الأرز والنيلي. كانت ولاية كارولينا الشمالية أقل مشاركة في اقتصاد المزارع، ولكن بسبب كونها منتجًا رئيسيًا للمخازن البحرية. أصبحت ولاية فرجينيا وماريلاند معتمدة بالكامل تقريباً على التبغ، الأمر الذي سيثبت في نهاية المطاف أنه قاتل في نهاية القرن الثامن عشر بفضل التربة المنهكة والأسعار المنهارة، ولكن طوال معظم القرن، ظلت التربة جيدة وازدهر اقتصاد المحصول الواحد.
قبل عام 1720، عمل معظم المستعمرين في منطقة وسط الأطلنطي مع الزراعة على نطاق صغير ودفعوا ثمن السلع المستوردة عن طريق تزويد جزر الهند الغربية بالذرة والدقيق. في نيويورك، ازدهرت تجارة تصدير الفراء إلى أوروبا بإضافة ثروة إضافية إلى المنطقة. بعد عام 1720، حفزت الزراعة في منتصف الأطلسي مع الطلب العالمي على القمح. أدى الانفجار السكاني الضخم في أوروبا إلى ارتفاع أسعار القمح. بحلول عام 1770، تكلف بوشل القمح ضعف ما كان عليه في عام 1720. كما قام المزارعون بتوسيع إنتاجهم من بذور الكتان والذرة منذ أن كان الطلب على الكتان كبيراً في صناعة الكتان الأيرلندية وكان هناك طلب على الذرة في جزر الهند الغربية. وهكذا، بحلول منتصف القرن، كانت معظم الزراعة الاستعمارية مشروعاً تجارياً، على الرغم من استمرار زراعة الكفاف في نيو إنجلاند والمستعمرات الوسطى.
بعض المهاجرين الذين وصلوا لتوهم إلى مزارع عملوا على شرائها وشاركوا في هذه الثروة التصديرية، لكن العديد من المهاجرين الألمان والأيرانيين الفقراء أجبروا على العمل كعمال أجور زراعيين. كما وظف التجار والحرفيون هؤلاء العمال المشردين من أجل نظام محلي لتصنيع الملابس وغيرها من السلع. وغالباً ما كان التجار يشترون الصوف والكتان من المزارعين والعمال المهاجرين الواصلين حديثاً، الذين كانوا عمالاً في صناعة النسيج في أيرلندا وألمانيا، للعمل في منازلهم في تحويل المواد إلى خيوط وأقمشة. وأصبح كبار المزارعين والتجار أثرياء، في حين أن المزارعين الذين يملكون المزارع والحرفيين الأصغر حجما فقط كانوا يكسبون القدر الكافي من المعيشة. منطقة المحيط الأطلسي الوسطى، بحلول عام 1750، كانت مقسومة بالخلفية العرقية والثروة.

#### المواني البحرية
المواني البحرية التي توسعت من تجارة القمح كانت بها طبقات اجتماعية أكثر من أي مكان آخر في المستعمرات الوسطى. بحلول عام 1773، وصل عدد سكان فيلادلفيا إلى 40000 نسمة، و25،000 في نيويورك، وبلتيمور 6000. سيطر التجار على مجتمع الميناء، وحوالي 40 تاجرًا يسيطرون على نصف تجارة فيلادلفيا. قام التجار الأثرياء في فيلادلفيا ونيويورك، مثل نظرائهم في نيو إنغلاند، ببناء قصور أنيقة على الطراز الجورجي مثل تلك الموجودة في فيرمونت بارك.
أصحاب المحال التجارية والحرفيين ونجاري السفن، الجزارين، كوبرز، الخياطات، سكاف، الخبازين، النجارين، عمال البناء، وقدم العديد من المهن المتخصصة الأخرى حتى الطبقة الوسطى من المجتمع الميناء. وكثيراً ما كانت الزوجات والأزواج يعملون كفريق، وكانوا يعلّمون أطفالهم حرفتهم لتمريرها عبر العائلة. الكثير من هؤلاء الحرفيين والتجار كسبوا ما يكفي من المال لخلق حياة متواضعة.
وقف العمال في قاع مجتمع الميناء البحري. وعمل هؤلاء الفقراء في أرصفة الميناء لتفريغ السفن المتجهة إلى الداخل وتحميل السفن المتجهة إلى الخارج بالقمح والذرة وبذور الكتان. كثير من هؤلاء كانوا من الأمريكيين الأفارقة. بعضها كان مجانياً، في حين استُعبد الآخرون. في عام 1750، شكل السود حوالي 10% من سكان نيويورك وفيلادلفيا. ويعمل المئات من البحارة كبحارا في سفن تجارية، بعضهم من الأمريكيين من أصل أفريقي.

### المستعمرات الجنوبية
كانت المستعمرات الجنوبية يهيمن عليها بشكل رئيسي المزارعون الأثرياء في ميريلاند وفيرجينيا وساوث كارولينا. كانت تملك مزارع كبيرة على نحو متزايد والتي كان يعمل بها العبيد الأفارقة. من بين 650,000 من سكان الجنوب في 1750، حوالي 250,000 أو 40 بالمئة، كانوا عبيداً. نمت مزارع التبغ والنيو والأرز للتصدير، ورفعت معظم المواد الغذائية الخاصة بهم. وبالإضافة إلى ذلك، فإن العديد من مزارع الكفاف الصغيرة كانت تملكها وتديرها شركة يومان. كان معظم الرجال البيض يمتلكون أراضي، وبالتالي يمكن أن يصوتوا.

#### المرأة في الجنوب
لقد أولى المؤرخون اهتماماً خاصاً لدور المرأة والأسرة والجنس في الجنوب الاستعماري منذ ثورة التاريخ الاجتماعي في السبعينيات.
في مستعمرات تشيسابيك الأولى، لم يكن هناك إلا عدد قليل من النساء. وفي عام 1650، وضعت التقديرات إجمالي عدد سكان ولاية ماريلاند حوالي ستمائة، كان منهم أقل من مائتي امرأة. وكان معظم السكان يتألفون من خدم شبانٍ عزابٍ بيضٍ متعاقدين، فبذلك كانت المستعمرات تفتقر إلى الترابط الاجتماعي إلى حد كبير. دخلت النساء الأفريقيات المستعمرة في وقت مبكر من عام 1619، على الرغم من أن أحوالهن ما زالت نقاشًا تاريخيًا - هل كنّ حرائر؟ أم إماء؟ أم خادمات متعاقدات.
في القرن السابع عشر، كانت معدلات الوفيات المرتفعة للقادمين الجدد، وكثرة الرجال مقارنة بالنساء تجعل الحياة الأسرية مستحيلة أو غير مستقرة بالنسبة لمعظم المستعمرين. جعلت هذه العوامل العائلات والمجتمعات تختلف اختلافاً جوهرياً عن نظيراتها في أوروبا ونيو إنجلاند في منطقة فرجينيا - ميريلاند قبل عام 1700، بالإضافة إلى المستوطنات المتفرقة والممانعة في العيش في القرى، إلى جانب الهجرة المتزايدة من الخدم البيض المتعهد والعبيد السود. هذه الظروف القاسية حطت من قدر النساء وعملت على تمكينهن في ذات الوقت.
وكثيراً ما تكون النساء عرضة للاستغلال وسوء المعاملة، وأكثر من يتعرض لذلك الفتيات المراهقات الواتي يعملن في الخدم، ويفتقرن إلى حماية الرجال. ومن ناحية أخرى، تتمتع النساء الشابات بحرية أكبر في اختيار الزوجين، دون إشراف الوالدين، وقد مكنهن النقص في النساء المؤهلات من استخدام الزواج كوسيلة لزيادة الحركة. كانت معدلات الوفيات المرتفعة تعني أن زوجات تشيسابيك أصبحت عمومًا أرامل ممن ورثن الملكية ؛ والعديد من الأرامل زادت ممتلكاتهم من خلال الزواج مرة أخرى في أقرب وقت ممكن. بدأ السكان في الاستقرار حوالي عام 1700، حيث سجل 1704 احصاء يضم 30,437 من البيض مع وجود 7,163 من النساء. تزوجت النساء الأصغر سناً، وواصلن مدة أطول، وتحملن المزيد من الأطفال، وفقدن نفوذهن داخل نظام الأسرة.